# Fear the Walking Dead
Fear the Walking Dead (frei übersetzt: Fürchte die wandelnden Toten) ist eine US-amerikanische Horrorserie, die von Robert Kirkman und Dave Erickson entwickelt wurde. Sie ist Teil des The Walking Dead Franchise und ein Spin-off von The Walking Dead, basiert jedoch nicht auf dem gleichnamigen Comic, sondern hat für die Handlung in Los Angeles vollkommen neue Figuren kreiert. Die Handlung setzt einige Wochen vor der Mutterserie ein, als die Zivilisation noch intakt ist und es nur zu vereinzelten Zombieangriffen kommt. Die Erstausstrahlung der ersten Staffel begann in den Vereinigten Staaten am 23. August 2015. Die Serie endete am 19. November 2023 mit einer finalen achten Staffel.

## Handlung
Das zentrale Handlungselement ist wie in der Originalserie der Ausbruch eines Virus und die damit einhergehende Zombie-Apokalypse. Die Handlung setzt zu Beginn des Ausbruchs ein, also noch vor der Mutterserie The Walking Dead, ist jedoch nicht als Vorgeschichte, sondern vielmehr als paralleler Handlungsstrang gedacht.

### Staffel 1
Die erste Staffel beginnt in Los Angeles. Travis Manawa und seine Lebensgefährtin Madison Clark lehren an einer Highschool. Travis’ Sohn aus erster Ehe, Christopher, lebt bei der Mutter. Madison ist verwitwet und brachte ihre Kinder Nick und Alicia in die Patchworkfamilie mit. Der Schwerpunkt der Erzählung liegt auf der Familie Clark-Manawa, deren Probleme sich mit dem Ausbruch der Apokalypse verschärfen, sowie auf Auseinandersetzungen mit dem Militär, das für Ordnung sorgen möchte. Verstärkt werden die familiären Probleme durch die Drogenabhängigkeit von Madisons Sohn Nick sowie durch das angespannte Verhältnis zwischen Travis und seiner geschiedenen Frau. Als die Seuche ausbricht, versucht Travis seine beiden Familien trotz aller Probleme zusammenzuhalten.
Als die Unruhen in der Stadt eskalieren, findet die Patchworkfamilie Zuflucht im Friseursalon von Daniel Salazar, wo sich außerdem dessen Frau Griselda und deren erwachsene Tochter Ofelia befinden. Gemeinsam mit ihnen gelingt die Flucht bis zur Küste in die Villa von Victor Strand. Griselda Salazar wird unterwegs verletzt und stirbt an einer Sepsis. Strand lässt sich überreden, alle auf seiner Yacht Abigail mitzunehmen. Liza wird infiziert und bittet darum, erschossen zu werden, um sich nicht zu verwandeln. Travis kommt ihrer Bitte nach und zeigt sich anschließend gebrochen.

### Staffel 2
Zwischenzeitlich verfolgt von Seeräubern, erreicht Strand mit den Familien Clark-Manawa und Salazar auf der Abigail die mexikanische Halbinsel Baja California, wo Strands Partner Thomas Abigail lebt. Dessen Ziehmutter Celia Floris hält Untote im Keller fest und füttert sie mit Tieren. Aufgrund eines traditionellen mexikanischen Volksglaubens (siehe Tag der Toten) wähnt sie diese in einer Zwischenwelt, wo ihre Seelen in den untoten Körpern weiterleben und zu ihren Familien zurückkehren wollen. Thomas infiziert sich vor Strands Ankunft. Dieser schafft es noch, sich von ihm zu verabschieden. Er schießt ihm nach seinem Tod in den Kopf, um seine Verwandlung zu verhindern. Celia missbilligt Strands Handlung. Sie fordert ihn und seine Begleiter auf, das Anwesen zu verlassen.
Um Celia umzustimmen, versucht Madison Verständnis für ihren Standpunkt zu zeigen. Nick ist darin erfolgreicher. Er gewinnt Celias Zuneigung, indem er ihren vermissten untoten Sohn Luis aufspürt und unversehrt nachhause bringt. Nick hat eine Methode entwickelt, sich relativ sicher unter den Untoten zu bewegen, indem er sich mit Zombie-Eingeweiden beschmiert und ihr Verhalten nachahmt.
Währenddessen scheint Daniel Salazar langsam den Verstand zu verlieren. Er sieht seine tote Frau Griselda wie eine geisterhafte Erscheinung vor seinen Augen, die ihre Abscheu gegenüber dem Geschehen in Celias Keller zeigt. Er bringt Celia gegenüber seine Missbilligung für dieses seiner Ansicht nach gottlose Verhalten zum Ausdruck und rät Victor Strand, Thomas nicht auf entweihtem Boden zu beerdigen.
Christopher hat nach dem Tod seiner Mutter Anzeichen einer Persönlichkeitsstörung entwickelt und bringt die Gruppe wiederholt in Gefahr. Als er nachts mit einem Messer in der Hand neben Alicias Bett erwischt wird, ergreift er die Flucht und überfällt eine mexikanische Familie. Sein Vater Travis findet ihn und kann ihn überreden, die Reise zu zweit fortzusetzen.
Madison hält Celias Einfluss auf Nick für gefährlich, lockt sie unter einem Vorwand in den Keller der Untoten und sperrt sie dort ein. Daniel Salazar steckt den Keller in Brand, wobei ihm erneut seine tote Frau erscheint. Er bleibt in dem Feuer zurück, das rasch auf das gesamte Anwesen übergreift und weitere Untote anlockt. Victor Strand fährt mit einem Wagen heran und rettet Madison, Alicia sowie Daniels Tochter Ofelia. Nick, der seine Mutter für den Brand verantwortlich macht, trennt sich von der Gruppe und reist allein weiter. Die verbliebenen Gruppenmitglieder möchten zur Abigail flüchten, die jedoch verschwunden ist. In einem Strandhotel treffen sie auf Überlebende einer Hochzeitsgesellschaft, mit denen sie sich zusammentun, um das Hotel von den Untoten zu säubern und sich darin einzurichten. Beim Erkunden des Gebäudes verschwindet Ofelia spurlos.
Auf sich allein gestellt, durchstreift Nick die Wildnis von Tijuana, wird von wilden Hunden angegriffen und droht zu dehydrieren. Um den Nachstellungen von Straßenräubern (Las Manas) zu entgehen, umgibt er sich mit einer Horde Untoter. Aus der Ferne beobachtet ihn eine Kundschafterin namens Luciana Galvez und bringt ihn schließlich in ihre abgeschottete Gemeinschaft La Colonia. Deren charismatischer Anführer, Alejandro Nuñez, gibt vor, einen Zombiebiss überlebt zu haben und gegen das Virus immun zu sein. Nick schöpft neuen Lebensmut und bringt sich sowohl mit pharmazeutischen Kenntnissen als auch durch die Teilnahme an Erkundungsmissionen ein. Er und Luciana verlieben sich ineinander.
Travis und Christopher treffen auf die jungen Männer Brandon, Derek und James. Anders als sein Vater freundet sich Christopher mit ihnen an. Als es zu einem Konflikt mit einem lokalen Farmer kommt, lehnen sie Travis’ Vorschläge für eine friedliche Lösung ab. Der Farmer schießt James ins Bein und wird daraufhin von Christopher erschossen, der dadurch den Respekt seiner Freunde gewinnt. Weil James’ Verletzung bei der Weiterreise hinderlich wäre, wollen Brandon und Derek ihn töten. Travis möchte sie aufhalten. Christopher ermöglicht den beiden durch einen Trick, seinen Vater zu überwältigen. Brandon erschießt James, ohne dass Travis etwas für ihn tun kann. Christopher verlässt seinen Vater, um mit Brandon und Derek nach San Diego zu fahren.
Die Colonia von Alejandro Nuñez, in der Nick Zuflucht gefunden hat, unterhält Handelsbeziehungen zu einem schwer bewaffneten Kartell namens Los Hermanos Brothers unter der Führung von Marco Rodriguez. Dieser plant, die Kolonie zu übernehmen und gibt den Bewohnern eine kurze Frist, um zu fliehen. Nuñez weigert sich zunächst, doch dann wird er von einem Zombie gebissen und seine angebliche Immunität stellt sich als Betrug heraus. Er hatte die Gemeinschaft getäuscht, um ihre Hoffnung aufrechtzuerhalten. Schließlich stimmt er der Evakuierung zu und bleibt selbst zurück, um die Gangster in eine Falle zu locken. Nick und Luciana fliehen mit den Siedlern zur amerikanischen Grenze, wo sie in einen bewaffneten Hinterhalt geraten.
Madison nutzt eine Leuchtreklame auf dem Dach des Hotels, um Nick ihren Standort anzuzeigen. Dies lockt zahlreiche Flüchtlinge an, die nach hitzigen Diskussionen auf das Hotelgelände gelassen werden, was die Aufrechterhaltung der Ordnung erschwert. Travis erreicht das Hotel ebenfalls und unabhängig von ihm auch Brandon und Derek. Diese haben Chris getötet, nachdem er sich bei einem Autounfall verletzt hatte, machen aber Travis gegenüber falsche Angaben. Travis durchschaut die Lüge und erschlägt die beiden. Dabei wird eine weitere Person verletzt, wodurch die Situation eskaliert. Madison, Alicia und Travis müssen das Hotel verlassen. Victor Strand war an den Ereignissen unbeteiligt und darf vorerst bleiben.
Madison, Alicia und Travis finden in La Colonia den sterbenden Alejandro Nuñez, dem es gelungen ist, Rodriguez' Bande auszuschalten. Nuñez erzählt ihnen von Nicks Plänen. Um ihn zu finden, begibt sich die Gruppe nun ebenfalls an die Grenze zu den USA.

### Staffel 3
An der US-Grenze werden Madison und ihre Familie von einer Miliz gefangen genommen und in ein Lager gebracht, in dem auch Nick, Luciana und die Flüchtlinge aus La Colonia gefangen gehalten werden. Das Kommando hat Troy Otto, ein sadistischer Soziopath, der Gefangene für tödliche Experimente missbraucht. Madisons Familie befreit sich und nimmt Troy Otto als Geisel. Troys Bruder Jake vermittelt und erreicht die Freilassung der Gefangenen. Als der Stützpunkt von Untoten überrannt wird, machen sich alle gemeinsam auf den Weg zur Ranch der Ottos. Madison und Nick finden Platz in einem Truck. Travis, Alicia und Luciana werden in einem Hubschrauber mitgenommen.
Der Hubschrauber wird von einer indigenen Gruppe abgeschossen. Travis stirbt. Die anderen erreichen zu Fuß die Ranch von Jeremiah Otto, dem Vater von Jake und Troy, der als Prepper schon lange mit dem Ende der Zivilisation gerechnet hat und gut vorbereitet ist. Er bietet den Neuankömmlingen Zuflucht, wenn sie sich in die Gemeinschaft einbringen. Luciana fühlt sich als Latina von Jeremiahs rassistischem Weltbild ausgegrenzt und zieht weiter. Während Madison noch um Travis trauert, gewinnt sie durch ihre Führungsqualitäten allmählich den Respekt der Ottos. Nick freundet sich mit Troy an und Alicia beginnt eine romantische Beziehung mit Jake.
Unterdessen schwelt ein Konflikt mit amerikanischen Ureinwohnern, die unter der Führung von Qaletaqa Walker im Black-Hat-Reservat leben und die Ranch als ihr rechtmäßiges Eigentum betrachten. Die in Mexiko verschwundene Ofelia Salazar lebt ebenfalls im Reservat. Jeremiah Otto hatte sie zuvor an der Grenze aufgegriffen und in der Wüste zurückgelassen. Walker rettete sie und die beiden wurden ein Paar. Um die Verteidigungskraft der Ranchbewohner zu schwächen, vergiftet sie deren Brunnen. Jeremiah will es trotzdem auf einen Kampf ankommen lassen. Sein Sohn Jake scheitert mit einem Vermittlungsversuch. Madison ist überzeugt, dass ein Kampf aussichtslos ist. Sie sieht in Jeremiahs Tod den einzigen Ausweg und versucht ihn zum Selbstmord zu überreden. Als er sich weigert, wird er von Nick erschossen. Der Tatort wird so arrangiert, dass es wie Selbstmord aussieht. Nach der Beisetzung öffnet Madison heimlich das Grab und übergibt Walker Jeremiahs Skalp. Nach kurzen Verhandlungen ziehen die Ureinwohner auf die Ranch und die bereits ansässigen Bewohnern dürfen bleiben.
Victor Strand hat sich in Mexiko durch eine Lüge in Schwierigkeiten gebracht, reist ab und sucht Kontakt zu seinem früheren Geschäftspartner Dante Esquivel, Leiter des Gonzalez-Staudamms, der die Menschen in der Umgebung durch sein Trinkwasser in Abhängigkeit hält. Strand bietet Dante seine Dienste an. Dieser misstraut ihm jedoch und lässt ihn gefangen nehmen. Daniel Salazar taucht auf und Strand gibt vor, den Aufenthaltsort seiner Tochter Ofelia zu kennen, woraufhin er ihn befreit. Salazar hat den Brand auf Celias Anwesen überlebt und sich auf die Suche nach Ofelia gemacht. Dem Verdursten nahe, wurde er von den Staudammarbeitern Lola Guerrero und Efraim Morales gerettet. Diese untergraben Dantes Monopol, indem sie heimlich Wasser verteilen. Salazar heuert als Söldner an, wartet aber nur auf eine Gelegenheit, Dante abzusetzen und das Wasser für alle zugänglich zu machen. Als ihm dies gelingt, wird Lola die neue Staudammleiterin und Salazar ihr Sicherheitschef. Er hofft, sich dadurch von den Verbrechen reinzuwaschen, die er einst als Mitglied einer salvadorianischen Todesschwadron begangen hat. Als sich herausstellt, dass Vicor Strand nicht weiß, wo Ofelia ist, schickt Salazar ihn weg. Strand findet an der Küste die Abigail wieder. Nachdem er sich per Funk mit einem Kosmonauten über das Ende der Welt unterhalten hat, setzt er die schwer beschädigte Yacht in Brand.
Auf der Ranch nehmen die Spannungen zwischen Walkers Stamm und den bisherigen Bewohnern zu. Troy verursacht einen Aufstand und wird verbannt. Als die Brunnen der Ranch auszutrocknen drohen, machen sich Madison und Walker auf die Suche nach Wasser. Auf einem Marktplatz treffen sie auf Victor, der Ärger mit den Aufsehern hat, die den Markt kontrollieren. Es gelingt ihnen, Victor zu befreien, aber der geplante Wasserkauf kommt nicht zustande. Währenddessen haben Nick, Alicia, Ofelia und Jake Mühe, den Frieden auf der Ranch aufrechtzuerhalten. Walker, Madison und Victor machen sich auf den Weg zum Staudamm, wo sie auf Daniel treffen. Sie schlagen vor, Wasser gegen Waffen zu tauschen. Bei dieser Gelegenheit erfährt Daniel, dass seine Tochter Ofelia noch lebt.
Um sich für seine Verbannung zu rächen, lockt Troy eine riesige Horde Untoter auf die Ranch. Ein Vermittlungsversuch von Nick und Jake scheitert. Die Ranch wird überrannt und die meisten Bewohner werden getötet. Ofelia wird gebissen und stirbt, bevor ihr Vater eintrifft. Daniel kann sie nur noch durch einen Kopfschuss vor der Verwandlung retten. Da die Ranch verloren ist, trennen sich Walker und sein Stellvertreter Lee von der Gruppe. Madison versucht mit ihrer Familie auf dem Damm unterzukommen. Als sie erfährt, dass Troy für die Zerstörung der Ranch verantwortlich ist, erschlägt sie ihn.
Mittlerweile sind Victors Motive ans Licht gekommen. Er hat mit den Aufsehern eine Vereinbarung zur Übernahme des Staudamms getroffen, bevor sich das Unglück auf der Ranch ereignete. Nachdem er erfährt, dass sich seine einstigen Gefährten Lolas Gruppe angeschlossen haben, warnt er die Clarks. Als der Damm mit den Aufsehern aneinandergerät, wird Victors Loyalität zu den Clarks auf die Probe gestellt. Durch ein Versehen schießt er Daniel in die Wange. Dieser kann nicht verhindern, dass Efrain und Lola in der folgenden Auseinandersetzung von den Aufsehern erschossen werden. Nick gelangt in den Besitz eines präparierten Sprengsatzes und bleibt freiwillig auf dem Damm zurück, um seiner Familie und Victor die nötige Zeit für eine Flucht auf einem Motorboot zu erkaufen. Nachdem das Boot außer Reichweite ist, zündet er den Sprengsatz. Der Staudamm explodiert daraufhin und die zuvor von ihm zurück gehaltenen Wassermassen bringen das Boot zum Kentern. Madison wird von Alicia und Victor getrennt und in einiger Entfernung an die Küste gespült, wo sich viele Notleidende bereits an den freigegebenen Trinkwasser-Vorräten bedienen. Es ist unklar, ob Nick oder Daniel die Explosion überlebt haben.

### Staffel 4
Nach dem Krieg gegen Negans Saviors (siehe die Handlung von The Walking Dead/Staffel 8) entscheidet sich der auf Jadis' Schrotthalde lebende überlebende Morgan Jones für eine einsame Wanderschaft durch das Land, um sein altes Leben hinter sich zu lassen. Auf seinen Reisen lernt er den ehemaligen Polizisten John Dorie und die Reporterin Althea kennen, die den beiden Männern mit ihrem MRAP zur Hilfe kommt, als sie von Räubern konfrontiert werden. Morgan zeigt sich zunächst verschlossen und ist nicht bereit, mit seinen neuen Bekannten über seine Vergangenheit zu reden. Die Gruppe um Morgan trifft auf der Straße auf Alicia Clark, die sie in einen Hinterhalt führt. Morgan und seine Gefährten werden von Nick, Alicia, Luciana und Victor Strand überfallen und gefesselt. Die Gruppe von Alicia findet in Altheas Truck eine Flagge, die sich der Gruppe der Vultures („Geier“) zuordnen lässt. Mit dieser Gruppe war Alicias Gruppe zuvor in Konflikt geraten. Morgan und seine Begleiter sagen aus, dass sie selbst nicht zu dieser Gruppe gehören. Althea handelt einen Deal aus. Sie möchte Alicias Gruppe zu dem Ort bringen, von dem sie die Flagge her hat. Dafür möchte sie die Gruppe später interviewen und nach ihrer Geschichte fragen. Als sie sich befreien kann, fordert sie Luciana zum Anhalten des Trucks auf. Luciana rast absichtlich in eine kleine Zombiehorde und kommt von der Straße ab. Morgan, John und Althea können nun ihrerseits ihre Kontrahenten gefangen nehmen. Der Truck steckt jedoch im Schlamm fest. Es wird ein weiterer Wagen benötigt, um den MRAP aus dem Schlamm zu ziehen. John und Althea machen sich mit den Gefangenen auf den Weg, während Morgan mit dem angeketteten Nick als Druckmittel zurückbleibt. Nachdem ein weiteres Auto auf der Straße vorbeifährt, verstecken sich beide im Truck. Nick erkennt den Wagen und verfolgt ihn. Der Wagenfahrer ist Ennis, ein Mitglied der Vultures. Morgan kommt nicht rechtzeitig hinterher, um zu verhindern, dass Nick den Mann tötet. Er spürt Nicks Unruhe und händigt ihm ein kleines Buch aus, das ihm dabei helfen soll, inneren Frieden zu finden. Dieses Buch hatte Morgan einst selbst in ähnlichem Zustand von einem Mann namens Eastman erhalten (siehe die Handlung von The Walking Dead/Staffel 6). Als Althea und die anderen zur Gruppe stoßen, wird Nick beim Studieren des Buches von Ennis' Begleiterin Charlie erschossen. Das Mädchen ergreift daraufhin die Flucht. Nick wird von seinen Gefährten begraben. Als sie den MRAP beladen, findet John den Rucksack seiner Freundin Laura unter ihren Sachen. Sie soll ebenfalls von Vultures getötet worden sein, was John nicht glaubt. Er bricht auf, um in der Nähe nach ihr zu suchen und wird von Morgan begleitet. Die übrige Gruppe plant, die Vultures aus Rache zu eliminieren.
In einem vergangenen Handlungsstrang wird erzählt, wie sich Madison Clark und ihre Kinder sowie Victor Strand und Luciana Galvez nach der Staudamm-Explosion erneut gefunden haben. Dadurch ermutigt plant Madison, ihren Kindern ein besseres Leben zu ermöglichen und die ideale Zuflucht zu finden. Die Gruppe richtet sich im Inneren eines Baseballstadions ein und nimmt weitere Mitglieder auf, darunter die ehemalige Krankenschwester Naomi sowie das kleine Mädchen Charlie. Nick und Luciana sind erneut ein Paar. Nick kümmert sich um den Nahrungsanbau, traut sich jedoch nicht mehr auf Außeneinsätze zur Beschaffung von benötigten Materialien. Er leidet im Zuge der Ereignisse auf dem Gonzalez-Staudamm unter einer posttraumatischen Belastungsstörung (PTSD). Stattdessen bleibt er im Stadion, baut ein gutes Verhältnis zu Charlie auf und kümmert sich um das Mädchen. Obwohl Madison sich zum Leben im Stadion optimistisch zeigt, haben Alicia, Victor und Luci Zweifel an einer dauerhaften Zuflucht. Strand hat für den Notfall einen Wagen mit Vorräten beladen, mit dem er sich bei Gefahr vom Rest der Truppe absetzen kann. Naomi kann sich nicht in die Gruppe integrieren, wird jedoch von Madison und Alicia zum Bleiben überzeugt. Als die Vultures mit ihrer Wagenkolonne vor dem Stadion erscheint, kommt es bald zu Streitigkeiten. Es stellt sich heraus, dass sie die Gegend um das Stadion nahezu komplett ausgeplündert haben und die Bewohner des Stadions langsam aushungern lassen wollen. Sie wollen geduldig vor dem Stadion warten, bis Madisons Gruppe die Vorräte ausgehen. Es stellt sich auch heraus, dass das Mädchen Charlie ein Mitglied der Vultures ist und Madisons Gruppe heimlich für den gegnerischen Anführer Melvin ausspioniert hat. Madison ist sich dennoch sicher, dass sie außerhalb des Stadions noch etwas Gutes finden wird.
In einem weiteren vergangenem Handlungsstrang wird die gemeinsame Vorgeschichte von John Dorie und Naomi erzählt. Naomi ist verletzt, weshalb John sie in seine Hütte bringt und ihre Wunden versorgt. Sie will John ihren Namen nicht nennen, weshalb er sie von diesem Moment an Laura nennt. Einen Tag später versucht „Laura“ mit Johns Truck zu verschwinden, was jedoch aufgrund einer leeren Batterie scheitert. Obwohl John ihr Proviant für ihre Reise anbietet, hält sie ihn vorerst weiter auf Distanz. Über die nächste Zeit hinweg lernen sie sich jedoch näher kennen. Naomi erzählt John, dass sie nur schwer auf neue Bindungen eingehen kann, seitdem sie einst ihr Kind verloren hat. John offenbart ihr, dass er ein Polizist war und dass er seine Waffen nicht mehr einsetzt, weil er damals bei einem Einsatz eine Person getötet hat. Als Naomi von Untoten angegriffen wird, nimmt John seine Waffen schließlich in die Hände und rettet ihr das Leben. Als er ihr seine Liebe gesteht, küsst sie ihn. Am nächsten Tag ist sie verschwunden und hinterlässt ihm eine Nachricht aus Scrabble-Steinen. Sie entschuldigt sich und offenbart ihm, dass sie sich auch in ihn verliebt hat.
Im gegenwärtigen Handlungsstrang findet John heraus, dass Naomi noch am Leben ist. Sie hat sich mittlerweile den Vultures angeschlossen. Als Alicias Gruppe auf die feindliche Gruppe trifft, möchte Alicia Naomi für ihren Verrat erschießen. John geht dazwischen und fängt sich eine Kugel in die rechte Brust. Als Naomi daraufhin zum Krankenwagen rennt, um Johns Verletzung zu verwunden, haut Melvin mit dem Wagen ab. Alicia schießt das Fahrzeug mit einem Granatwerfer ab. Das Fahrzeug ist zerstört, sodass Johns Behandlung nicht mehr möglich wird. Morgan überzeugt Al zur Mitarbeit, um Johns Leben zu retten. Er und Naomi bringen den verletzen John in Als Fahrzeug. Bevor sie losfahren, überzeugt Morgan auch Charlie, sich ihnen anzuschließen. Naomi möchte im Stadion nachschauen, ob ihre ehemalige Krankenstation noch steht. Als Al in das Stadion hineinfährt, werden sie von Untoten umzingelt. Dank Als Van können sie der Gefahr trotzen. Naomi und Morgan können die Mittel für Johns Behandlung besorgen. Auch Alicias Gruppe erreicht das Stadion. Morgan kann Alicia davon überzeugen, Naomi am Leben zu lassen. Er möchte für sie da sein, damit sie sich in ihrem Zorn nicht genauso verliert wie ihr verstorbener Bruder Nick. Johns Leben kann schließlich gerettet werden.
An einem Lagerfeuer erzählt Alicias Gruppe nun, welche Ereignisse sich damals im Stadion zugetragen hatten, dass der Konflikt mit den Vultures derart eskalierte. Der vergangene Handlungsstrang wird weiter erzählt. Madison und Naomi retten Melvin das Leben, woraufhin dieser seine Gruppe vom Stadion abzuziehen bereit ist. Jedoch verliert Melvins Bruder Ennis die Geduld mit dem Vorhaben der Gruppe und lockt eine gewaltige Horde Untoter ins Stadion. Madison bleibt im Stadion zurück, um ihrer Gruppe die Flucht in mehreren Wagen zu ermöglichen. Sie sperrt die Untoten mit sich im Stadion ein und trägt ihren Kindern auf, die Flamme des Lebens weiterzutragen. Es ist nicht bekannt, ob die anderen Bewohner des Stadions diesen Vorfall überlebt haben oder fliehen konnten. Auch Naomi wird von den Überlebenden tot geglaubt.
Im gegenwärtigen Handlungsstrang offenbart Naomi, dass sie beim Angriff der Vultures nicht dabei war, da sie zu der Zeit nach Vorräten suchte. Nachdem sie zurückkehrte, sei das Stadion bereits verbrannt und von Untoten überrannt. Weil sie ihre Gefährten verloren glaubte, schloss sie sich notgedrungen den Vultures an. Sie offenbart zudem, dass ihr richtiger Name nicht Naomi, sondern June lautet. Anders als Charlie hat sie nie gegen Alicias Gruppe agiert. Dennoch wird das kleine Mädchen Charlie vorerst in der Gruppe aufgenommen. June und John nehmen sich vor, auf Charlie aufzupassen. Althea offenbart der Gruppe, dass sie Madison ebenfalls kannte. Bevor Madison ihre Familie nach der Staudamm-Explosion wieder traf, begegnete sie der Reporterin und ließ sich von ihr interviewen. Sie zeigt Alicias Gruppe die Aufnahme des Interviews. Es wird beschlossen, Madisons letztem Wunsch zu folgen und ihr Vermächtnis zu wahren. Morgan möchte das Richtige tun und Alicia und ihren Gefährten dabei helfen.
Als sich ein schwerer Sturm zusammenbraut, wird die Gruppe voneinander getrennt. Alicia muss sich mit der Mörderin ihres Bruders auseinandersetzen, während Morgan vom Weg abkommt und auf ein verdächtiges Duo namens Sarah und Wendell trifft. Nach anfänglichen Konflikten kommt man zu einer Einigung. Sarah und Wendell helfen Morgan dabei, seine Freunde zu suchen, die er während des Sturms aus den Augen verloren hat. Beim Versuch, einer unbekannten Frau zu helfen, bringt sich die Gruppe in Gefahr. Die Dame namens Martha hält aufgrund eines vergangenen Traumas Menschen für schwach, die von anderen Hilfe annehmen. Derzeit sind viele Menschen unterwegs, die sich an Paketen mit Hilfsgütern bedienen, die ein gutherziger Mann namens Clayton an den Straßen ablegt, um Notleidenden zu helfen. Martha zieht durch die Lande und bringt diese Menschen reihenweise um. Morgans Freunde können wieder zueinander finden, geraten jedoch in eine von Martha vorbereitete Falle. Morgan kann Marthas Plan durchkreuzen und seinen Freunden rechtzeitig zur Hilfe kommen. Anschließend entscheidet sich die Gruppe dazu, das Werk des verstorbenen Claytons fortzusetzen und anderen Leuten in Not zu Hilfe zu kommen. Die Gruppe zieht in Claytons ehemaliger Fabrik ein.

### Staffel 5
Morgans Gruppe fängt ein Notsignal ab und reist mit einem Flugzeug in ein texanisches Gebiet, welches infolge des Sturms auf dem Landweg unzugänglich geworden ist. Beim Landeflug kommt es zu Komplikationen und das Flugzeug stürzt ab. Die Gruppe muss sich zunächst in einem unbekannten Terrain zurechtfinden. Sie trifft auf eine Gruppe allein lebender Kinder, die sich in einem Lager organisiert haben und Fremde fernhalten wollen. Morgan und Alicia treffen auf eine Überlebende namens Grace, die in einem nahegelegenen Atomkraftwerk arbeitet. Grace warnt die anderen davor, dass im Zuge austretender radioaktiver Strahlung Zombies in dieser Gegend im Umlauf seien, die aufgrund der Strahlung noch weitaus gefährlicher seien. Zudem stehe das Kraftwerk kurz vor einer Kernschmelze, weshalb alle anwesenden Personen in diesem Gebiet in Lebensgefahr seien. Die Gruppe plant deshalb die Flucht aus dem abgeschotteten Gebiet und alle Kinder mitzunehmen, die sich der unmittelbaren Gefahren nicht bewusst sind. Die Kinder müssen zunächst zur Zusammenarbeit gebracht werden, was sich aufgrund der Starrköpfigkeit ihrer Anführerin als schwierig erweist. Die durch den Flugzeugabsturz verletzte Luciana gelingt es jedoch, das Vertrauen des jungen Dylan zu gewinnen. Weil das Flugzeug beschädigt ist, muss ein Fluchtplan her. Die Gruppe nimmt Kontakt zu dem in Claytons Fabrik verbliebenen Victor Strand auf, der seinen Freunden von außerhalb des abgeschotteten Gebiets helfen möchte und daraufhin eine Rettungsmission plant.
June und John verstecken sich vor einem aufziehenden Sandsturm in einem alten Wildwest-Park. In einem solchen Etablissement hatte John einst als Trickschütze gearbeitet. Das Paar begegnet dem verzweifelten ehemaligen Savior Dwight, welcher nach dem Krieg gegen Negan ins Exil verbannt wurde (siehe die Handlung von The Walking Dead/Staffel 8) und nach seiner Ehefrau Sherry sucht. June und John fühlen sich durch Dwights Situation an ihre ehemalige Trennung erinnert und helfen ihm bei der Deutung von Sherrys hinterlassenen Botschaften. Victor trifft im Zuge der Vorbereitungen seiner Rettungsmission auf seinen alten Gegenspieler Daniel Salazar, dem er bei ihrer letzten Begegnung ins Gesicht geschossen hatte (siehe die Handlung von Fear the Walking Dead/Staffel 3). Victor möchte Daniel zu einer Zusammenarbeit bewegen und zeigen, dass er sich verändert habe. Daniel wimmelt ihn ab. Nachts wird Charlie in Daniels Lagerhaus geschickt, um sein Flugzeug zu überprüfen. Sie wird fündig und funkt Victor, Sarah und Wendell an. Daniel bemerkt Victors Vorhaben, hat jedoch keine Einwände mehr. Er hat sich mit Charlie angefreundet und glaubt Victor. Althea verfolgt eine eigene Spur und lernt eine Pilotin des Civic Republic Militärs (CRM) kennen, die einer geheimen Mission nachgeht. Trotz anfänglicher Spannungen zwischen den beiden Frauen entwickelt sich zwischen beiden eine zärtliche Bande. Sie sind jedoch gezwungen, bald darauf wieder getrennte Wege zu gehen. Victor und Charlie kommen ihren Freunden mithilfe eines Heißluftballons in Form einer Bierflasche zur Hilfe. Morgan und Alicia überzeugen die Kinder zur Flucht. Grace gibt an, der austretenden Strahlung im Gebiet schon zu lange ausgesetzt zu sein und nicht mehr viel Zeit zu haben. Trotz ihrer gesundheitlichen Bedenken lässt sie sich von Morgan überreden, sich der Gruppe anzuschließen. Bevor die Sirene des Kraftwerks stoppt und es zum Super-GAU kommt, gelingt es, das Flugzeug fertigzustellen. Die Gruppe findet sich zur gemeinsamen Flucht zusammen und wird von den Kindern sowie Dwight begleitet. Um die nächtliche Landung der Gruppe auf einer Fahrbahn zu ermöglichen, erhalten Sarah und Wendell unerwartete Unterstützung von Daniel. Es stellt sich heraus, dass Claytons ehemaliger Geschäftspartner Logan das Notsignal unter falschen Vorgaben aussandte, um Morgans Gruppe aus seiner ehemaligen Fabrik zu locken und sie loszuwerden. Logan meldet sich per Funk und offenbart, die Gruppe bewusst getäuscht zu haben, weil ihm ihre Rettungsaktionen zuwider sind.
Die Gruppe reist im Konvoi weiter und versucht noch mehr als zuvor, Überlebende zu finden und ihnen zu helfen. Um einem Sterbenden seinen letzten Wunsch zu erfüllen, durchsuchen Morgan und Grace ein Einkaufszentrum. Dabei lernen sie sich näher kennen und beginnen damit, romantische Gefühle zueinander zu entwickeln. Beide sind jedoch nicht bereit für eine Beziehung, zumal Grace sich aufgrund der zuvor ausgesetzten Strahlung als todgeweiht ansieht. Logan und seine Gruppe versuchen die Gruppe wiederholend zu sabotieren, sie errichten unter anderem eine Straßenblockade. Die Gruppe um Morgan meidet den Konflikt und zieht vorerst weiter. Unterwegs helfen sie einem jungen Mann namens Wes, der sich der Gruppe jedoch vorerst nicht anschließen möchte, da er niemanden traut. Charlie sucht nach einem neuen Ort, an dem man sich dauerhaft niederlassen kann. Sie trifft in einer Synagoge auf Rabbi Jacob Kessner, der nach einem Überlebenskampf in die Gruppe aufgenommen wird. Logan legt seine Motive offen und möchte die Gruppe dazu benutzen, eine Ölraffinerie wieder in Produktion zu nehmen, um neues Benzin zu produzieren. Sarah und Dwight verhandeln mit ihm, aber das Feuer im Lager der Produktion lockt weitere Untote an. Sarah bereut ihre Taten, die zuvor indirekt zum Tod von Logans Partner Clayton und seiner derzeitigen Einstellung geführt haben. Sie versucht ihn an Claytons Philosophie zu erinnern, scheitert damit allerdings zunächst. Als es so aussieht, als könne Alicia aufgrund fehlenden Benzins einer Frau in Nöten nicht rechtzeitig zu Hilfe zu kommen, sieht Logan sich in seinem Vorhaben bestätigt. Als der Hilfsbedürftigen dann überraschend der zuvor von der Gruppe gerettete Wes zur Unterstützung kommt, wendet sich die Situation jedoch und Logan gesteht seinen Irrtum ein. Als er seine Leute erneut von Claytons Philosophie zu überzeugen versucht, wird er aus der Ferne von einer rothaarigen Reiterin namens Virginia durch einen Kopfschuss getötet.
Virginia und ihre Ranger nehmen die Anlage namens Tank Town in Besitz und möchten die Gruppe dazu zwingen, jetzt für sie zu arbeiten. Sie seien dabei, eine neue Welt aufzubauen und wollen der Gruppe eine Chance geben, an diesem Vorhaben mitzuwirken. Als June die Ranger für ihr Auftreten kritisiert, werden auf beiden Seiten Waffen gezogen. Um die Situation zu entschärfen, erklärt sich Luci dazu bereit, für die Ranger in Tank Town zu bleiben und weiter Öl zu fördern. Die restliche Gruppe zieht im Konvoi weiter, findet jedoch keine sichere Zuflucht mehr. Um die Gruppe zu schützen, muss sich Morgan Virginias Weltordnung unterwerfen und nimmt widerwillig mit ihr Kontakt auf. Bevor ihre Ranger erscheinen, heiraten John und June in einer feierlichen Zeremonie. Morgan und Grace gestehen sich ihre Liebe. Morgan findet heraus, dass Grace durch die Strahlung nicht erkrankt ist. Ihr Zustand hat sich infolge ihrer Schwangerschaft verschlechtert, von der sie nichts wusste. Als die Ranger erscheinen, kommt es zum bewaffneten Konflikt, in dessen Zuge Morgans Gruppe verschleppt wird. Morgan wird von Virginia zum Sterben zurückgelassen. Während sich ihm die Untoten nähern, verkündet er über Funk eine Botschaft der Hoffnung.

### Staffel 6
Die Gruppe, mittlerweile aufgeteilt, kämpft unter Virginias neuer Weltordnung ums Überleben. Ein Teil der Gruppe muss in Lawton niedere Arbeiten unter lebensgefährlichen Bedingungen und schwerster Bewachung ableisten, während June und John höhere Positionen als Krankenschwester und Ranger innehaben. Luciana und Wes sind in der Ölraffinerie Tank Town eingesetzt, die bald darauf von einer unbekannten Gruppe angegriffen wird. Althea und Dwight erledigen Einsätze außerhalb von Virginias Hochburg und suchen dabei nach einer Spur von Als Bekanntschaft aus dem CRM. Daniel Salazar arbeitet ebenfalls in Lawton und spielt den Verwirrten. Grace ist mittlerweile hochschwanger. Von Morgan fehlt jede Spur. Seine einstigen Gefährten glauben, er habe den Angriff auf die Westernstadt nicht überlebt.
Tatsächlich ist Morgan noch am Leben und stellt fest, dass ihm jemand in der Westernstadt geholfen haben muss. Er kann seinen Retter jedoch nicht ausfindig machen. Später hilft Morgan einer Mutter und ihrem Kind, welche aus Lawton geflohen sind. Er muss sich zudem eines Kopfgeldjägers erwehren, den Virginia angeheuert hat, um ihr seinen Kopf in einer Kiste zu überreichen. Morgan kann seinen Angreifer jedoch eliminieren. Victor trifft die schwere Entscheidung, Alicia zurückzulassen und sich Virginias Regime anzuschließen, um mehr Privilegien genießen zu können. Al und Dwight werden hingegen abtrünnig und hintergehen Virginia.
John stellt Ermittlungen zu einem Todesfall in Lawton an und stellt fest, dass Virginia ihm Informationen vorenthält und jemanden deckt. Stattdessen wird eine unbeteiligte Person aus der Gruppe des Mordes verdächtigt und schließlich hingerichtet, was John nicht verhindern kann. Er selbst leidet darunter, seine Ehefrau June nicht sehen zu können als auch seine moralischen Werte als Polizist unter Virginias Regime begraben zu müssen. Er verfällt zunehmend in eine Depression und gerät mit Victor aneinander, der seine Moral zugunsten seines eigenen Sozialstatus abgelegt zu haben scheint.
Dwight trifft Sherry wieder, die mit ihrer Gruppe gegen Virginias Regime operiert. Nach einiger Zeit muss er jedoch feststellen, dass sie sich in der Zwischenzeit verändert hat und ihre Rache gegen Virginia für sie die höchste Priorität hat. Er kann Sherry nicht von einem gemeinsamen Vorgehen überzeugen. Nach dem Angriff auf Tank Town versucht June, ihrer Pflicht nachzugehen und Menschenleben zu retten. Sie rettet auch Virginia das Leben, allerdings verliert diese hierbei ihren Arm. Victor wird damit beauftragt, Virginias jüngere Schwester Dakota aufzuspüren, die verschwunden ist. Alicia und Charlie treffen Dakota in einer Hütte im Wald und stellen fest, dass diese nicht mehr zurück nach Lawton zu ihrer Schwester will. Das Verhältnis der beiden Schwestern ist nicht bloß angespannt, vielmehr hat Dakota für Virginia nichts anderes außer Verachtung übrig.
Morgan und John treffen sich wieder. Mittlerweile spielt John mit dem Gedanken, Suizid zu begehen. Morgan und Dakota versuchen ihn davon abzubringen. Dakota stellt sich jedoch anders als vermutet nicht als Verbündete heraus. Nachdem John schließlich die Wahrheit darüber erfährt, dass Dakota hinter dem Mordfall in Lawton steckt, wird er von ihr mit einer Pistole bedroht. Vielmehr erschreckt ihn jedoch Dakotas Begründung hinter dem Mord sowie ihre Rücksichtslosigkeit beim Töten. John versucht noch, Dakota von einem Neuanfang und einem besseren Leben zu überzeugen. Er kann das psychisch angeschlagene Mädchen jedoch nicht mehr erreichen und wird von ihr angeschossen. Morgan stößt zu spät zur Szenerie und kann nur noch mit ansehen, wie der tödlich verwundete John den Fluss entlangtreibt. Er erfährt an dieser Stelle, dass Dakota ihm in der Westernstadt das Leben gerettet habe und seine Wunden versorgte. Sie erhoffte sich, Morgan würde dazu in der Lage sein, gegen ihre ältere Schwester vorzugehen. Sie erteilt ihm die Aufgabe, Virginia zu töten. Morgan kontaktiert June über Johns ungefähren Aufenthaltsort. Als June den angeschwemmten Körper ihres Mannes am Flussbett erspäht, hat sich dieser bereits in einen Untoten verwandelt. Die trauernde June erlöst ihn von diesem Zustand.
Virginia stellt Morgan nun ein Ultimatum und droht diesem, die schwangere Grace zu exekutieren. Morgan erscheint in Lawton, doch die Situation wendet sich gegen Virginia. Strand hat die Kontrolle über Virginias Ranger übernommen und zettelt einen Aufruhr an, in dessen Verlauf sie im angeschlagenen Zustand flüchten muss. Nachdem Morgan Druck auf sie ausübt, stellt sich Virginia unter der Voraussetzung, dass ihrer Schwester Dakota nichts geschehe. Es stellt sich heraus, dass die beiden keine Schwestern sind. Dakota ist Virginias Tochter, die diese in jungen Jahren bekam und auf Druck ihrer Familie vor der Welt verheimlichte. Virginias psychotischer Zustand rühre daher, dass sie niemals ihre Liebe erfahren habe. Morgan möchte das Richtige tun und eine neue Welt erschaffen, in der sich die Menschen nicht gegenseitig umbringen. Aus diesem Grund stellt er neue Regeln auf und setzt Virginias Exekution aus. Sie und ihre Tochter sollen verbannt werden, worüber sich insbesondere Strand und Sherry ärgern. Sie wollen nicht Teil von Morgans neuer Gemeinschaft werden und ziehen ihrer eigenen Wege. Als June mit Virginia über Dakota spricht, macht sie diese für Dakotas Zustand und den Tod Johns verantwortlich und erschießt sie aus Rache. Anschließend setzt sie sich den Hut ihres verstorbenen Mannes auf und verlässt die Gruppe ebenfalls.
Daniel möchte sich für den Frieden in der neuen Gemeinschaft einsetzen, doch seine vermeintlich gespielte Verwirrtheit scheint tatsächlicher Verwirrtheit zu weichen. Durch seine Erinnerungslücken bringt er die Gruppe wiederholt in Gefahr, sodass Victor ihn in seine Obhut nimmt. Ein Teil der Gruppe begibt sich in den Untergrund und trifft in einer Basis namens Holding auf eine nihilistische Sekte, die von einem ehemals verurteilten Massenmörder namens Teddy angeführt wird. Es stellt sich heraus, dass diese Gruppe hinter dem Angriff auf Tank Town steckt. Teddy beabsichtigt das Ende der Welt zu beschleunigen, um aus ihrer Asche eine neue Welt zu formen. Alicia bleibt in seiner Gewalt zurück, während der Rest der Gruppe aus der Holding fliehen kann. In der Folge liefert sich die Gruppe mehrere Scharmützel mit den von Teddy manipulierten Anhängern. Während eines dieser Scharmützel setzen bei Grace die Wehen ein, doch sie kann ihre Tochter nicht lebend zur Welt bringen. Dakota entschließt sich, Teddys Gruppe beizutreten. Dieser zeigt sich von dem Mädchen sehr begeistert und möchte sie für seine Zwecke instrumentalisieren. Auch Alicia soll in seinem Plan eine wichtige Funktion übernehmen. June begibt sich auf die Suche nach wichtigen Informationen und trifft erstmalig auf ihren Schwiegervater John Dorie senior, welcher am größten Teil des Lebens seines Sohnes nicht teilnahm. Nach anfänglichen Komplikationen kann sie Dorie als Verbündete gegen Teddy gewinnen, da John einst als Polizist an der Verhaftung des wahnsinnigen Mörders beteiligt war. June kehrt mit Dorie zur Gruppe zurück, während Dwight und Sherry sich wieder annähern.
Alicias Hoffnung auf eine bessere Welt, wie sie sich ihre Mutter Madison für sie wünschte, wird während eines Ausflugs mit Teddy und Dakota auf die Probe gestellt. Sie stellt fest, dass die ehemals von ihrer Mutter geretteten Menschen aus dem Baseballstadion überlebt haben, mittlerweile jedoch moralisch völlig verroht sind. Nachdem die Auseinandersetzung mit ihnen tödlich endet, wird Alicia von Teddy in einem Bunker eingesperrt. Mittlerweile werden Teddys Pläne offenbart. Er plant durch die Nutzung von Zugangscodes auf das Waffensystem eines angeschwemmten U-Bootes das gesamte Gebiet mit Nuklearraketen zu befeuern. Für die Gruppe beginnt nun ein Wettlauf mit der Zeit, um seinen Plan aufzuhalten. Um Alicia zu imponieren und sich selbst als Helden zu inszenieren, behindert Victor jedoch Morgans rechtzeitige Vorgehen. Letztlich kann keiner der beiden den Abschuss der Raketen über das Gebiet verhindern, woraufhin sich alle auf das Ende vorbereiten. Morgans Gefährten versuchen in getrennten Gruppen zu flüchten. Ein Großteil der Gruppe kann mit einem Helikopter fliehen, welcher von Altheas Bekannten aus dem CRM geflogen wird. Dwight und Sherry sowie June und Dorie flüchten in zwei verschiedene Bunker. Morgan, Grace und ihr Adoptivkind verbleiben im U-Boot. Teddy wird von Dakota erschossen, nachdem sie seine Manipulation durchschaut. Sie selbst stirbt durch den Einschlag einer Rakete.
Victor hat es geschafft, sich in das Innere eines Turmes zurückzuziehen. Dort lernt er einen Fremden namens Howard kennen, dem er sich zunächst unter dem Namen „Morgan Jones“ vorstellt. Als eine der abgefeuerten Raketen droht, in ihrem Radius einzuschlagen, stellt sich der befürchtete Einschlag als Blindgänger heraus. Victor realisiert, dass er erneut überlebt hat. Davon ermutigt stellt er sich Howard nun mit seinem richtigen Namen vor und kündigt an, eine neue Welt aufzubauen.

### Staffel 7
Durch die zuvor von Teddy verursachte Nuklearkatastrophe ist beinahe das gesamte Gebiet radioaktiv verstrahlt, was ein Wandern ohne Schutzausrüstung zur Lebensgefahr werden lässt. Morgan und Grace sehen nach einiger Zeit ein, dass sie mit einem Kind nicht im U-Boot bleiben können, zumal die Sauerstoffvorräte immer geringer werden. Außerdem wird es immer schwieriger, inmitten des Fallouts neue Nahrung für das Kind zu beschaffen.
Victor Strand hat den zuvor von ihm betretenen Leuchtturm mit der Hilfe seines neuen Stellvertreters Howard zur einzigen noch verfügbaren Zuflucht in der gesamten Gegend umgebaut, allerdings gelten im Inneren seines Leuchtturms strenge Regeln. Wer in seine Gemeinschaft aufgenommen werden will, muss sich als dienstlich erweisen. Victor herrscht wie ein totalitärer Diktator über den Turm und trifft sowohl kalkulierte als auch willkürliche Entscheidungen, die erkennen lassen, dass er den letzten Rest seiner Menschlichkeit abgelegt zu haben scheint. So zögert Victor nicht, einen ehemaligen Freund Alicias nach vorheriger Zusammenarbeit vom Turm zu werfen, wo sich in der Zwischenzeit eine riesige Horde Beißer angesammelt hat. Diese Horde möchte Victor als natürliches Schutzareal seines Leuchtturms nutzen.
Sarah begibt sich auf die Suche nach ihrem Bruder Wendell, der beim Abschuss der Raketen zurückblieb. Sie trifft auf Morgan, kann ihren Bruder jedoch zunächst nicht ausfindig machen. Später findet sie heraus, dass sich Wendell in Victors Obhut befindet. Obwohl die Gruppe wegen Victors vergangenen Taten nichts Gutes von ihm hält, möchte dieser alle seine einstigen Gefährten in ein Abhängigkeitsverhältnis zwingen und von seiner Führung überzeugen. Nur der ihm verhasste Morgan soll dem Turm fernbleiben. Da Morgan keine Zuflucht für seine Familie findet, wendet er sich hilfesuchend an Victor und handelt aus, dass Grace und Morgan jr. im Leuchtturm bleiben dürfen. Dort wurden mittlerweile auch June und Dorie, die sich zuvor in Teddys ehemaligem Bunker aufhielten, aufgenommen.
Dwight und Sherry begeben sich als „schwarze Reiter“ auf Rettungsmissionen und widersetzen sich Strands Monopol. Althea sucht nach ihrer Geliebten und kann sie nach langer Zeit finden, anschließend beschließen beide ein dauerhaftes Zusammenleben unter ständiger Flucht vor dem CRM. Von Alicia fehlt lange Zeit jede Spur. Es stellt sich heraus, dass sie die gegen Strand gerichtete Gruppierung anführt und auf der Suche nach einem neuen Zuhause ist. Alicia entkam Teddys Gefangenschaft, wurde jedoch während ihrer Flucht gebissen. Sie ist sich darüber im Unklaren, ob sie die Infektion durch die Amputation ihres Armes noch verhindern konnte. Ihr Gesundheitszustand verschlechtert sich zunehmend. Bevor sie stirbt, möchte sie für ihre Gruppe einen Ort namens „PADRE“ ausfindig machen, von dem sie wiederholt träumt. Die Gruppe ist sich hierbei nicht sicher, ob der von Alicia gesuchte Ort tatsächlich existiert oder den durch ihre mögliche Infektion hervorgerufenen Halluzinationen entstammt.
Charlie stößt zum Leuchtturm, wird jedoch von Victor auf die Probe gestellt. Bei ihrer Prüfung wird sie für längere Zeit radioaktiver Strahlung ausgesetzt, wodurch sich auch ihr Zustand zu verschlechtern beginnt. Auch Daniel Salazar Verwirrtheit erreicht neue Ausmaße, gleichzeitig entledigt er sich durch seine Überlebensfähigkeiten den letzten Sektenanhängern von Teddy. Daniel wähnt seine verstorbene Tochter Ofelia noch am Leben, die jedoch vor langer Zeit nahe der mexikanischen Grenze verstorben ist (siehe Fear The Walking Dead/Staffel 3). Luciana nutzt Daniels Verwirrtheit und gibt ihm zu verstehen, dass Ofelia sich in Victors Turm befindet. Sie hofft, Daniel könne der Gruppe durch seien Fähigkeiten somit Zutritt zum Turm verschaffen. Wes zeigt sich von Lucianas Motiven entsetzt und verlässt die Gruppe, um sich Victor freiwillig anzuschließen.
Als Grace' kleine Adoptivtochter Mo plötzlich innerhalb des Turms verschwindet, sieht Dorie eine Gelegenheit, sich gegenüber einem zunehmend paranoider werdenden Victor zu beweisen. Dorie intrigiert erfolgreich gegen Howard und nimmt dessen Stelle als Victors neuem Stellvertreter ein. Howard wird von Victor vom Turm geworfen. Dorie hintergeht Victor in der Folge und schafft die kleine Mo unter Einsatz seines eigenen Lebens aus dem Turm zurück in Morgans Hände. Daraufhin sieht Wes die Chance gekommen, sich als Victors neuer Stellvertreter zu positionieren. Dwight und Sherry geraten in eine Diskussion darüber, ob man inmitten dieser Apokalypse eine Familie gründen sollte. Nach einem Abenteuer, bei dem beide erfolgreich die kleine Mo beschützen, lenkt Sherry ein.
Alicia folgt Victors Einladung in den Turm. Dieser erkennt ihren Plan nicht, vom Turm aus ein Signal senden zu wollen, um sämtliche Überlende in der Gegend zur Zuflucht zu locken. Mittlerweile hat sich Alicias Armee vor dem Turm positioniert und macht sich für den Angriff bereit. Während der Vorbereitungen auf den Angriff verschlechtert sich Alicias Zustand wieder zusehends, was Victor Sorgen bereitet. Er möchte Alicia unter allem Umständen am Leben erhalten, da er in ihr eine Tochter sieht. Als Wes die Schwäche Victors für Alicia erkennt, führt er mit den Militärs einen Putsch durch und übernimmt selbst das Kommando über den Leuchtturm. Während Alicia und Victor flüchten, kommt es zwischen den beiden einstigen Weggefährten zu einer Aussprache. Sie kann verhindern, dass der in den Turm eingedrungene Daniel Victor erschießt. Daniel kümmert sich daraufhin um die schwerkranke Charlie, der nur noch ein paar Wochen zu bleiben scheinen. Alicias Vertrauen in Victor bricht jedoch vollends, nachdem dieser den uneinsichtigen Wes tötet. Sie erkennt, dass Victor sich nicht mehr ändern wird. Während eines Kampfes mit ihm auf dem Dach des Leuchtturms gerät dieser in Brand, woraufhin das Feuer sich im gesamten Gebäude ausbreitet. Weil diese Zuflucht unhaltbar geworden ist, flüchtet sich die Gruppe über Boote über das Meer. Alicia begibt sich noch einmal in den Fallout, um den zurückgebliebenen Victor zu retten. Sie selbst sieht aufgrund ihres Gesundheitszustands keine Überlebensaussichten für eine weitere Reise und bleibt am Strand zurück, um mit ihrer letzten ihr verbliebenen Zeit weitere Überlebende zu finden und nach „PADRE“ zu führen.
Morgan ist gemeinsam mit der kleinen Mo vor dem Angriff auf den Turm über ein Boot geflüchtet und kommt in unbekanntem Terrain an. Bald schon gerät er in eine gefährliche Situation und trifft zu seiner Überraschung auf Alicias Mutter Madison, die den Brand des Stadions überlebt hat.

### Staffel 8
Morgan und Madison werden nach PADRE, einer Insel vor der Küste Georgias, gebracht, überwältigen mehrere Wachen und retten Mo. Sieben Jahre später wird die selbstmordgefährdete Madison wegen ihrer Rolle bei Mos Flucht inhaftiert. Als sie von Madison erfährt, versucht ein junges Mädchen namens Wren, sie für eine Ausbildung zu gewinnen, um an der Zukunft von PADRE teilzuhaben, aber Madison entdeckt, dass sie eigentlich Mo ist und von PADRE einer Gehirnwäsche unterzogen wurde. Sie fliehen von der Insel und treffen auf Morgan, der jetzt für PADRE arbeitet und glaubt, dass Mo auf der Insel sicherer ist. Morgan führt sie zu einem Hausboot in einem von Walkern verseuchten Sumpf, wo Mo Hinweise auf Morgans früheres Leben findet. Als er von Walkern angegriffen wird, gibt Morgan zu, dass ein ähnlicher Angriff vor sieben Jahren ihn dazu veranlasst hat, Mo zu ihrer Sicherheit an PADRE zu übergeben. Grace trifft ein und rettet die Gruppe, doch Morgan und Grace beschließen widerstrebend, Mo wieder an PADRE zu übergeben. Mo ist nun von PADRE enttäuscht und bittet ihre Eltern, mit ihr zu fliehen, aber sie weigern sich. Madison wird wieder in Gewahrsam genommen, während Morgan entlassen wird, weil er befürchtet, dass er sich letztendlich für Mo statt für PADRE entscheiden wird. Zurück auf der Insel behauptet Mo, ihre Lektion gelernt zu haben und nimmt ihr Training mit neuem Selbstvertrauen wieder auf.
June, die allein in der Wildnis lebt, greift PADRE-Sammler an und schneidet ihnen den Abzugsfinger ab. Sie trifft einen verzweifelten Vater, Adrian, der nach seiner Tochter Hannah sucht. Bei einem Überfall entdeckt June Dwight, Sherry und deren Sohn Finch, der eine Blinddarmentzündung hat und operiert werden muss. June erklärt sich widerwillig bereit zu helfen und bringt sie zu einem verlassenen Labor. Zusammen mit Adrian gibt June zu, dass sie Experimente mit Strahlung durchgeführt hat, um ein Heilmittel gegen Bissinfektionen zu finden, nachdem sie festgestellt hatte, dass Alicia aufgrund ihrer früheren Exposition überlebt hatte.[a] Die Strahlungswerte waren jedoch tödlich für ihre Versuchspersonen, so dass June ihre Forschung aufgab. Nachdem sie Hannah unter den Versuchspersonen gefunden hat, lässt sich der am Boden zerstörte Adrian lieber verschlingen, als ohne sie zu leben. June rettet Finch und beschließt, mit Dwight und Sherry von PADRE zu fliehen. Sie werden von Shrike geschnappt, der June den Abzugsfinger abschneidet und Finch von einem untoten Adrian beißen lässt, um June zu motivieren, die Arbeit an einem Heilmittel wieder aufzunehmen. Anderswo gesteht Morgan, dass seine Schuldgefühle wegen etwas, das er in seiner Vergangenheit nicht getan hat, ihn in seiner Beziehung zu Mo zurückhalten. Madison hilft Morgan bei der Flucht, bleibt aber zurück und befiehlt ihm, das Problem zu lösen.
Zwölf Jahre zuvor bereitet sich General Krennick von der US-Armee darauf vor, die Vorräte zu verteilen, die PADRE für den Wiederaufbau der Zivilisation angelegt hat. Walker überrennen die Werft und Krennick wird getötet. Er bittet seine Kinder Sam und Ben, die Mission von PADRE fortzusetzen. In der Gegenwart, nachdem Junes Behandlung bei Finch erfolgreich war, bereitet Shrike ein Experiment an Madison vor. Mo und Dove, die Finchs Schicksal ahnen, finden den Zug und sorgen für eine Ablenkung, so dass June Shrike überwältigen kann. Die Gruppe, der Adrian angehörte und die von Daniel angeführt wird, nimmt sie schließlich gefangen. Daniel, der von PADRE im Stich gelassen wurde, offenbart, dass er eine Gruppe von Eltern in einer Widerstandsbewegung organisiert hat, um ihre Kinder zu retten. Mit Shrike als Geisel kehren Madison, June und Dove auf die Insel zurück und stellen sich PADRE, der sich als Ben entpuppt. Nach dem Verlust ihres Vaters haben Shrike und Ben PADRE umstrukturiert, um die Kinder vor dem Schmerz über den Verlust ihrer Eltern zu schützen und gleichzeitig daran zu arbeiten, die Welt wiederaufzubauen. Dove wendet sich gegen Madison, nachdem sie erfahren hat, dass sie in Wirklichkeit Odessa Sanderson ist und ihre Mutter in Louisiana gestorben ist, weil Madison sie überzeugt hat, dass sie ihre Tochter retten kann. Daniel rettet Madison und June und schwört, Morgan zu finden. Shrike kehrt zur Werft zurück und sagt Ben, dass sie die Walker auslöschen und mit ihrer Expansion beginnen werden, wie es ihr Vater beabsichtigt hatte.
Morgan kehrt nach King County, Georgia, zurück, um seinen zombifizierten Sohn Duane zur Strecke zu bringen. Grace und Mo folgen ihm, ebenso wie Dwight und Sherry, die von Shrike gezwungen wurden, Morgan zu jagen. Morgan enthüllt, dass seine Frau Jenny Duane gebissen hat, nachdem er sich nicht dazu durchringen konnte, sie zu töten, als er die Chance dazu hatte. Morgan und Grace werden schließlich gefangen genommen und gezwungen, Shrikes Truppen zu zeigen, dass sie die Wahrheit über Morgans Mission sagen, aber sie finden keine Spur von Duane. Dwight und Sherry töten die Wachen, die sie begleiten, da sie nicht zulassen wollen, dass Morgan hingerichtet wird, und helfen Finch, aus Shrikes Gefangenschaft zu entkommen. Grace bleibt allein zurück und gesteht Morgan, dass sie durch die Strahlenkrankheit unheilbar krank ist. Bei dem Versuch, aus Morgans brennendem Haus zu fliehen, entdeckt Mo, dass ihr Vater Duane Jahre zuvor während seines Wahns auf dem Dachboden angekettet hatte. Während Mo in Gefahr ist, gelingt es Morgan schließlich, Duane mit der Waffe zu erschießen, die Rick Grimes für ihn hinterlassen hatte, und die Leichen von Jenny und Duane zu begraben. Kurz darauf wird Grace von einem Walker gebissen, und Morgan schwört, sie zu June zu bringen, um Hilfe zu holen.
Morgan beginnt einen Wettlauf gegen die Zeit, um Grace zum Zugwaggon und June zur Behandlung zu bringen. Grace hat sich mit ihrem Schicksal abgefunden und versucht, ihre Familie dazu zu bringen, das Unvermeidliche zu akzeptieren und die Zeit zu genießen, die ihr noch bleibt. Shrike bietet Morgan einen Deal an, bei dem sie ihm hilft, wenn Morgan die Werft ausräumt, aber Morgan, Daniel und die anderen lehnen ab, als sie erfahren, dass dies von Hand geschehen muss. In der Zwischenzeit wird Finch krank, da seine eigene Infektion zurückkehrt. Die Behandlung hat nur eine vorübergehende Wirkung, da June nicht genug Strahlung verwendet hat, aus Angst, sie würde ihn töten. Morgan akzeptiert schließlich Graces Schicksal, aber Mo widersetzt sich dem Wunsch ihrer Eltern und bringt Grace in den Zugwaggon. Obwohl June Mo durch die Behandlung führt, schlägt diese fehl und Grace stirbt. Mo ist nicht in der Lage, Grace einzuschläfern, die daraufhin wiederbelebt wird. Morgan kommt rechtzeitig, um Mo vor der zombifizierten Grace zu retten, und Mo beschließt, sich wieder PADRE anzuschließen, um ihrem Schmerz zu entfliehen. Shrike sperrt Morgan in den von einer Herde umgebenen Zugwaggon, während sie, Mo und die anderen sich darauf vorbereiten, die Walker in der Werft anzugreifen.
Morgan, die nach dem Verlust von Grace wieder in den periodischen Wahnsinn zurückfällt, entkommt aus dem Zugwaggon und schließt sich mit Madison und Daniels Gruppe zusammen, um PADREs Expansion zu stoppen. Nachdem sie von den Walkern in der Werft besiegt wurden, führen Mo und die Präfekten sie in die Sümpfe zu Morgans Hausboot, aber Shrike weiß, dass ihr Vater die Koordinaten hat, die PADRE braucht. Nachdem er seine Verbündeten angegriffen hat, sitzt Morgan mit Mo auf dem Hausboot in der Falle. Er hilft Mo bei der Flucht, bevor er von Madison gerettet wird. Als Shrike sich anschickt, sie zu töten, kriecht Krennick aus dem Sumpf und beißt sie; Madison bringt Krennick zu Fall und nimmt die Koordinaten an sich. Ben und die Präfekten ergeben sich nach einem leidenschaftlichen Appell von Madison, Morgan und Daniel. Auf Bitten des sterbenden Finch erlaubt June Ben, Shrike einzuschläfern, und verbannt ihn von PADRE. Nachdem sie Finch begraben haben und wissen, dass sie sich gegenseitig nur Schmerz zufügen, beschließen Dwight und Sherry, ihre Beziehung für immer zu beenden. Endlich mit seinen Verlusten im Reinen, begräbt Morgan Grace bei Eastmans Hütte[b] und beschließt, mit Mo nach Alexandria zurückzukehren, um Rick Grimes zu finden. Während Madison PADRE zu seinem ursprünglichen Zweck wiederaufbaut, wird ein unbekannter Überlebender, der im Besitz von Strands Sonnenbrille und Alicias Armprothese ist, gezeigt, der ihre Sendung abhört.
Auf der Flucht vor einer feindlichen Gruppe findet Madison Unterschlupf in einer freundlichen Hotelgemeinschaft, die von Victor Strand geleitet wird, der sich jetzt Anton nennt, mit seinem Mann Frank einen Sohn namens Klaus adoptiert hat und seine Vergangenheit verbirgt. Als die andere Gruppe auf der Suche nach Madison kommt und Angst hat, dass seine Vergangenheit ihn wieder einholt, will Strand sie ihnen ausliefern, aber Klaus hilft Madison zu fliehen und überredet seinen Vater zu helfen. Als er sich vor einer Herde versteckt, erklärt Strand, dass er und einige andere, nachdem sie Texas verlassen hatten, in Georgia angeschwemmt wurden, aber sie lehnten seine Hilfe aufgrund von Strands tyrannischer Vergangenheit ab, was zu ihrem Hungertod führte. Aus Reue über seine Taten und um Alicias Aufforderung, ein besserer Mensch zu werden, nachzukommen, hat sich Strand als Anton neu erfunden, als der Mann, der er sein möchte. Madison, Strand und seine Leute werden von der feindlichen Gruppe gefangen genommen, die, wie sich herausstellt, zu Madisons und Strands Entsetzen von Troy Otto angeführt wird, der angeblich vor einigen Jahren durch Madisons Hand gestorben war. Troy, der auf einem Auge erblindet überlebt hat, will sich an Madison rächen und PADRE für sein Volk erobern, indem er Madisons und Strands Geheimnisse vor Strands Leuten enthüllt. Bevor Troy jemandem etwas antun kann, wird die Gruppe von Daniel, June, Sherry und einigen anderen gerettet und Madison bringt Strands Leute zurück nach PADRE. Bevor sie abreisen, behauptet Troy, Alicia Clark getötet und zur Reanimation zurückgelassen zu haben, und übergibt Madison Alicias Armprothese als Beweis für seine Behauptungen.
Auf der Suche nach Benzin treffen Daniel, Strand und Madison wieder auf Luciana und Charlie, die von PADRE von ihrer Krankheit geheilt wurde. Nachdem sie von PADRE gefangen genommen worden war, hatte Luciana zugestimmt, Öl für sie zu raffinieren, im Austausch für die Nutzung von PADREs Ressourcen, um anderen Überlebenden im ganzen Land zu helfen, und für die Freilassung von Daniel, den PADRE hatte töten wollen. Charlie gesteht einer wütenden Madison, dass sie diejenige war, die Nick ermordet hat, was Madison veranlasst, ihre Entscheidungen für den Tod ihrer Kinder verantwortlich zu machen. Madison verlangt, dass Charlie ihre Fähigkeiten einsetzt, um Troy zu ermorden, lenkt aber ein und vergibt dem Mädchen, nachdem sie herausgefunden hat, dass Charlie Nicks Leiche ausgraben und einäschern ließ, um Nicks Asche seiner Mutter zu hinterlassen. Charlie wird jedoch von Troy gefangen genommen, der als Gegenleistung für Charlies Freilassung den Aufenthaltsort von PADRE verlangt. Im Chaos einer von ihr ausgelösten Explosion bricht Charlie aus und begeht Selbstmord, wobei sie sich opfert, um PADRE zu schützen. Madison hilft Troy kurz bei der Suche nach seiner vermissten Tochter Tracy und erfährt, dass er Walkern die Arme abgehackt hat, um sich mit ihr anzulegen, und dass Troy Madison für den Tod von Tracys Mutter verantwortlich macht, wovon Madison nichts weiß. Der Tod von Charlie bringt Luciana und Daniel dazu, sich gegen Madison zu wenden, und Daniel verlässt sie, um bei Luciana zu sein. Madison erkennt, dass sie Recht haben und überlässt PADRE der Obhut von Strand und macht sich auf den Weg.
Verzweifelt über den Verlust seines Sohnes kehrt Dwight in sein und Sherrys altes Zuhause zurück, wo er auf Jay trifft, einen weiteren Überlebenden, dessen dringend benötigtes Insulin von einer Gruppe von Banditen gestohlen wurde, die in dem seit langem verlassenen Sanctuary, Negans alter Festung, leben. Dwight holt das Insulin zurück und verbrennt einen der Banditen im Ofen, aber Jay ist bereits seiner Diabetes erlegen. Nach einem emotionalen Zusammenbruch wird Dwight von Sherry, June und Dove um Hilfe im Kampf gegen Troy gebeten, doch Dwight lehnt ab, da er glaubt, dass er damit nur noch mehr Menschen, die ihm wichtig sind, Schaden zufügen würde. Dove wird von den Banditen angeschossen, so dass die Gruppe gezwungen ist, sie zur Behandlung ins Sanctuary zu bringen, wo Dove offenbart, dass sie versucht hat, wegzulaufen, weil sie glaubt, dass unter der derzeitigen Führung nur alle getötet werden. Im Sanctuary müssen sich Dwight und Sherry ihrem Trauma stellen, das sie durch das Leben unter Negan erlitten haben, während June sich ihren Schuldgefühlen stellen muss, weil sie ihre Tochter und Finch nicht retten konnte. Eine Herde und die Banditen greifen an und bringen das ohnehin schon instabile Gebäude zum Einsturz, wobei alle außer Dwight, Sherry, June und Dove, die sich im Ofen verstecken, getötet werden. Erfüllt von der neuen Entschlossenheit, aus all dem Schlechten, das ihnen begegnet ist, etwas Gutes zu machen, entfernt June erfolgreich die Kugel und Dwight stimmt zu, nach PADRE zurückzukehren und lädt June und Dove, die wieder ihren Geburtsnamen Odessa trägt, ein, sich seiner und Sherrys Familie anzuschließen. Strand nimmt Troys Tochter Tracy gefangen und sagt Tracy, dass sie ihm helfen wird, PADRE zu retten.
Dwight, Sherry und June sind wütend über Strands Entführung von Tracy und versuchen, das Mädchen zusammen mit Strand zu ihrem Vater zurückzubringen. Um Tracy davor zu bewahren, flieht Strand mit ihr und bringt Tracy zu Madison, die ihre Suche nach Alicia fortsetzt, und Tracy erklärt sich bereit, Madison bei der Suche nach Alicia zu helfen. Daniel, der Tracy benutzen will, um sich für Ofelias Tod zu rächen, begleitet die beiden und wirft Strand aus dem Wagen, als er versucht, sie aufzuhalten. Strand wird von einer Gruppe von Frauen gerettet, die den alten SWAT-Van von Al fahren und erklären, dass Alicia, nachdem sie mit Dutzenden von Überlebenden, die ihre Botschaft gehört hatten, aus Texas geflohen war,[c] bis zu ihrem scheinbaren Tod herumgereist ist, um Überlebendengruppen zu helfen; nachdem sie von Alicia gerettet wurde, hat die Gruppe sie für andere Menschen am Leben erhalten. Tracy führt Daniel und Madison in eine gefangene Herde, in der sie behauptet, Alicia zu halten, aber in Wirklichkeit ist es ein Versuch, Madison von ihrer zombifizierten Mutter töten zu lassen, von der Tracy behauptet, sie sei gestorben, weil sie an dieselben Dinge wie Madison und Alicia glaubte. Tracy erzählt Madison schließlich, dass sich Alicia in einer Villa in der Nähe von Fort Worth befindet, und Strand überredet Madison, Tracy nicht zu töten, doch sie entkommt mit dem Wissen, wo sich PADRE befindet, und ist überzeugt, dass Troy Recht hatte. Troy greift Lucianas Truckstop an und tötet die meisten der beiden Gruppen, aber sie erkennen, dass Troy beabsichtigt, PADRE mit einer Armee der Toten anzugreifen, wie er es mit der Broke Jaw Ranch getan hat. Madison will niemanden mehr gefährden, der ihr wichtig ist, und verfolgt Troy allein im SWAT-Van.
Troy beginnt, eine riesige Herde nach PADRE zu führen, aber sein Truck wird von einer Falle zerstört, woraufhin Tracy Madisons Hilfe sucht. Nach einem kurzen Handgemenge treffen die beiden eine Abmachung: Madison wird Troy helfen, seine Frau Serena zu begraben und sich mit Tracy wieder zu vereinen, während er sie zur Herde führt. Troy enthüllt, dass Alicia Serena vor einem Walker-Biss gerettet hatte, was Serena dazu veranlasste, in Alicias Fußstapfen zu treten. Serena wurde bei einem Raubüberfall getötet, als sie einen Notruf absetzte, woraufhin der trauernde Troy Alicia und Madison die Schuld gab. Die beiden werden jedoch von einem rachsüchtigen Ben Krennick angegriffen, der PADRE für sich zurückfordern will. Ben enthüllt, dass er und Shrike Madison vor der Zerstörung des Dell-Diamond-Baseballstadions[e] gerettet und ihre Liebe zu ihren Kindern benutzt haben, um Madison zu manipulieren, damit sie nach ihren Wünschen handelt. Madison lockt Walker an, die Ben verschlingen, während Troy ihr unerwartet das Leben rettet. Reumütig gesteht Troy, dass Serena ihn ermutigt hat, anderen weiter zu helfen, auch wenn sie dabei ums Leben kam, und Troy hilft Madisons Gruppe bereitwillig, die Herde aufzuhalten. Madison glaubt, dass Alicia, die Troy eine zweite Chance gab, ihre Tochter getötet hat, und spießt Troy mit Alicias Armprothese auf, anstatt sich mit ihm zu versöhnen. Bevor er stirbt, fleht Troy Madison an, sich um Tracy zu kümmern und behauptet, sie sei Alicias Tochter, die Troy entführt habe.
Madison, die nun überzeugt ist, dass der Versuch, anderen zu helfen, nur dazu führt, dass Menschen getötet werden, versucht, sich mit Tracy auf die Suche nach Alicia zu machen, was Madison in Konflikt mit ihren Freunden bringt. Russell enthüllt, dass Alicia noch am Leben sein könnte, bevor er als Vergeltung für Troys Tod einen Angriff auf PADRE mit Tausenden von Walkern startet. Tracy erschießt Madison und begräbt den zombifizierten Troy, bevor sie später von Strand gefunden wird. Strand enthüllt, dass, obwohl PADRE zerstört wurde, alle entkommen sind, weil Madison, die durch Alicias Medaillon des Heiligen Christophorus vor der Kugel geschützt war, sich scheinbar erneut geopfert hat, um die Herde auf genau dieselbe Weise wie im Stadion zu vernichten. Die Gruppe benennt die Organisation zu Ehren von Madisons Opfer in MADRE um und trennt sich, um mit den Vorräten von MADRE neue Gemeinschaften aufzubauen und Madisons Ideale zu ehren, etwas Besseres aufzubauen. June beschließt, mit Odessa zu John Dories Hütte zurückzukehren und die Bedürftigen medizinisch zu versorgen, während Dwight und Sherry sich auf die Suche nach den immer noch vermissten Eltern der PADRE-Kinder machen, um mit ihnen das Sanktuarium wieder aufzubauen. Daniel und Strand schließen endlich Frieden, bevor sich ihre Wege trennen, und Daniel wird mit seiner lange vermissten Katze Skidmark wiedervereint. Madison und Alicia lassen Strand wissen, dass sie überlebt haben, beschließen aber, ihr Überleben ansonsten geheim zu halten. Madison beschließt, mit Alicia und Tracy nach Los Angeles zurückzukehren, um beim Wiederaufbau ihres alten Hauses zu helfen.

## Figuren

### Madison Clark
Madison Clark, manchmal Maddie genannt, ist Witwe und Vertrauenslehrerin auf derselben High School, in der auch ihr Lebensgefährte Travis unterrichtet. Sie hat zwei Kinder namens Alicia und Nick aus ihrer ersten Ehe. Sie scheint sich schnell an die neue Welt anzupassen. Sie mag es, Situationen unter Kontrolle zu haben und neigt dazu, sich bei Meinungsverschiedenheiten mit anderen oder in Situationen, in denen sie groß ist, sich angespannt und machtlos zu fühlen. Obwohl sie normalerweise ein hartnäckiges Verhalten zeigt, wird Madison oft ängstlich und unsicher, wenn die Leute, die sie interessieren, in Gefahr sind. Sie zeigt z. B. eine rücksichtslos dunkle und gefühllose Seite, als sie Celia Flores mit den Infizierten einsperrt und Bereitschaft zeigt, zwei Flüchtlinge namens Derek und Brandon zu vertreiben (einer von ihnen im verwundeten Zustand), um die Illusion der Hoffnung für ihren Freund Travis aufrechtzuerhalten. Im weitern Serienverlauf, legt sie zunehmend Skrupel ab, um das Überleben zu sichern. In der dritten Staffel offenbart Madison ihren Kindern, dass ihr Vater alkoholkrank war und während ihrer Kindheit zu Gewaltausbrüchen neigte. Eines Tages ging ihr Vater so weit, dass Madison ihn, nach eigenen Angaben „um die Familie (Mutter) zu schützen“ erschießen musste. Sie möchte deshalb nun selbst alles in ihrer Macht stehende tun, damit ihre Kinder eine bessere Kindheit durchleben können. Dabei fällt es ihr nicht immer einfach, ihre Familie zusammenzuhalten. Ihr eigener Sohn Nick ist seit dem Tod seines Vaters drogenabhängig, was sie stark belastet. Es gelingt Madison oft nur, auf autoritäre Weise zu Kindern durchzudringen. Es gelingt ihr zwischenzeitlich, ein Vertrauensverhältnis zu Travis' Sohn Chris und später zu Jeremiahs Sohn Troy aufzubauen. Als sie in der dritten Staffel alles verliert, was sie bisher wieder für ihre Kinder aufgebaut hat, erreicht Madison ihren dunkelsten Wesenszug und erschlägt Troy, den sie dafür und für die Probleme ihrer Familie verantwortlich macht. In der vierten Staffel kommt sie nach einer Begegnung mit Althea von ihrem dunklen Pfad ab und versucht ihren Kindern eine optimistischere Lebensweise aufzuzeigen. Sie setzt sich sehr für die Unterstützung anderer ein und rettet sogar ihrem Feind Melvin das Leben. Als im Zuge des Konflikts mit den Vultures das Stadion von Untoten überrannt wird, bleibt Madison zurück und schließt sich mit den Untoten im Stadion ein, um ihren Kindern die Flucht zu ermöglichen. Madison wird daraufhin für tot gehalten, hat jedoch wider Erwarten überlebt. In der siebten Staffel trifft Morgan Jones auf sie und klärt sie über das Schicksal ihrer Kinder auf. Madison hat den Brand des Stadions nicht unversehrt überstanden. Sie ist auf eine Atemmaske und Sauerstoffflaschen angewiesen, um in regelmäßigen Abständen atmen zu können. Nach dem Verlust ihrer Kinder hat sich Madison einer dubiosen Gruppe angeschlossen und entführt in deren Auftrag Kinder.

### Nicholas Clark
Der 19-jährige Nicholas Clark, auch genannt Nick, ist Madisons Sohn aus erster Ehe. Nach dem Tod seines Vaters wurde er drogenabhängig und hat vor dem Beginn der Apokalypse bereits mehrere Male erfolglos einen Entzug versucht. Deswegen empfindet er gegenüber seiner Mutter und seiner Schwester Alicia Schuldgefühle. Nachdem er in einer Kirche Heroin konsumiert hat, wacht er auf und sieht, wie seine in eine Untote verwandelte Freundin das Fleisch von toten Menschen frisst. Unter Schock flüchtet er aus dem Gebäude und wird von einem Auto angefahren. Im Krankenhaus hält er sich zunächst selbst für verrückt. Weil Travis ihm glaubt, beginnt er, den neuen Lebenspartner seiner Mutter als Vaterfigur zu akzeptieren. In Notwehr tötet er den Drogendealer Calvin. Daraufhin rettet Nick seiner Mutter und seinem Stiefvater das Leben, indem er den verwandelten Calvin überfährt. Im Gegensatz zum Rest seiner Familie ist ihm daraufhin klar, dass die Beißer tot und keine Menschen mehr sind. Während Madison versucht, ihn von seiner Heroinsucht langsam zu entwöhnen, klaut er heimlich Medikamente. Weil eine Ärztin Nicks anhaltenden Drogenkonsum bemerkt, wird er durch das Militär verschleppt. Mit der Hilfe seines Mitinsassen Victor Strand entkommt Nick aus den Zellen einer Militärbasis und stößt dabei wieder auf seine Familie. Auf seiner Reise nach Mexiko gewöhnt sich Nick an, mit Untoten-Innereien unter den Zombies zu wandeln und ihr Verhalten zu kopieren. Er fürchtet die Zombies nicht. Das Beisammensein mit ihnen verschafft ihm neue Adrenalinschübe. Weil er dem Einfluss Celias hörig wird und sich von seiner Familie unverstanden fühlt, trennt er sich in der zweiten Hälfte vorübergehend von der Gruppe. In einer Kolonie lernt er Luciana kennen, die seine Freundin wird. Nick kann der Kolonie durch seinen Einfallsreichtum, seinen Mut sowie seinen pharmazeutischen Kenntnissen weiterhelfen. Er entwickelt sich zu einer Führungsfigur und lernt, auch Verantwortung für andere Mitmenschen zu übernehmen. In der dritten Staffel ist er wieder mit seiner Familie vereint und trifft mit Troy auf einen Gleichgesinnten, mit dem er sich anfreundet. Nachdem Troys Aktion zum Verlust der Brokejaw Ranch führt, verfällt Nick vorübergehend in alte Muster und nimmt wieder Drogen. Um seine Familie zu retten, entscheidet er sich zum Ende der dritten Staffel, mit einem Sprengsatz auf dem von dem Gonzalez-Staudamm zurückzubleiben. Nick überlebt die Explosion des Staudamms, leidet in der Folge jedoch an PTSD. Nachdem er zusammen mit anderen Verbündeten ein neues Zuhause in einem alten Stadion aufgebaut haben, kommt es zu Streitigkeiten mit den Vultures. Nick ist davon besessen, einen Mann namens Ennis umzubringen, den er für den Verlust seines Zuhauses und seiner Mutter verantwortlich macht. Dabei verliert sich Nick in seiner Wut und reagiert zu spät auf Morgans Hilfsversuche, inneren Frieden zu finden. Er wird von Ennis' Begleiterin Charlie, einem jungen Mädchen der Vultures, erschossen.

### Alicia Clark
Alicia Clark, auch manchmal von ihrer Familie Licia genannt, ist die 17-jährige Tochter aus Madisons erster Ehe. Sie ist zunächst im Vergleich zu ihrem älteren Bruder Nick eine vorbildliche Schülerin mit festen Zielen, die ihren Abschluss machen möchte, um auf ein College außerhalb von Los Angeles gehen zu können. Ihr Freund Matt Sale wird jedoch gebissen und überzeugt sie davon, ihn mit ihrer Familie zu verlassen. Obwohl sie Nick offen ihre Wut zeigt, kümmert sie sich um ihren Bruder und versucht, ihm bei der Entwöhnung von seiner Drogensucht zu helfen. Nach dem Zusammenbruch der Zivilisation freundet sie sich mit ihrem Stiefbruder Christopher an. Als es im Strandhotel zur Konfrontation mit der Diaz-Familie kommt, ersticht Alicia Andrés und rettet dadurch Travis das Leben. Auf der Ranch der Ottos beginnt Alicia eine Beziehung mit Jake. Während die Ranch von Untoten überrannt wird, hilft sie zahlreichen Bewohnern dabei, sich in die Vorratskammer des Geländes zu retten. Weil dort der Sauerstoff immer knapper wird, bittet sie jede gebissene Person, sich freiwillig für die anderen zu opfern. Alicia tötet die infizierten Ranch-Bewohner, die dieser Sterbehilfe zuvor zugestimmt haben. Anschließend sterben wegen des Sauerstoffmangels jedoch auch die anderen Mitbewohner in der geschlossenen Vorratskammer und verwandeln sich, weshalb Alicia dort am Ende die einzige Überlebende ist. Nach dieser traumatischen Erfahrung und dem Tod von Jake verlässt Alicia schließlich ihre Familie, weil sie glaubt, dass die Intrigen ihrer Mutter jeden Ort zerstören werden. Zusammen mit der Einzelgängerin Diana wird sie vom Aufseher John dazu gezwungen, zum Gonzalez-Staudamm zu gehen. Dort trifft sie wieder auf die Überlebenden ihrer Gruppe und flieht mit Madison, während Nick den Damm mit einem Sprengsatz zerstört. In der vierten Staffel muss Alicia den Verlust ihrer verbliebenen Familienmitglieder verschmerzen. Letztendlich nimmt sie ihre Rache an den Vultures, droht sich allerdings in ihrem Zorn zu verlieren. Später muss sie sich mit Charlie auseinandersetzen, die ihren Bruder Nick ermordet hat. Alicia lässt schließlich von ihrer Rache ab und versucht, dem Ideal ihrer Mutter Madison zu entsprechen. Mit der Hilfe von Morgan und weiterer Verbündeter entdeckt sie ihre Menschlichkeit wieder und wird für Charlie zu einer Art Schwesterfigur. In der fünften Staffel hilft sie weiteren Menschen, die in Not sind. In der sechsten Staffel wird ihre Menschlichkeit von Teddy auf die Probe gestellt, nachdem sie erkennen muss, dass die von ihrer Mutter zuvor geretteten Menschen inzwischen komplett verroht sind. Teddy zeigt sich von Alicia beeindruckt und sperrt sie in einem Bunker ein, damit sie den von ihm ausgelösten Fallout überlebt und die Welt neu aufbaut. Bei der Flucht vor Teddys Untergebenen wird sie gebissen und verliert ihren linken Arm. Ihr Gesundheitszustand verschlechtert sich daraufhin zusehends. Alicia möchte trotz ihres befürchteten Ablebens nach wie vor anderen Menschen helfen und ihre verbleibende Zeit nutzen, um diese zu einem ominösen Ort namens „PADRE“ führen. Trotz ihrer Wut auf ihren einstigen Weggefährten Victor Strand rettet sie ihm schließlich das Leben und bleibt selbst an der Küste zurück, wo sie zusammenbricht. Ihr weiteres Schicksal bleibt unklar.

### Travis Manawa
Travis Manawa, manchmal Trav genannt, ist vor dem Ausbruch der Apokalypse Literaturlehrer auf der Paul R. Williams High School in El Sereno und teilt sich mit seiner Ex-Frau Liza das Sorgerecht für seinen leiblichen Sohn Christopher. Außerdem versucht er, Verantwortung für die Kinder seiner Kollegin und neuen Lebenspartnerin Madison Clark zu übernehmen. Travis ist zunächst ein überzeugter Pazifist und verabscheut Waffen. Als er sieht, wie der von Nick getötete Drogendealer Calvin sich verwandelt hat, will er seine beiden Familien zusammenführen und beschützen. Nachdem der von ihm freigelassene Soldat Andy Adams auf Ofelia schießt, rastet er aus und schlägt Adams brutal zusammen. Am Ende der 1. Staffel erfährt er, dass seine Ex-Freundin von einem Untoten gebissen wurde. Auf Wunsch von Liza wird sie von Travis erschossen. In der zweiten Hälfte von Staffel 2 verlässt sein Sohn Chris die Gruppe und geht mit einer anderen Gruppe mit, die von Brandon angeführt wird. Am Ende der 2. Staffel trifft Travis im Hotel auf Brandons Gruppe und stellt fest, dass Chris von ihnen nach einer Verletzung getötet wurde. Er schlägt sie tot. Er will mit Madison und Alicia zurück in die USA, da sie nicht im Hotel bleiben können. An der Grenze werden sie von Troys Paramilitärs gefangen genommen. Nachdem er der Tötung durch Troys perverse Forschungsexperimente entgehen kann und Chaos im Camp alle zum Verlassen des Ortes zwingt, fliegt er in einem Helikopter mit, der von Walkers Stammesbrüdern abgeschossen wird. Er erleidet dabei eine tödliche Schusswunden und stürzt sich in die Tiefe.

### Christopher Manawa
Christopher Manawa, auch genannt Chris, ist der 16-jährige gemeinsame Sohn von Travis und Liza. Er macht seinen Vater für die Scheidung seiner Eltern verantwortlich und ist daher nicht gut auf diesen zu sprechen. Am Ende der ersten Staffel verlor er seine Mutter. In der zweiten Hälfte von Staffel 2 trennt er sich mit seinem Vater von seiner Stiefmutter und Stiefgeschwistern und trifft auf eine Gruppe, die von einem Mann namens Brandon angeführt wird. Am Ende der zweiten Staffel verursacht Chris mit einem Auto einen Unfall, bei dem er sich am Bein verletzt und anschließend von Brandon erschossen wird. Aus Rache tötet Travis Brandon und dessen Bruder.

### Elizabeth Ortiz
Elizabeth Ortiz, auch genannt Liza, ist Travis’ Ex-Frau und Ende 30. Sie hat einen gemeinsamen Sohn mit Travis, Christopher, und macht eine Ausbildung zur Krankenpflegerin. Sie wird zusammen mit Griselda Salazar und Nick zu einer Militärbasis gebracht, um sich dort um die Verletzten und Kranken zu kümmern. Als Travis zusammen mit der restlichen Gruppe sie und Nick abholen, wird sie von einem Beißer gebissen. Sie erzählt Madison und Travis an Strands Haus davon und bittet Travis sie zu erschießen, damit sie sich nicht verwandelt. Zuvor erzählt sie ihm, dass jeder zurückkomme, egal auf welche Art er stirbt. Anfang der zweiten Staffel wird ihre Leiche von Chris ins Meer geworfen.

### Daniel Salazar
Daniel Salazar ist der Vater von Ofelia. Er ist ein Friseur, der mit seiner Ehefrau Griselda von El Salvador nach Los Angeles geflohen ist. Im Krieg hat er brutale Foltermethoden miterlebt und auch selbst moralische Grenzen überschritten, um zu überleben. Er lässt sich nur durch Griselda davon überzeugen, Travis in seinem Friseursalon Schutz zu gewähren, während auf den Straßen das Chaos ausbricht. Weil er nicht glaubt, dass Travis stark genug ist, um zu überleben, will er nach der Flucht zu dessen Haus zunächst getrennte Wege gehen. Daniel foltert Ofelias Freund Andy Adams, um die geheimen Pläne des Militärs zu erfahren und seine verletzte Frau ebenso wie Nick aus einer Militärbasis zu befreien. Er lässt eine große Herde von eingesperrten Beißern frei und lenkt so die Soldaten in der Basis ab. Dort erfährt Daniel jedoch schließlich vom Tod seiner Frau. In der zweiten Staffel halluziniert er von ihr und stellt sie sich als geisterhafte Erscheinung vor seinen Augen vor. Angeregt von ihren Einflüsterungen entscheidet er sich, Celias Anwesen in Brand zu setzen. Zunächst scheint es, als würde er selbst in den Flammen umkommen. In der dritten Staffel stellt sich heraus, dass er den Brand überlebt hat. Zwei gutmütige Fremde namens Efrain und Lola retten ihm später das Leben. Als Daniel bei Dante Esquivel anheuert und beauftragt wird, Efrain und Lola umzubringen, tötet er stattdessen seien Auftraggeber und tritt in Lolas Dienste. Daniel rettet auch Victor Strand das Leben, schickt ihn jedoch später fort, nachdem Victor ihn über den Aufenthaltsort seiner Tochter Ofelia anlügt. Zwischen Daniel und Ofelia kam es infolge der Enthüllung von Daniels Vergangenheit als Folterer zu Konflikten, weshalb es nie mehr zu einer Aussöhnung kommen sollte. Als Daniel erneut auf Ofelia trifft, ist diese kurz zuvor durch eine Infektion gestorben.

### Ofelia Salazar
Ofelia Salazar ist die Tochter von Daniel und Griselda, die in den USA geboren und aufgewachsen ist und ihre eingewanderten Eltern beschützen will. Nachdem sie die Gruppe verlassen hat, wird sie von Walker und seinem Stamm aufgenommen. Im späteren Verlauf wird sie von einem Zombie gebissen und schließlich von ihrem Vater erlöst.

### Victor Strand
Victor Strand, der meistens mit seinem Nachnamen angesprochen wird, lernt Nick in einem Gefängnis des Militärs kennen. Dieser sieht in Nick „großes Potential“ und beschließt daraufhin mit ihm und dessen Familie zu seinem Haus am Meer zu fliehen, um von dort aus mit seiner Jacht zu entkommen. Strand ließ die anderen lange über seine Pläne im Dunkeln, bis herauskommt, dass er in Baja, Mexiko einen Unterschlupf organisiert hat, um sich in Sicherheit zu bringen und dort Thomas Abigail, seinen Liebhaber wieder zutreffen.

### Alex
Alex ist die letzte Überlebende von Flug 462. In der ersten Hälfte von Staffel 2 waren sie noch zu viert gewesen. Zwei von ihnen starben, bevor Alex mit Jake Powell auf die Gruppe von Travis traf. Victor wollte die beiden nicht auf seinem Schiff haben, weswegen die beiden im Schlauchboot bleiben mussten. Sie wurden aber von der Abigail durch ein Seil mitgezogen, bis Victor dieses kappte. Zwei Folgen später, nachdem Travis in Gefangenschaft von Connors Piraten ist, kommt Alex zum Gefängnis. Sie gab Travis die Schuld, dass sie Jake Powell töten musste und sie fast gestorben wäre, bis Connor und seine Piraten sie gefunden haben. Nachdem die Gruppe entfliehen konnte, blieb sie bei den Piraten. Ihr aktueller Status ist unbekannt.

### Luciana Galvez
Luciana Galvez, von Nick auch Lucy genannt, ist die Freundin von Nick, die er in einer abgeschotteten mexikanischen Gemeinde kennenlernt. Als die Siedlung aufgegeben werden muss, flüchtet sie mit Nick zur amerikanischen Grenze, wo sie von Troys Paramilitärs ergriffen werden. Sie wird schwer verletzt. Auf der Ranch will man sie wegen ihrer Herkunft dennoch erst nicht aufnehmen. Nachdem sie gesundet, versucht sie Nick davon zu überzeugen, weiterzuziehen. Nick will es aber vor Ort versuchen und so verlässt sie ihn heimlich in der Nacht und hinterlässt nur einen Abschiedsbrief. Mittlerweile ist sie wieder mit der Gruppe vereint.

### Troy Otto
Troy Otto ist der soziopathische Sohn von Jeremiah Otto Sr., der wegen seiner Auffälligkeiten früh von der Schule genommen wurde. Er führt die Paramilitärs an. Im Lager an der Grenze lässt er unzählige Menschen töten, nur um die Zeit bis zur Verwandlung zu messen. Als die Familie Trimbol die Ranch verlässt, um Walkers Überfall zu entgehen, folgt er ihnen und tötet sie. Obwohl Madison die Wahrheit kennt, verschweigt sie dies vor der Ranch-Gemeinschaft, da sie meint, dass Troy zum Schutz der Ranch ein notwendiges Übel sei. Später wird aber auch Alicia und Nick klar, wer die Trimbols tötete. Nach dem Tod seines Vaters kann Troy nicht akzeptieren, dass Walkers Stamm auf die Ranch zieht. Weil er sich bewaffnet verschanzte, wird er von der Ranch verbannt. Aus Rache lockt Troy eine riesige Horde von Untoten zur Ranch und verliert außerhalb der Ranch seinen Bruder. Als Madison und Taqa zu der Ranch zurückkehren, erzählt Nick nicht, wer die Horde angelockt hat. Beim „El Bazar“ bekam Nick wieder die Gelegenheit Drogen zu nehmen. Als Nick wollte, dass auch Troy es einnehmen soll, wollte Troy zuerst gar nicht, nahm dann aber trotzdem die Droge ein. Nach Ofelias Tod will die Gruppe zum Damm, aber Nick und Troy wollen nicht mitgehen und bleiben beim Bazar. Troy erfährt beim Bazar, dass die Gang „Die Aufseher“ einen Angriff auf den Damm verüben wollen, um ihn einzunehmen. Troy und Nick fahren zum Damm und erzählen Madison und den anderen von dem Angriff. Nachdem entschieden wurde, den Damm notfalls zu sprengen, platziert Troy mit Madison den Sprengstoff. Als später Nick dazu kam und erwähnt, dass Troy nicht zu Daniel gehen soll, weil er ihn töten will, erfährt Madison die Wahrheit, wer die Horde zur Ranch gelockt hat. Während Troy sich gegenüber Madison rechtfertigt, schlägt Madison zweimal mit einem Hammer gegen seinen Kopf und lässt ihn vermeintlich zum Sterben zurück.

### Jake Otto
Jeremiah Otto Jr., auch bekannt als Jake, ist der gut gebildete, ältere Halbbruder von Troy. Er wacht über Troy und versucht immer wieder beruhigend auf ihn einzuwirken. So kann er Madisons Familie im Grenzcamp vor dem Tod bewahren. Auf der Ranch beginnt er eine Beziehung mit Alicia. Er bemüht sich, eine diplomatische Lösung mit Walker zu finden. Als sein Vater starb, wurde Jake der Anführer der Ranch. Er ließ Walker und seinen Stamm auf die Ranch ziehen und gab ihm den zweiten Schlüssel für die Nahrungs- und Waffenkammer. Nachdem Terrance versuchte, Crazy Dog zu erschießen, musste Jake widerwillig auch den zweiten Schlüssel abgeben. Als sein Bruder Troy ins Exil geschickt wird, droht Jake seinem Bruder, dass er nicht mehr zurückkommen darf, und falls doch, würde er ihn töten. Nachdem Troy aus Rache für seine Verbannung eine riesige Horde von Untoten zur Ranch lockt, will Nick verhindern, dass Jake Troy erschießt. Nick schlägt Jake am Hinterkopf, der dadurch einen Hügel herunterrutscht und anschließend von einem Untoten in den Unterarm gebissen wird. Seine Infektion konnte von Troy und Nick verhindert werden, indem sie den Arm abtrennten, allerdings starb er später an dem hohen Blutverlust. Als er als Infizierter zurückkam, wird er von Troy erlöst.

### Jeremiah Otto
Jeremiah Otto Sr. ist der Vater von Troy und Jake. Er ist Rassist und hatte als Weltuntergangsfanatiker mit seiner Gemeinschaft auf seiner Ranch genug Vorräte vor der Apokalypse angehäuft, da er den Niedergang der Demokratie befürchtete. Das Land gehörte früher Walkers Stamm, der dieses zurück fordert. Jeremiah hatte Walkers Vater getötet. Um Frieden mit Walker zu schließen, wird er von Nick erschossen. Er und Madison lassen es wie einen Selbstmord aussehen und sie übergeben Walker seinen abgetrennten Kopf.

### Lola Guerrero
Lola Guerrero ist eine Arbeiterin am Gonzalez-Staudamm, der von Dante Esquivel und seinen Männern übernommen wurde. Sie versucht, den Menschen vor Ort durch Wasserlieferungen zu helfen. Bei diesen trifft sie auf den verletzten Daniel Salazar. Als Daniel später am Staudamm auftaucht, verschafft sie ihm Arbeit bei Dante, wofür er aber über ihre Hilfe für die Gemeinde schweigen soll. Nachdem dies dennoch auffliegt, soll Lola mit anderen vom Staudamm in den Tod gestoßen werden. Daniel erschießt im letzten Moment Dante und seine Anhänger und rettet so Lola das Leben. Nach Dantes Tod übernimmt Lola die Führung des Gonzalez-Staudamms. Lola hat Probleme, die Führung des Damms unter Kontrolle zu behalten, weil viele denken, dass Lola und die anderen Dante getötet haben, um den Damm zu übernehmen. Irgendwann kommen Handfeuerwaffen ins Spiel, weshalb Daniel versucht, Lola zu überreden, sich Waffen zu besorgen. Als Victor Madison und Taqa zum Damm führt, machen die beiden Lola das Angebot, Wasser gegen ausreichend Waffen zu tauschen, was diese ablehnt. Daniel versucht sie zu überreden, aber Lola bleibt stur. Später hatte Victor einen Einfall. Er ließ mit Daniel einen Tankwagen sprengen. Als Lola dazu kommt und fragt, wie das passiert ist, meint Daniel, dass es die Leute waren, die Wasser bekommen, und dass sie es wieder tun, bis die Wasserkönigin, Lolas Spitzname, tot ist. Daniel erwähnt nochmal, dass sie Waffen brauchen, um sowas zu verhindern. Da Lola dies einsieht, nimmt sie nun doch das Angebot von Madison an. Als die restlichen Überlebenden der Ranch zu dem Damm kommen, kommen einen Tag später auch Nick und Troy dazu, aber nur um alle zu warnen, dass die Gang „Die Aufseher“, angeführt von Aufseher John, den Damm angreifen wollen, um ihn zu übernehmen. Um dies zu verhindern, wollen alle den Damm sprengen. Später stellt sich heraus, dass Victor mit der Gang einen Deal eingegangen ist. Er bedroht Lola und Daniel abzuhauen, aber es kommt zu einem Kampf zwischen Daniel und Victor. Victor schießt versehentlich in Daniels linke Wange, wodurch Daniel kurz bewusstlos wird. Beide hauen ab und verstecken sich vorübergehend. Lola will Daniel kurz zurücklassen, um Efraín zu holen. Sie findet Efraín jedoch tot vor. Wutentbrannt geht Lola auf den Damm und will sich für ihren Freund rächen, aber sie wird von Aufseher John daran gehindert, weil er zuerst in den Rücken von Lola schießt und anschließend in den Kopf.

### Morgan Jones
Morgan Jones ist ein Überlebender aus King County, Georgia. Dort verlor er seine Ehefrau Jenny und seinen Sohn Duane. Monate später ging er aus der Stadt, um Rick zu suchen. Irgendwann fand er ihn. Er lebte zuerst in Alexandria, dann im Königreich. Morgan gehörte mit zum Militär, das einen Krieg gegen Negan und die Saviors erklärt hat. Als sie den Krieg gewonnen haben, wollte Morgan nur noch allein sein und ging zum Schrottplatz, an dem damals die Scavengers gelebt haben. Einige Zeit später ging er fort nach Texas. Unterwegs trifft Morgan auf den ehemaligen Polizisten John Dorie und auch später die Reporterin Althea. Das Trio trifft ebenfalls auf Alicia, Victor, Nicholas und Luciana. Die Gruppe von Alicia findet in Altheas Truck eine Flagge, die von den Vultures stammt. Morgan und die anderen zwei sagen zu der Gruppe, dass sie nicht zu den Vultures gehören. Althea macht deshalb mit der Gruppe einen Deal. Sie bringt die Gruppe zu dem Ort, von dem sie die Flagge her hat, dafür möchte sie die vier interviewen. Als Althea sich im Truck befreien konnte, fordert sie Luciana auf, den Truck anzuhalten. Sie rast mit Absicht in eine kleine Zombiehorde und kommt von der Straße ab. Morgan, John und Althea können die vier gefangen nehmen. Als Althea versucht den Truck wieder nach oben zu fahren, steckte dieser jedoch im Schlamm fest. Damit alle ihre Wege weitergehen können, gehen Althea, John, Victor, Alicia und Luciana und suchen einen weiteren Wagen, damit sie den Truck aus dem Schlamm rausholen können. Morgan bleibt mit dem angeketteten Nicholas zurück, damit die anderen drei keine Faxen machen. Nachdem die anderen eine Weile weg sind, befreit Morgan Nicholas und geht auf die Straße, um mit seinem Stock zu trainieren. Er entdeckt vom weiten ein Auto. Morgan geht nach unten zu Nicholas und beide verstecken sich im Truck. Nicholas schaut aus dem Truck und sieht das Auto, das vorbeifährt. Nicholas hat den Wagen wiedererkannt und verfolgt ihn. Morgan verfolgt Nicholas. Als Nicholas den Feind getötet hat, gibt Morgan Nicholas ein kleines Buch, das er selbst einst von einem Mann namens Eastman bekam. Als Althea und die anderen die zwei einholen, wird Nicholas von einem kleinen Mädchen namens Charlie erschossen. Später, an einem anderen Ort, wird Nicholas begraben. Als Alicia, Victor und Luciana ihre Sachen in den Truck laden, findet John den Rucksack seiner Freundin. Als er erfährt, dass sie von den Vultures getötet wurde, glaubt John es nicht und macht sich auf den Weg um sie zu suchen. Morgan begleitet John. Die anderen gehen zu einem Treffpunkt, um die Vultures auszuschalten.

### John Dorie
John Dorie VI, oder besser bekannt als John Dorie, war vor der Apokalypse Polizist und trat nebenbei als Trickschütze in Wild-West-Shows auf. Er und seine Freundin „Laura“, die in Wirklichkeit June heißt, trennten sich, kurz nachdem er ihr seine Liebe gestand, wobei sie ihm in einer Art Abschiedsbrief mitteilte, das auch sie ihn liebe. Nachdem er sehr viele Monate allein umhergezogen war, trifft John auf Morgan. Dieser will eigentlich grundsätzlich allein sein, aber John begleitet ihn trotzdem. Als die beiden auf Lelands Gruppe stoßen und von dieser bedroht werden, erscheint eine Frau namens Althea („Al“) und rettet die beiden. Später treffen die drei auf Alicias Gruppe. Anfangs halten Alicia, Luciana, Victor und Nick sie für Mitglieder der Vultures, weil Al im Besitz einer Flagge der Vultures ist. Nach Nicks Tod und Beerdigung, findet John den Rucksack seiner Freundin „Laura“ bei Alicia und den anderen. Er fordert sie daraufhin auf, ihm zu erzählen, wo sie ist. Alicia erzählt John, dass sie von den Vultures getötet wurde. John will dies nicht wahrhaben und macht sich auf den Weg, sie zu suchen. Morgan begleitet ihn. Später treffen die beiden am vereinbarten Treffpunkt der Vultures, den John und Morgan auf der Suche nach Laura von einem Vulture erfahren hatten, auf Alicias Gruppe. Diese will den Vultures dort auflauern, um Rache zu üben. Verwirrt über die Situation richten Alicia und ihre Freunde die Waffen gegen die zwei, weil sie nun wieder annehmen, dass John und Morgan zu den Vultures gehören. Wenig später kommen die „echten“ Vultures dazu. Auch die für tot gehaltene Naomi trifft kurz darauf dort ein. John geht auf sie zu, doch kurz bevor er sie erreicht, gibt die wütende Alicia einen Schuss in Richtung der beiden ab, und John geht getroffen zu Boden. June kann ihm jedoch das Leben retten. Er wird später von Dakota erschossen.

### Althea Szewczyk-Przygocki
Althea Szewczyk-Przygocki, auch Al genannt, war vor der Apokalypse eine Reporterin. Diesen Beruf führt sie auch jetzt weiter und fragt jeden, den sie trifft, nach einem Interview. Als Morgan und John von Lelands Gruppe bedroht werden, erscheint Althea, rettet den beiden das Leben und nimmt sie mit. Althea möchte John helfen seine Freundin Laura zu finden. Später treffen sie auf die Gruppe von Alicia. Sie findet im Truck von Althea eine Flagge mit einer Nummer, die von den Vultures stammt. Die Gruppe denkt, dass die drei Mitglieder der Vultures sind, jedoch streiten sie es ab. Althea hat mit der Gruppe einen Deal gemacht. Sie bringt die Gruppe zu dem Ort, von dem sie die Flagge her hat, dafür möchte sie mit jedem ein Interview machen. Nach dem Tod von Nicholas erfährt Althea, sowie John und Morgan, wer die Vultures sind und was alles passiert ist. Nach der Beerdigung findet John den Rucksack von seiner Freundin bei Alicias Gruppe. Als er erfährt, dass seine Freundin von den Vultures getötet wurde, geht John seinen eigenen Weg, um sie zu finden, weil er nicht glaubt, dass sie tot ist. Althea geht mit Alicias Gruppe und will mithelfen die Vultures auszuschalten.

### June Dorie
June Dorie (Nachname vorher unbekannt), auch ehemals unter dem Pseudonym Naomi oder Laura bekannt, war vor der Apokalypse Krankenschwester. Sie traf nach der Apokalypse auf den ehemaligen Polizisten John Dorie. June war verletzt, weshalb John sie in seine Hütte ließ und ihre Wunden versorgt. John nennt June Laura, weil sie ihren Namen nicht sagen wollte. Einen Tag später wollte sie mit Johns Truck abhauen, jedoch war die Batterie leer. John bietet June Proviant an, bevor sie wieder losgeht. Sie hielt John auf Distanz und über die Zeit hinweg lernen sich beide immer mehr kennen. June erzählt John, dass sie damals ihr Kind verloren hat. John offenbart June, dass er ein Polizist war und er seine Waffen nicht mehr einsetzt, weil er damals bei einem Einsatz eine Person getötet hat. Doch als June von Untoten angegriffen wird, nimmt John doch seine Waffen in die Hände und rettet June das Leben. Als John seine Liebe zu June gesteht, küsst sie ihn. Am nächsten Tag ist sie verschwunden und hinterließ John eine Nachricht aus Scrabble-Steinen. Sie entschuldigt sich und offenbart auch John, dass sie sich in John verliebt hat. Viele Monate sind vergangen und Junes Freund John sucht nach ihr. June trifft später auf Madison und Co. Als sie das Vertrauen von Madison bekommen hat, geht sie mit ihr. Madison und ihre Familie, sowie Freunde und andere Menschen, leben in einem Baseballstadion. Als eine Gruppe, die sich die Vultures nennt, ihr Lager vor dem Stadion aufschlagen und fordern, dass alle das Stadion verlassen sollen, offenbart auch das kleine Mädchen namens Charlie, dass sie eine Spionin von den Vultures ist. Die Tage vergehen und June kann sich nicht in die Gruppe integrieren und möchte verschwinden, jedoch überzeugt Madison sie hierzubleiben. Als auch Alicia und June unterwegs sind, um Nahrung und andere nützliche Sachen zu suchen, finden beide ein ehemaliges Freizeitbad. Auf einem Turm von einer Wasserrutsche finden die beiden Sachen für die Erste Hilfe. June lenkt Alicia mit einem Fernglas ab und wollte wieder abhauen, jedoch konnte auch Alicia sie überzeugen, in der Gruppe zu bleiben und beide fahren zurück. In der Gegenwart findet John den Rucksack seiner Freundin. Als er Alicia und die anderen nach ihr fragt, erzählt Alicia, dass sie von den Vultures getötet wurde. Später stellt sich heraus, dass June doch noch am Leben ist. June ist mittlerweile zu den Vultures rüber gewandert. Als die Vultures an dem Treffpunkt ankommen, wartet bereits die Gruppe von Alicia. John bemerkt seine Freundin und geht zu ihr hin. Alicia will die „verräterische“ June erschießen, doch John geht dazwischen, jedoch zu spät und Alicia schießt John in die rechte Brust. Als June zum Krankenwagen rennt, um Johns Verletzung zu verwunden, haut Melvin damit ab, jedoch schießt Alicia das Fahrzeug mit einem Granatwerfer ab. Das Fahrzeug explodiert und alle wichtigen Sachen für die Behandlung sind verloren gegangen. Als Morgan Al überzeugt mitzuhelfen, rettet Al Junes Leben vor Alicia. Morgan und June bringen den verletzten John in Als Fahrzeug. Bevor die vier losfahren, überzeugt Morgan auch Charlie, sich denen anzuschließen. Al fragt June, wo sie hin will. June sagt zu ihr, dass sie im Stadion schauen will, weil sie denkt, dass ihre ehemalige Krankenstation noch steht. Als Al in das Stadion reinfährt, werden sie von Untoten umzingelt. Dank Als Van, konnte sie viele Infizierte töten. June und Morgan gehen zu der Krankenstation und holen die wichtigen Sachen für Johns Behandlung. Später erreicht auch Alicias Gruppe das Stadion. Morgan konnte Alicia überzeugen, June nicht zu töten. June kehrte zu John zurück und rettet sein Leben. An einem Lagerfeuer erzählt Alicias Gruppe sowie June Al die Geschichte über die Vorkommnisse im Baseballstadion. Es stellt sich heraus, dass alle, die im Stadion waren, darunter auch Madison, ums Leben kamen. Alicia und Co. haben auch geglaubt, dass June ums Leben kam. June offenbart, dass sie beim Angriff nicht dabei war. Sie sagt, dass sie nach Vorräten gesucht hatte und als sie zurückkam, war das Baseballstadion schon verbrannt und von Untoten überrannt. June dachte auch, dass Alicia, Victor und Luciana ums Leben kamen, weshalb sie sich später den Vultures anschloss.

### Charlie
Die 11-jährige Charlie wurde von Madison Clark in das Dell Diamond Baseball Stadium aufgenommen, nachdem sie ihre Eltern verloren hatte und allein war. Doch in Wirklichkeit spioniert sie als Mitglied der Vultures Madison und ihre aufgebaute Gemeinschaft aus. Nach dem Fall des Stadions bleibt Charlie weiterhin ein Mitglied der Vultures. Als Nicholas Clark Ennis tötet, tötet Charlie Nick und flüchtet. Aus Rache töten Alicia, Strand und Luciana alle Mitglieder der Vultures außer Charlie. Mit dem Ende der Vultures wird Charlie ein Mitglied von Morgans Gruppe. June und John nehmen sie unter ihre Fittiche. Als alle durch einen Sturm getrennt werden, folgt Charlie Alicia, die sich in einem Haus verschanzt hat. Alicia kann den Tod ihres Bruders nicht verkraften und will Charlie töten, bemerkt aber, dass Charlie ihr nur gefolgt ist, damit Alicia sie erschießt. Charlie bereut den Mord an Nick, aus diesem Grund tötet Alicia sie nicht. Der Sturm wirbelt später einen Untoten auf einen Balkon des Hauses. Dieser landet am Ast eines Baumes, der in der Nähe des Hauses steht. Charlie will Selbstmord begehen, indem sie sich beißen lässt, wird aber von Alicia daran gehindert. Während ihrer gemeinsamen Zeit verstehen sie sich immer besser. Alicia vergibt Charlie den Tod von Nick. Charlie sieht Alicia nun als Vorbild. Nachdem der Sturm vorbei ist, machen beide sich auf dem Weg, um die anderen zu suchen.

### Grace Muhkerjee
Grace Muhkerjee arbeitet im Kraftwerk Lonestar Power & Light, der droht zu explodieren und die gesamte Gegend meilenweit zu verstrahlen. Grace selbst glaubt, dass sie schon lange verstrahlt ist und versucht alle verstrahlten Untoten zu beseitigen, bevor andere ebenfalls verstrahlt wird.

### Dwight
Der ehemalige Savior Dwight ist auf der Suche nach seiner Frau Sherry, die ihm immer wieder mal Notizen hinterlassen hat. Dwight trifft eines Tages auf John Dorie und seiner Freundin June, die ihm helfen, nach Sherry zu suchen. Nachdem John und Dwight bei einem weiteren Ort nach einem Hinweis zu Sherrys Verbleib suchen, findet John die Notiz, in der steht, dass Sherry Dwight darum bittet, sie nicht mehr zu suchen. John jedoch erzählt Dwight davon nichts.

### Sarah Rabinowitz
Sarah Rabinowitz ist die Adoptivschwester von Wendell. Die beiden wurden am selben Tag geboren und sind seit ihrer Geburt unzertrennlich. Sarah war vor dem Ausbruch bei der U.S. Marine, verließ diese aber, nachdem Wendell abgelehnt wurde. In der Apokalypse versuchen sie und Wendell an das Bierrezept eines Mannes namens Jim Brauer zu kommen, der sich aber weigert und vor beiden flieht.

### Wes
Wes hat Spaß daran, mit Sprühdosen herum zu sprühen und ist künstlerisch begabt. Er hat auch einen Bruder namens Derek, der aber irgendwann starb. Obwohl Wes ein optimistisches Inneres hat, hat Wes jedoch einen etwas negativen und nihilistischen Blick auf die Welt. Er glaubt, dass Menschen von Natur aus egoistisch und gewalttätig sind. Sein schmollendes Verhalten wird von gewalttätigen Wutausbrüchen unterbrochen, wie dem Töten des Mannes, der sein Buch genommen hat, nur um es bei ihm zu lassen, weil er nach seinen eigenen Worten „dafür gestorben ist“.

### Dakota
Dakota ist die Schwester von Virginia, die die Pioniere anführt und dafür sorgte, dass Morgans Gruppe getrennt wird und für sie arbeiten. Dakota versucht immer wieder zu fliehen, scheitert aber jedes Mal. Sie hasst ihre Schwester, weil sie ihre gemeinsame Mutter ermordet hat. Eines Tages gelingt es ihr zu fliehen und wird von Alicia gefunden. Anfangs wollte Alicia sie zurückbringen, entschied sich aber anders. Doch als Virginia Morgan bedroht seine Freunde zu töten, blieb Morgan keine andere Wahl, als sie zurückzubringen, doch vorher hilft er John dabei, eine neue Tür für seine Hütte zu finden. Morgan versucht auch die ganzen Selbstmordversuche von John zu verhindern. Morgan, Dakota und John haben auf einer Brücke Probleme mit Untoten, können aber alle beseitigen. Als Morgan kurz von den anderen beiden weg geht, haben John und Dakota nochmal kurz Probleme mit Untoten. Dakota erschießt einen Untoten mit einer Waffe. John fordert sie auf, ihm die Waffe zu geben und entwendet ihr die Waffe. John findet heraus, dass bei der Waffe ein Stück Holz fehlt. Dieses fehlende Holzstück hat John bei sich und stellt fest, dass Dakota die Mörderin von Cameron ist. John macht es wütend, weil ihretwegen Janis dafür hingerichtet wurde. Dakota erklärt unter Tränen, dass sie Cameron getötet hat, nachdem er Virginia von ihrem Geheimgang aus Lawton erzählt hatte. Sie verteidigt ihre Taten und besteht darauf, dass sich das Töten von Cameron nicht von dem unterscheidet, was andere Menschen tun, um ihren Willen durchzusetzen. Sie zielt mit ihrer Waffe auf John. John fordert sie auf, die Waffe zu senken und verspricht, sie geheim zu halten. Dakota ignoriert dies und schießt auf ihn, dann stößt er ihn ins Wasser. John stirbt später im Wasser an der Verletzung und verwandelt sich in kurzer Zeit in einem Untoten, der von June erlöst wird. Morgan kommt etwas später dazu und fragt nach John, versteht aber schnell, was Sache ist. Er bedroht Dakota sie zu töten, doch Dakota entgegnet, dass sie einst Morgan das Leben gerettet hat, als Virginia ihn angeschossen hat und ihn sterbend zurückgelassen hat, und die Notiz hinterlassen, Virginia zu töten. Als Virginia gefangen genommen wird, stellt sich heraus, dass Virginia und Dakota nicht Geschwister sind, denn in Wirklichkeit ist Virginia die Mutter von Dakota. Virginia wird aber wenige Momente später von June aus Rache getötet. Im Laufe der Zeit, hat Morgan und seine neue Gemeinschaft kein Vertrauen in Dakota, wegen des Mordes an John. Doch als Alicia von einem Doomsday Kult in Gefangenschaft ist, wird Dakota von Morgan geschickt, um sie zu befreien und den Kult auszuspionieren, jedoch hat Dakota ihre eigenen Gedanken und findet sich bei Theodore Maddox, der auch Teddy genannt wird und den Kult leitet, wohl, da sie so sein kann, wie sie will. Daher hilft sie ihm bei der Ausführung von Atome, die sich in einem U-Boot befinden, freizulassen, was ihnen auch am Ende gelingt. Teddy und Dakota gehen zu einem bestimmen Platz, um gemeinsam zu sterben, werden aber von June und Johns Vater John Sr. gefunden. Beide versuchen Dakota zu überreden wieder die Seite zu wechseln, doch bleibt auf der Seite von Teddy, obwohl zwischendurch offenbart wird, dass direkt am Ort und Stelle ein Schutzbunker befindet und Teddy nie vorhatte, zu sterben. Als die Zeit langsam knapp wird, gehen John Sr. und June in den Bunker, während Dakota Teddy stellt. Nachdem Dakota eine Frage gestellt hat und Teddy lacht, erschießt Dakota ihn und kommentiert, dass sie sich trotzdem weiterhin nicht ändern wird und er „den Anfang“ nicht mehr zu sehen bekommt. Als die erste Atombombe auf der Erde landet, landet sie direkt in der Nähe von Dakota. Dakota beschließt Selbstmord und wird direkt beim Aufschlag der Atombombe getötet. Die Tage vergehen und John Sr. verlässt den Schutzbunker mit einem Strahlenanzug und findet die bereits untote Dakota, die er erlöst.

### Sherry
Sherry ist die Ehefrau von Dwight. Sie verließ einst die Saviors, weil sie unter der Führung von einem Mann namens Negan nicht mehr leben wollte. Während sie nach Mexiko reist, hinterlässt sie hin und wieder für Dwight Notizen, falls dieser nachkommen sollte. Doch irgendwann entschied sie sich, eine Notiz für Dwight zu hinterlassen, in der steht, dass sie nicht denkt, dass er kommen wird und nach ihr suchen wird, weshalb sie ihn darum bittet sie nicht mehr zu suchen. Doch Dwight gibt weiterhin nicht auf, sie zu suchen. Irgendwann finden sich beide wieder und sind froh, dass sie sich gefunden haben. Sherry führt mittlerweile eine Gruppe an, die sich Virginia und ihrer Pioniere stellen wollen.

### John Dorie Sr.
John Francis Dorie V, auch bekannt als John Dorie Sr., ist der Vater von John Dorie und hatte vor den Ereignissen des Ausbruchs seine Ehefrau und seinen Sohn verlassen.

## Besetzung und Synchronisation

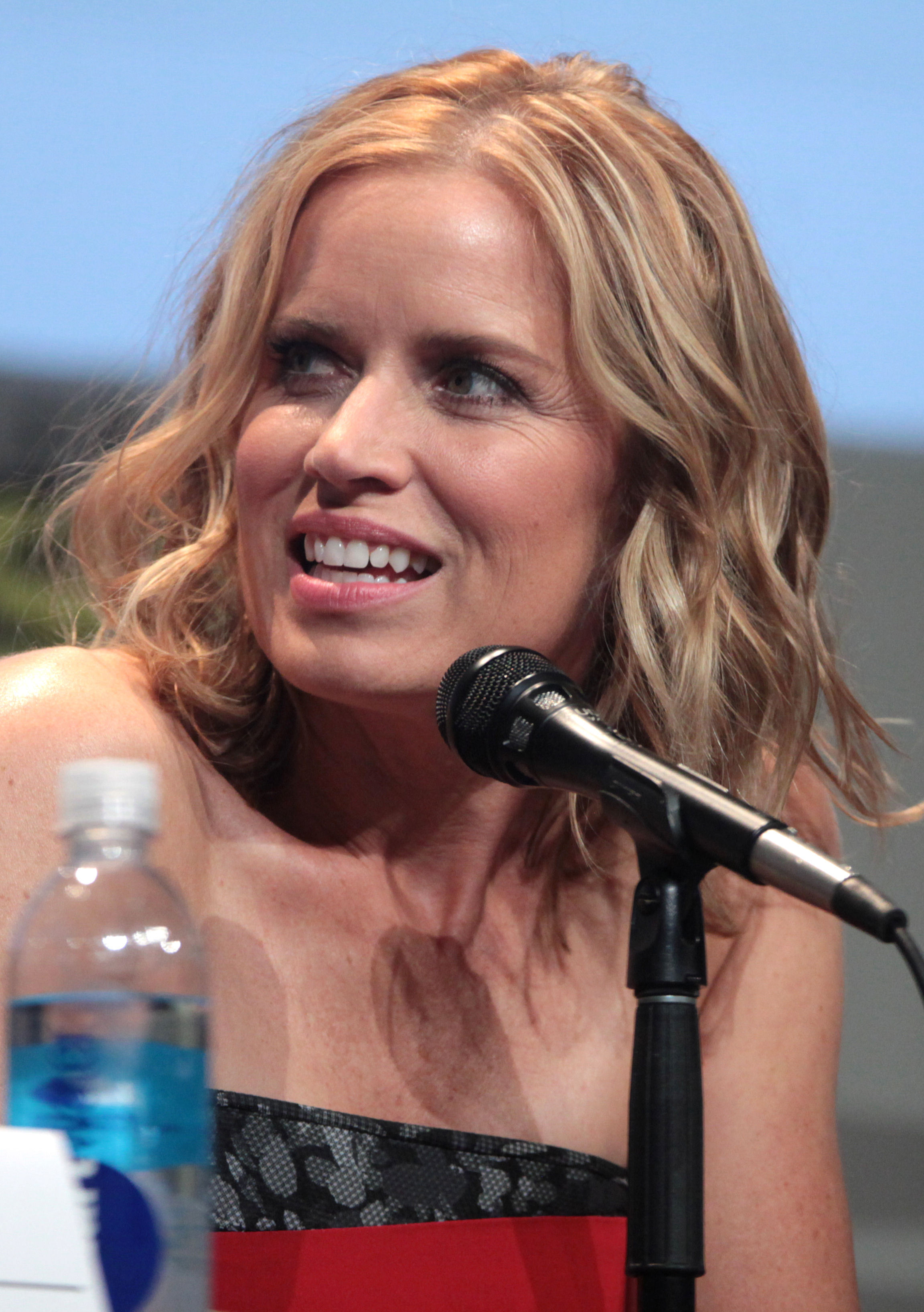
Kim Dickens (2015)
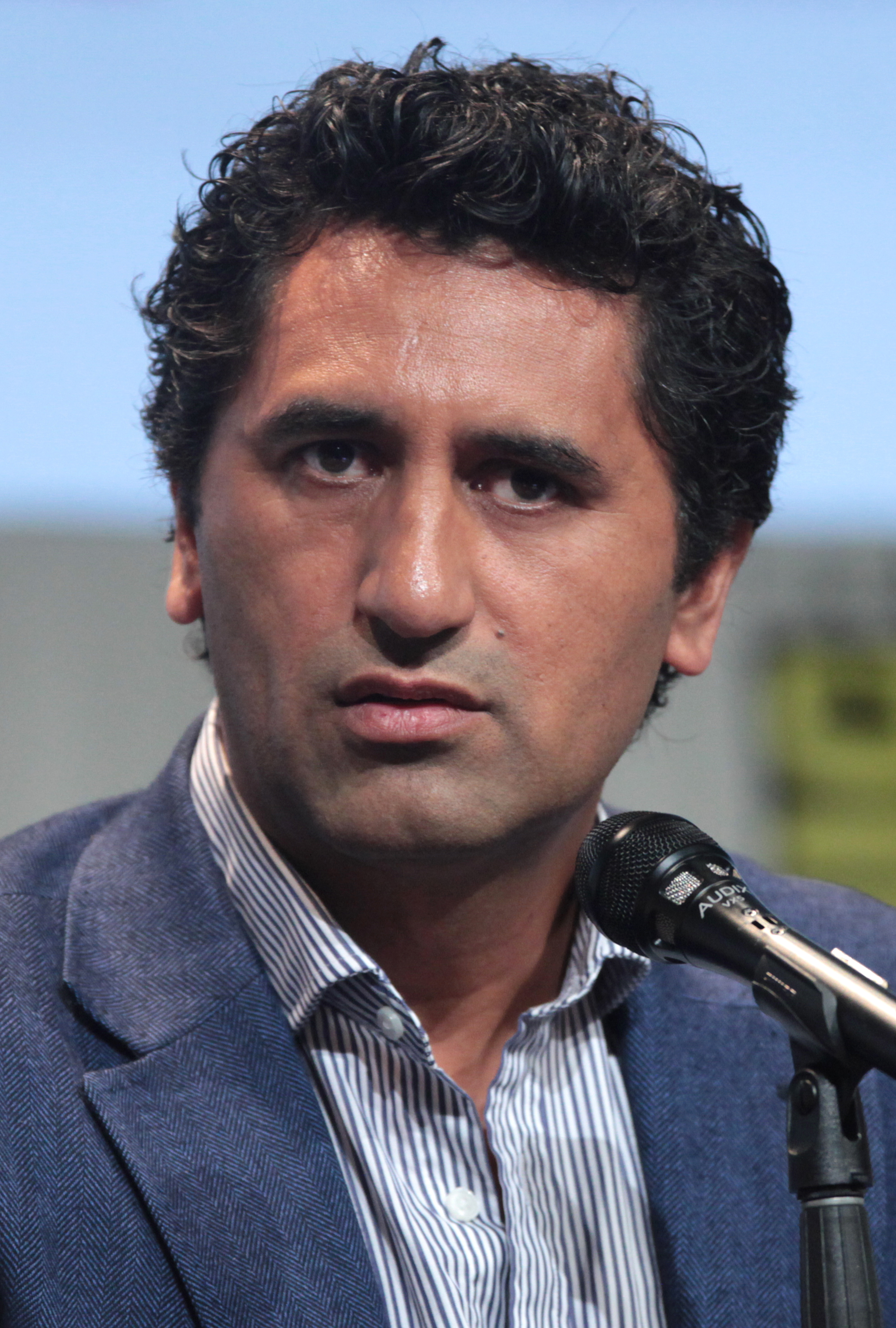
Cliff Curtis (2015)
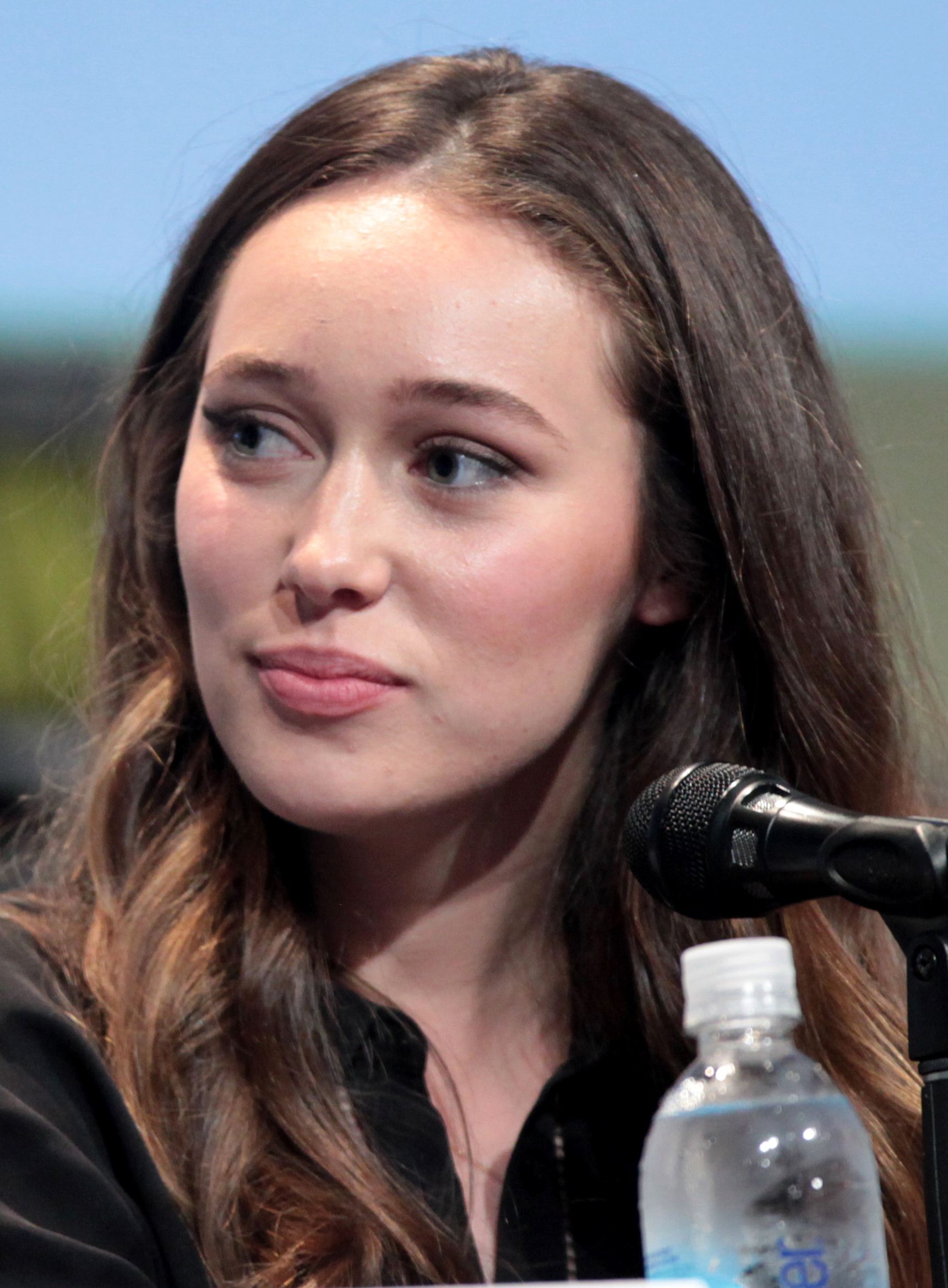
Alycia Debnam-Carey (2015)
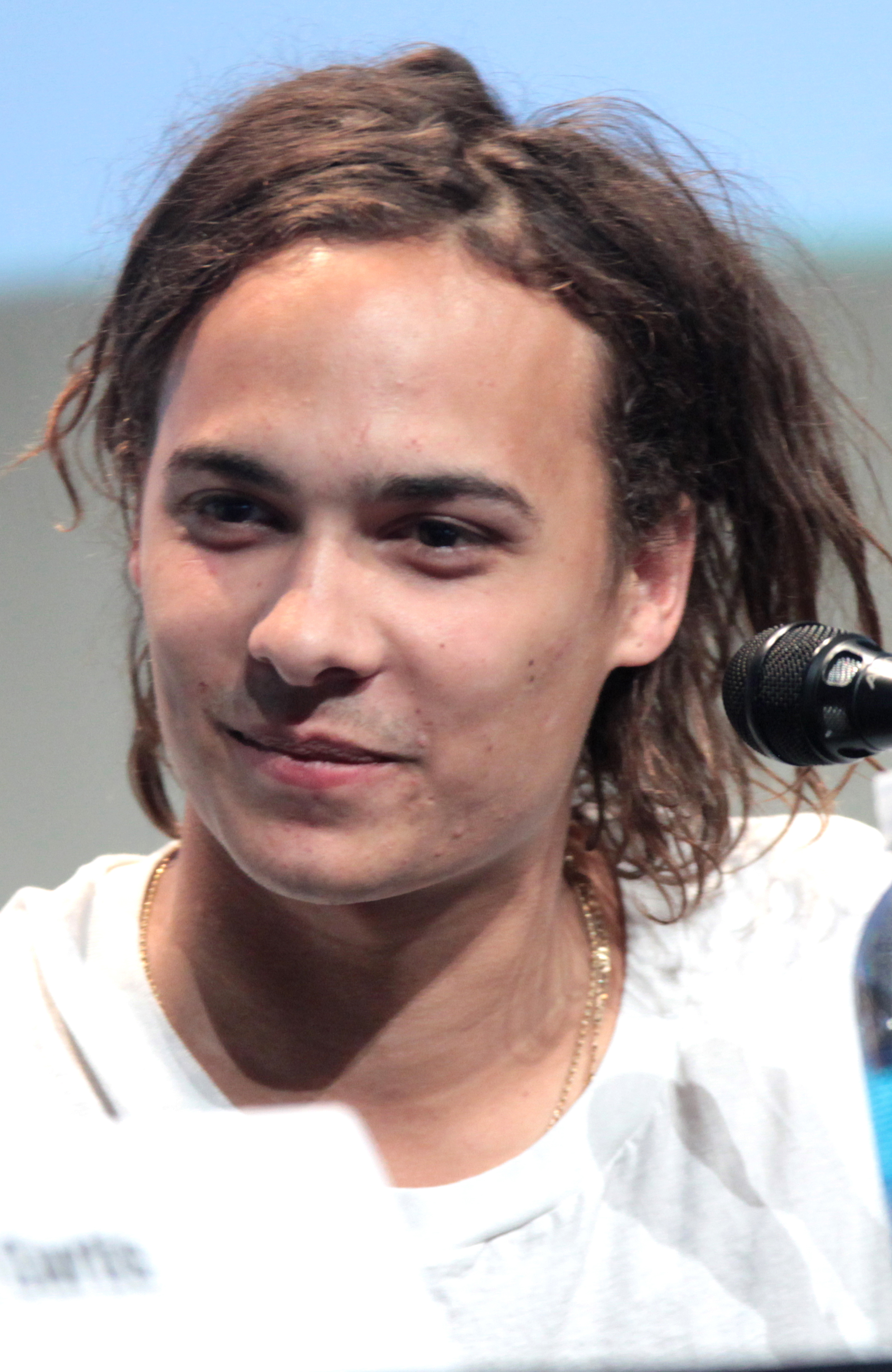
Frank Dillane (2015)
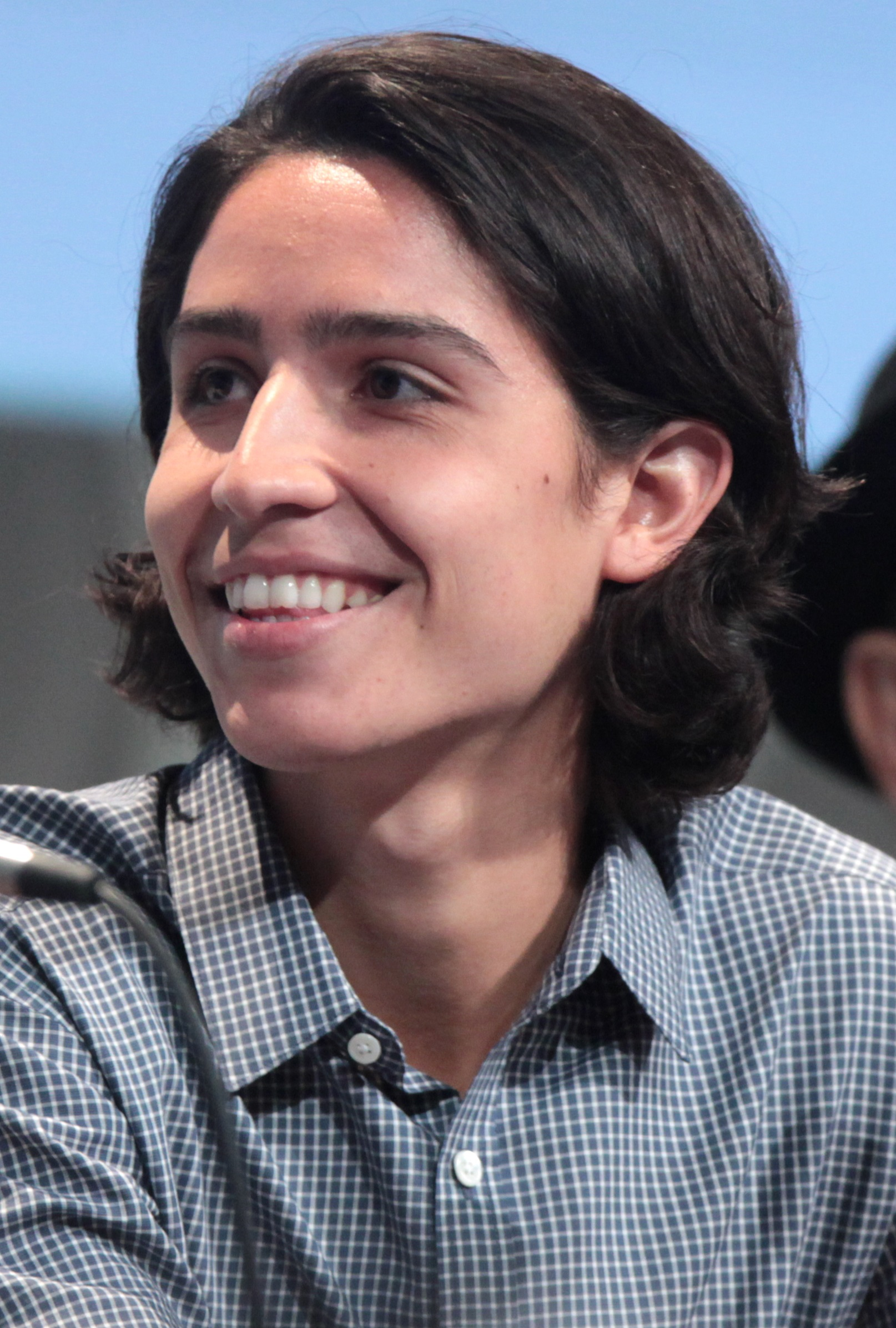
Lorenzo James Henrie (2015)
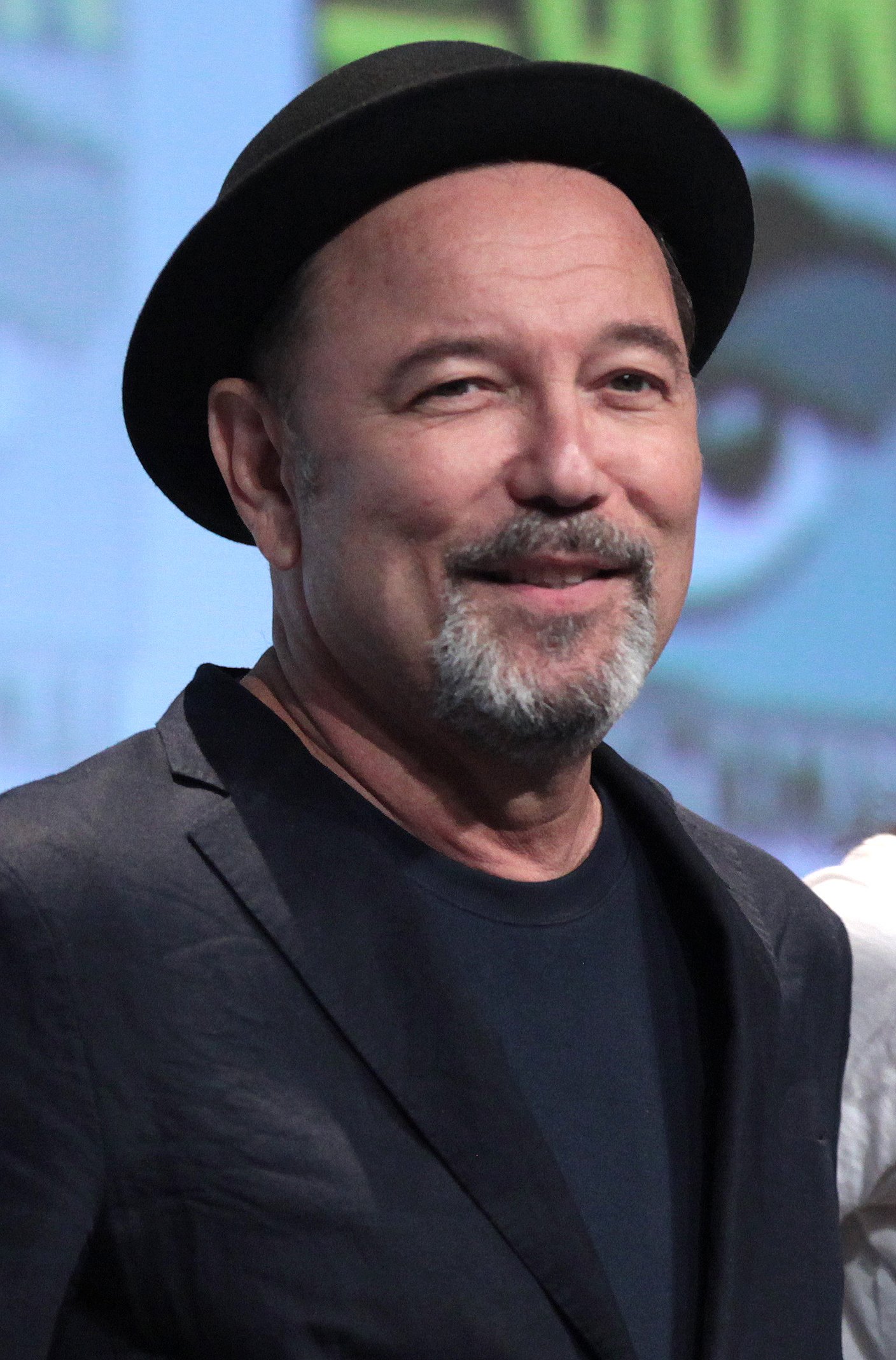
Rubén Blades (2015)
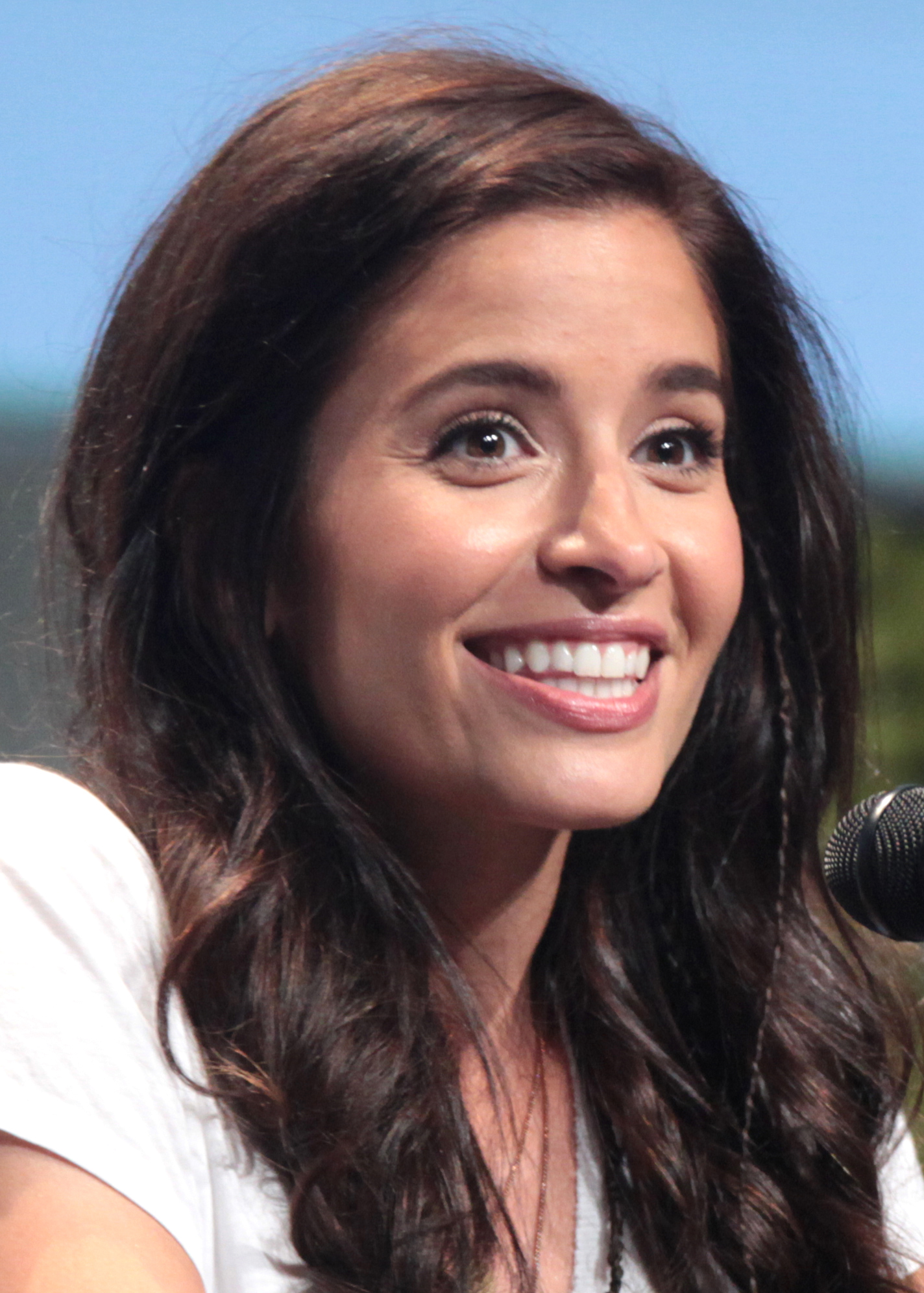
Mercedes Mason (2015)
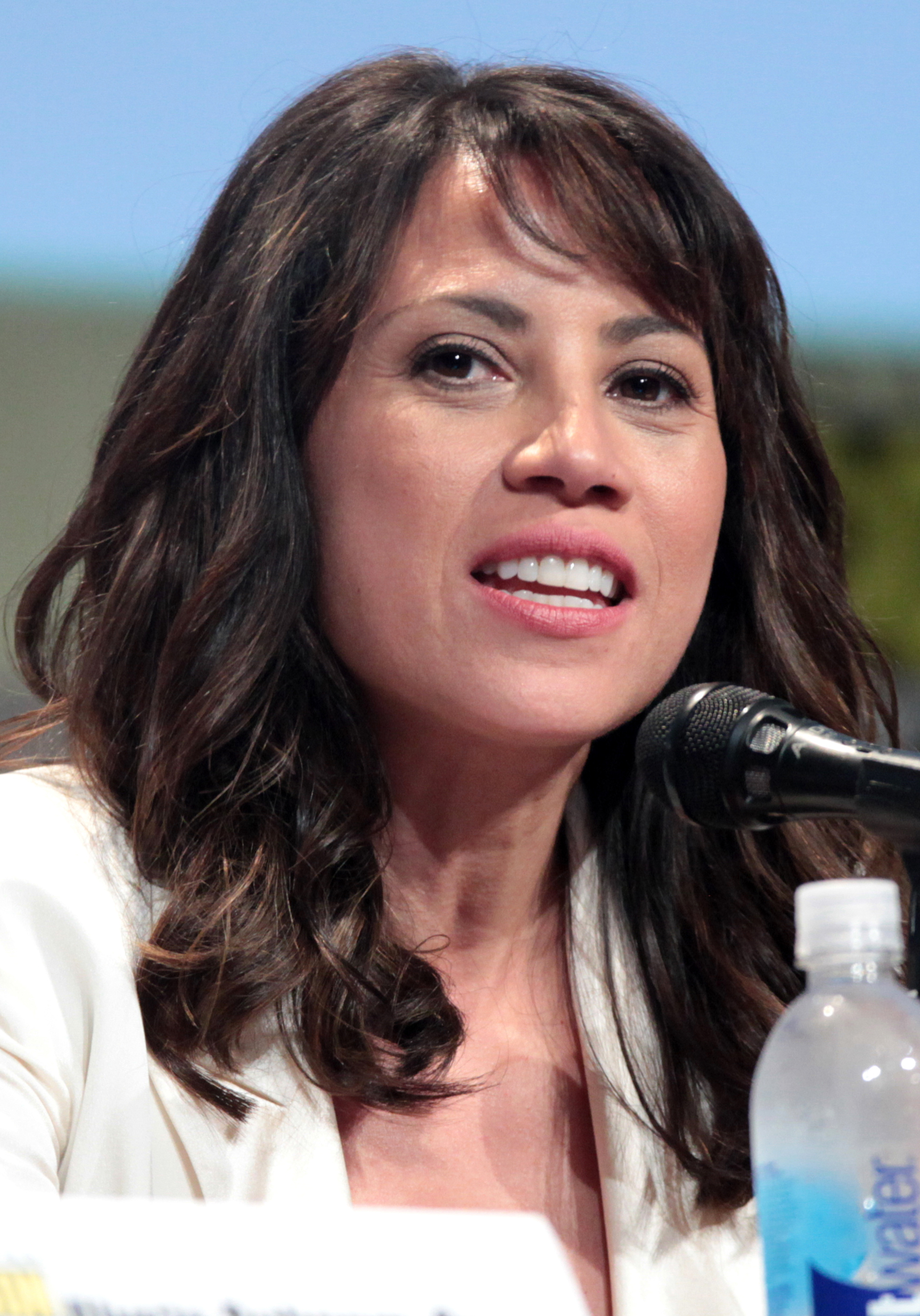
Elizabeth Rodriguez (2015)
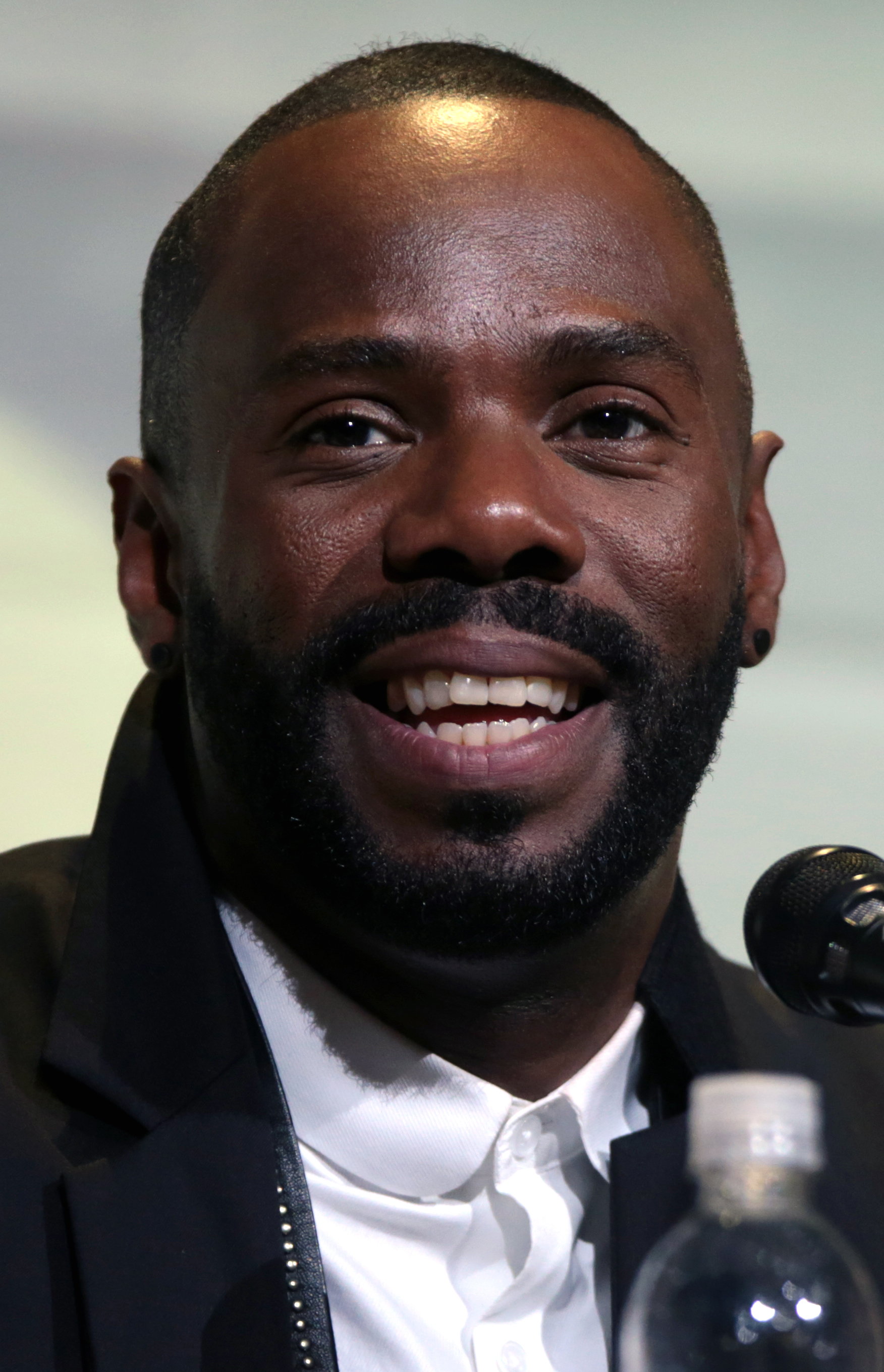
Colman Domingo (2016)
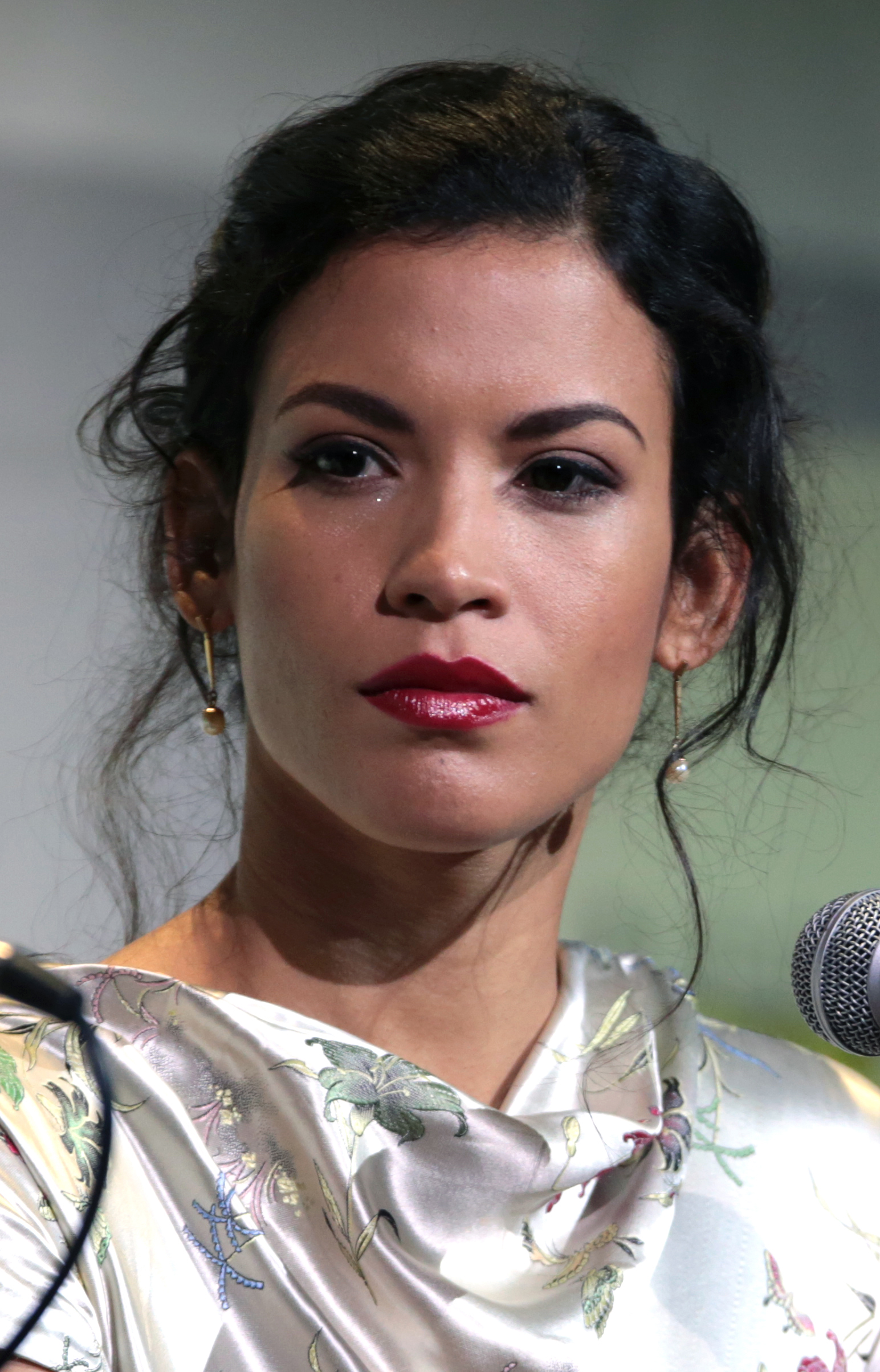
Danay García (2016)
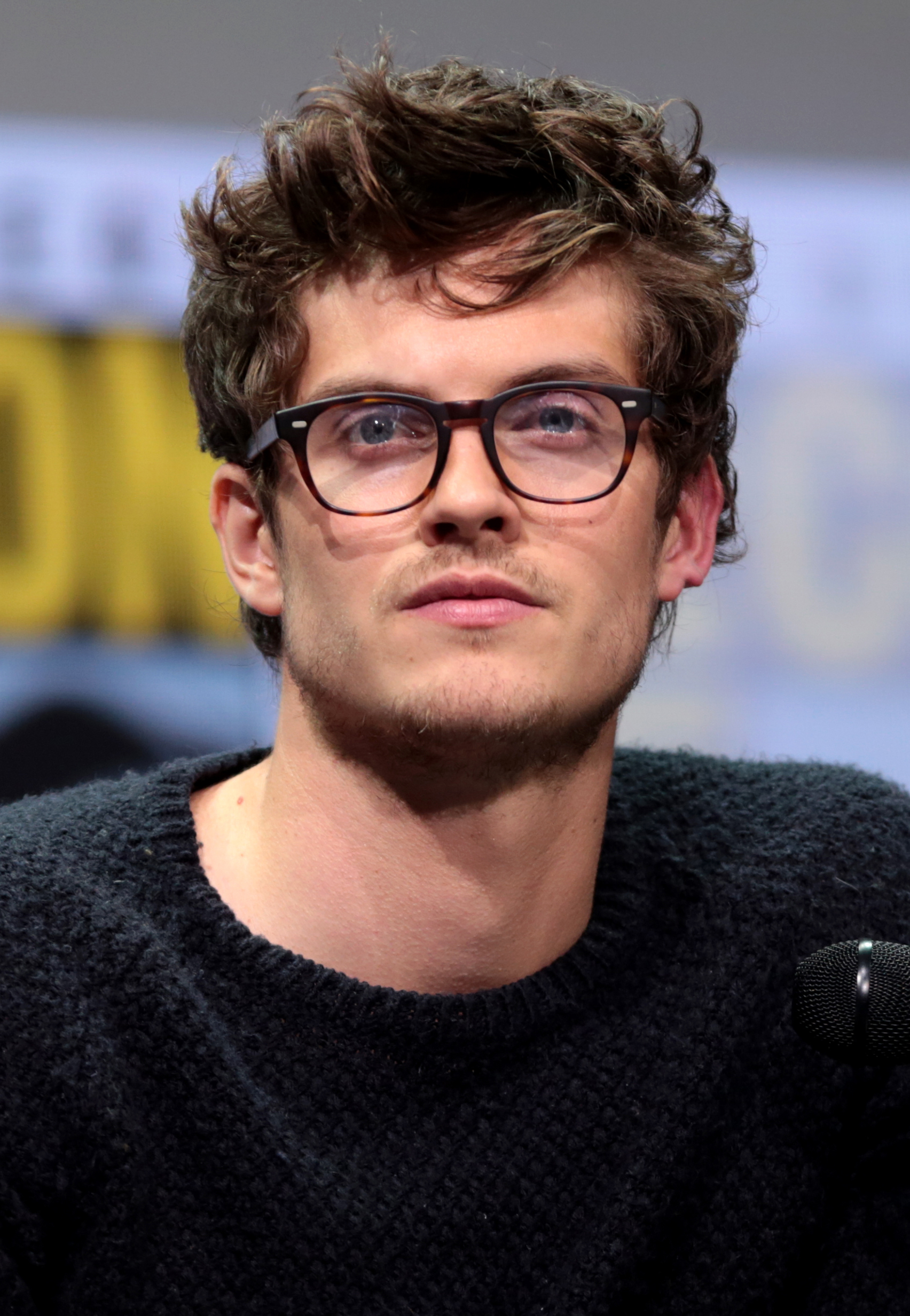
Daniel Sharman (2017)
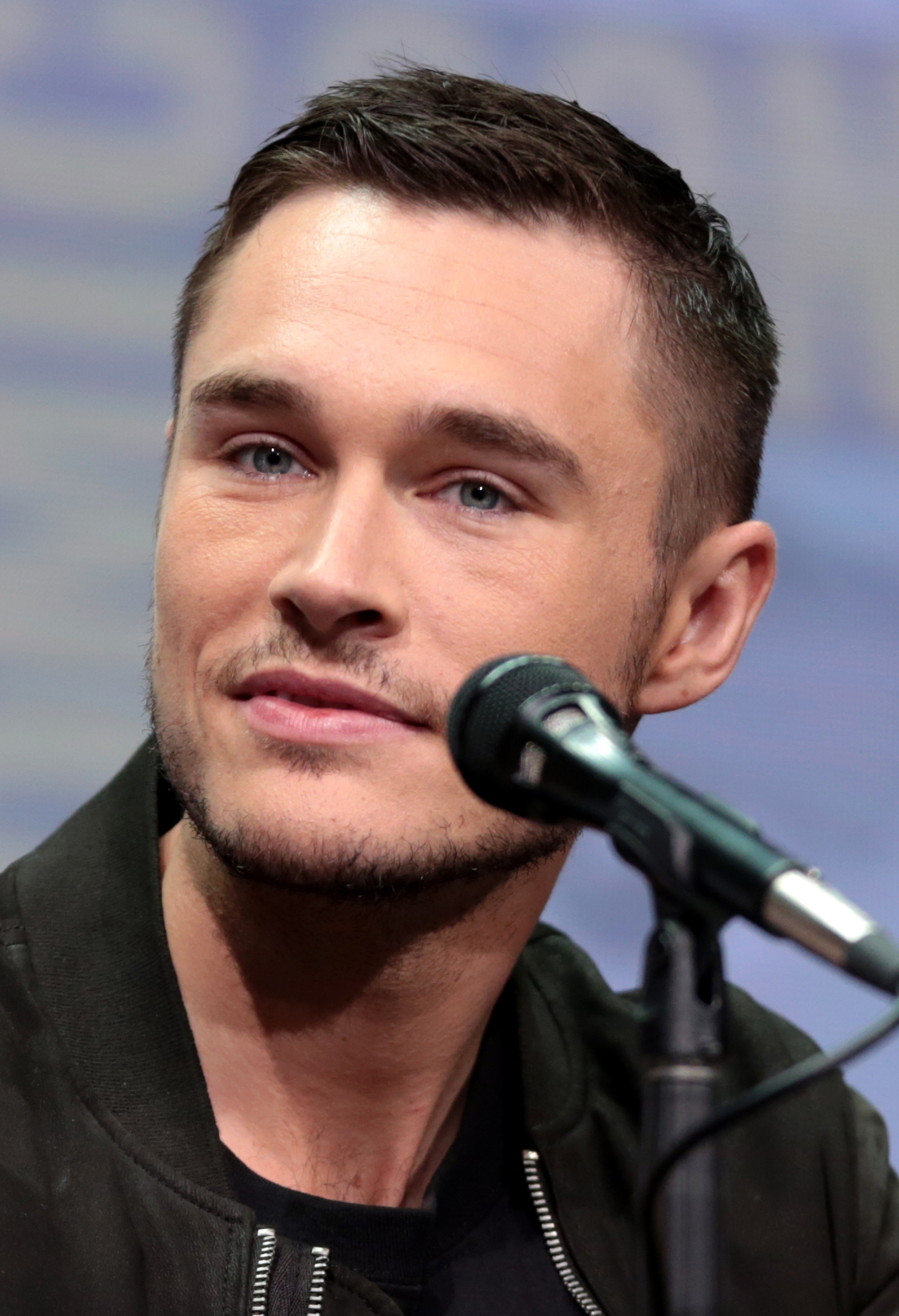
Sam Underwood (2017)
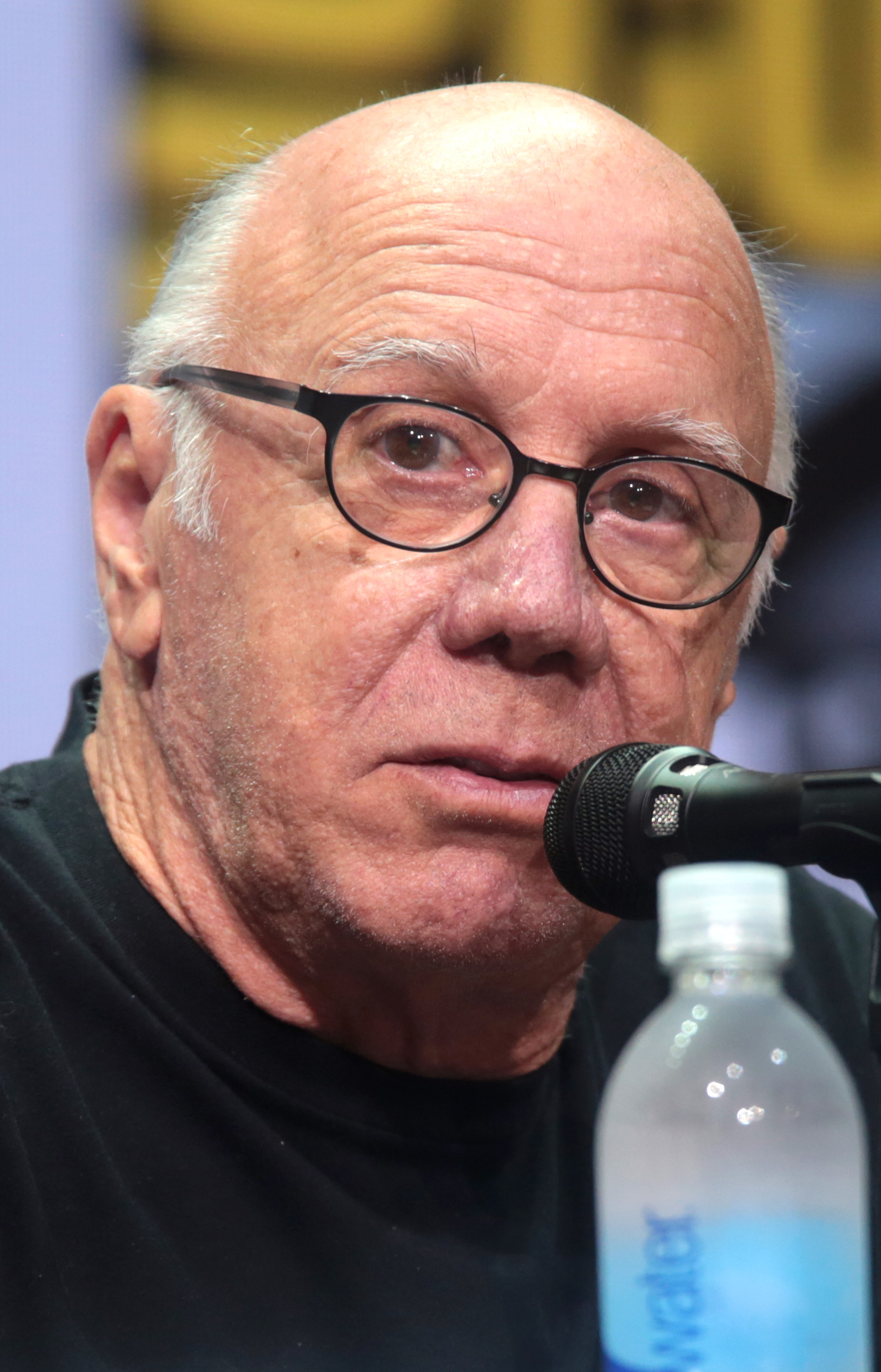
Dayton Callie (2017)
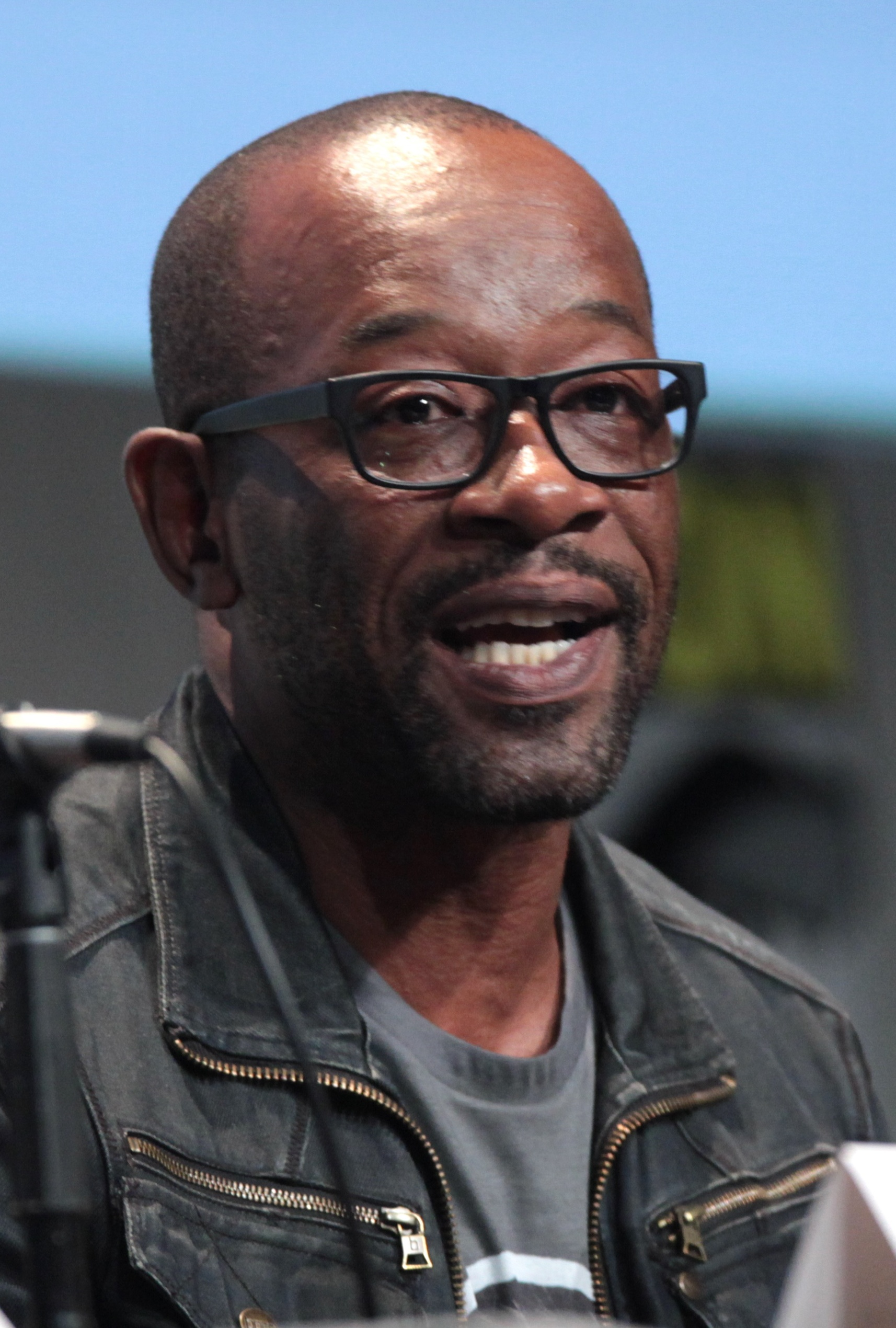
Lennie James (2015)
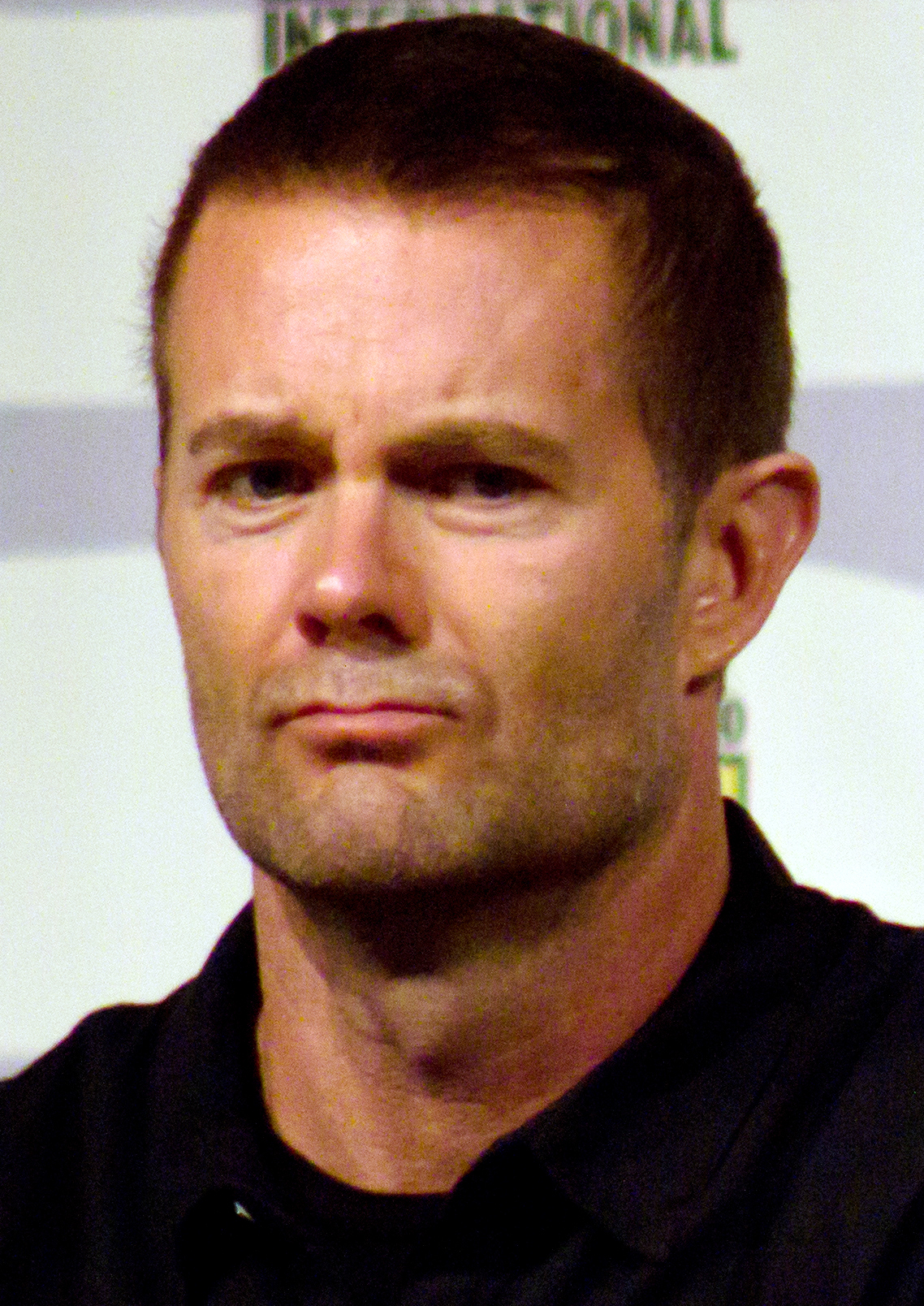
Garret Dillahunt (2015)
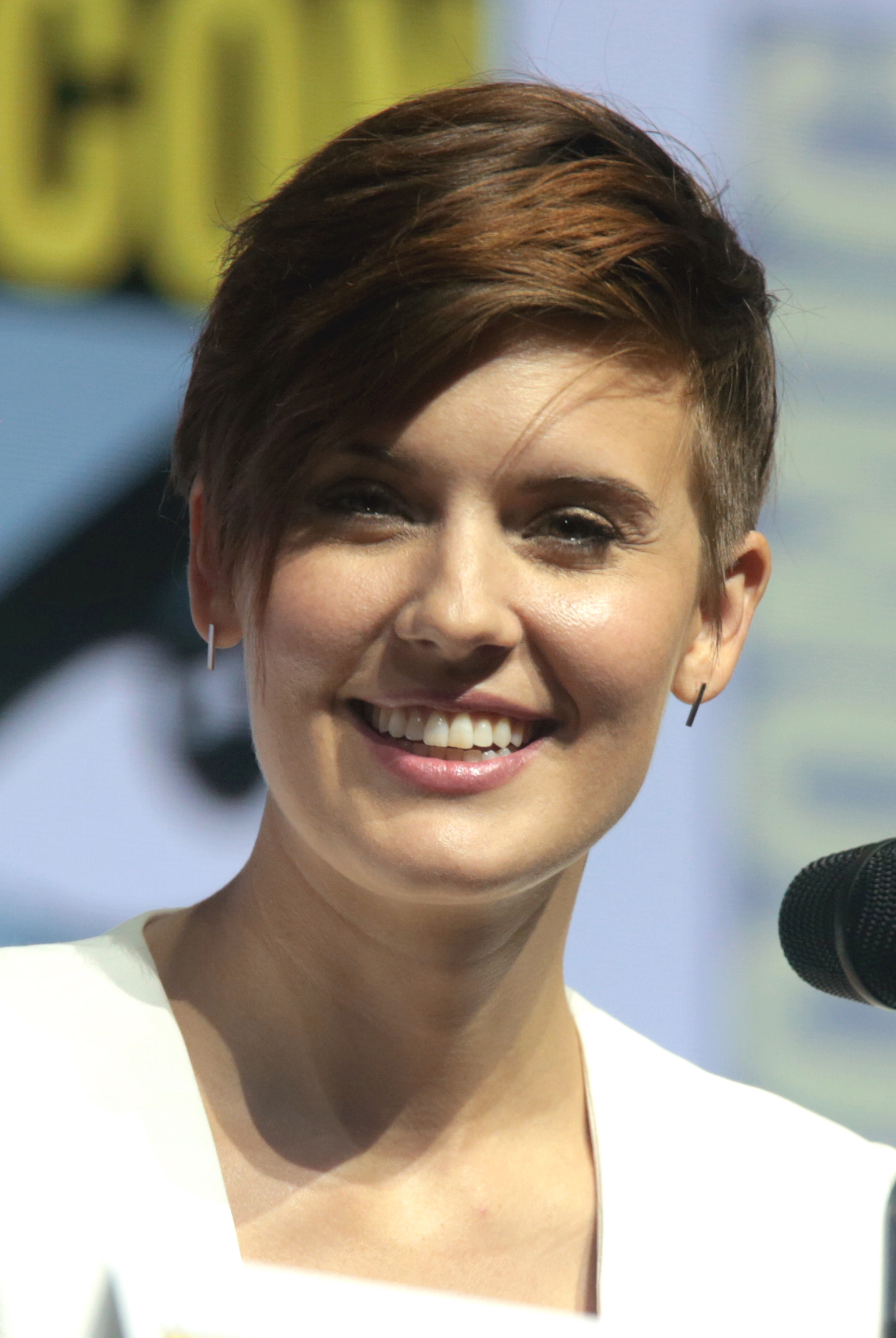
Maggie Grace (2018)
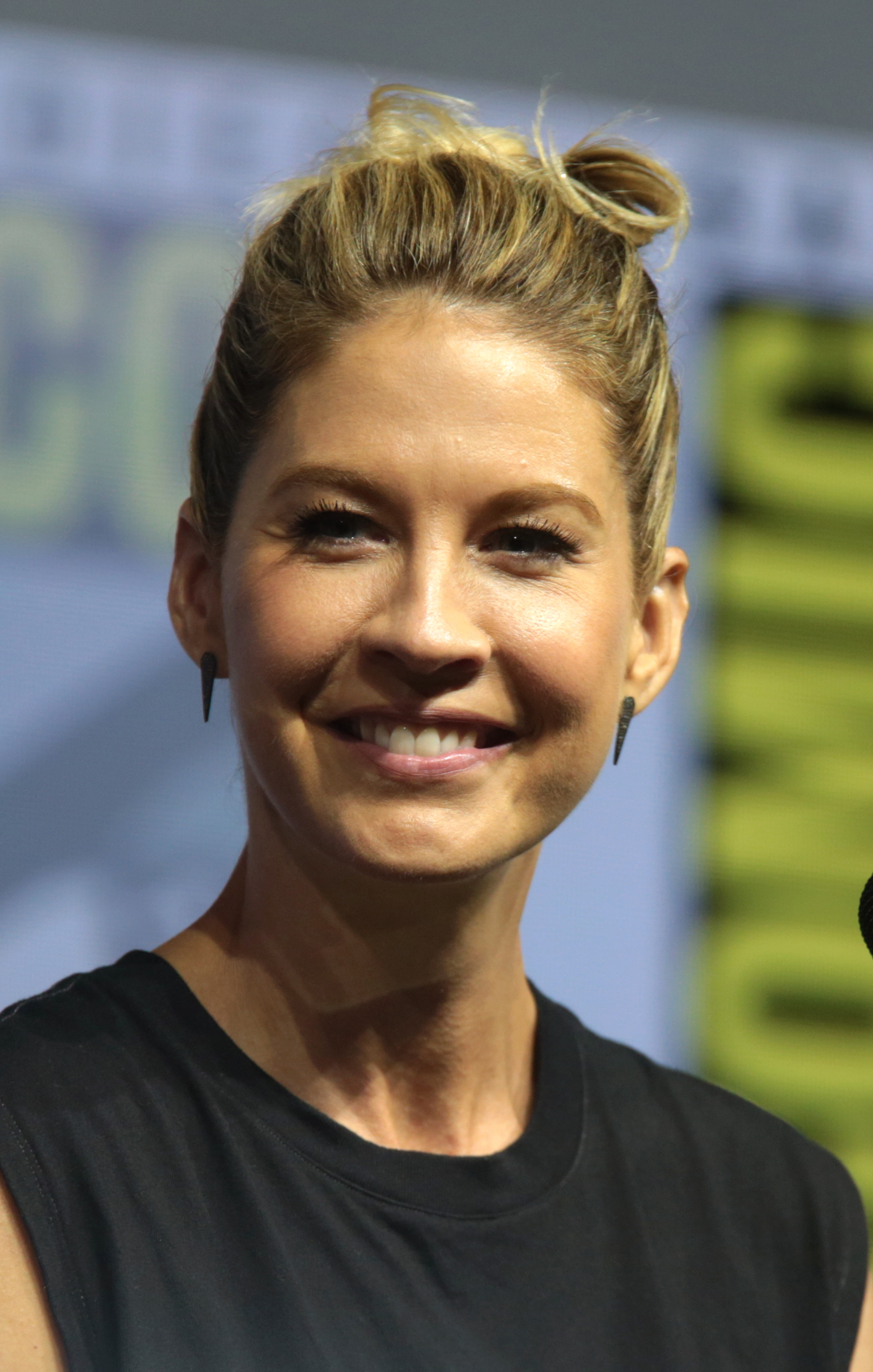
Jenna Elfman (2018)
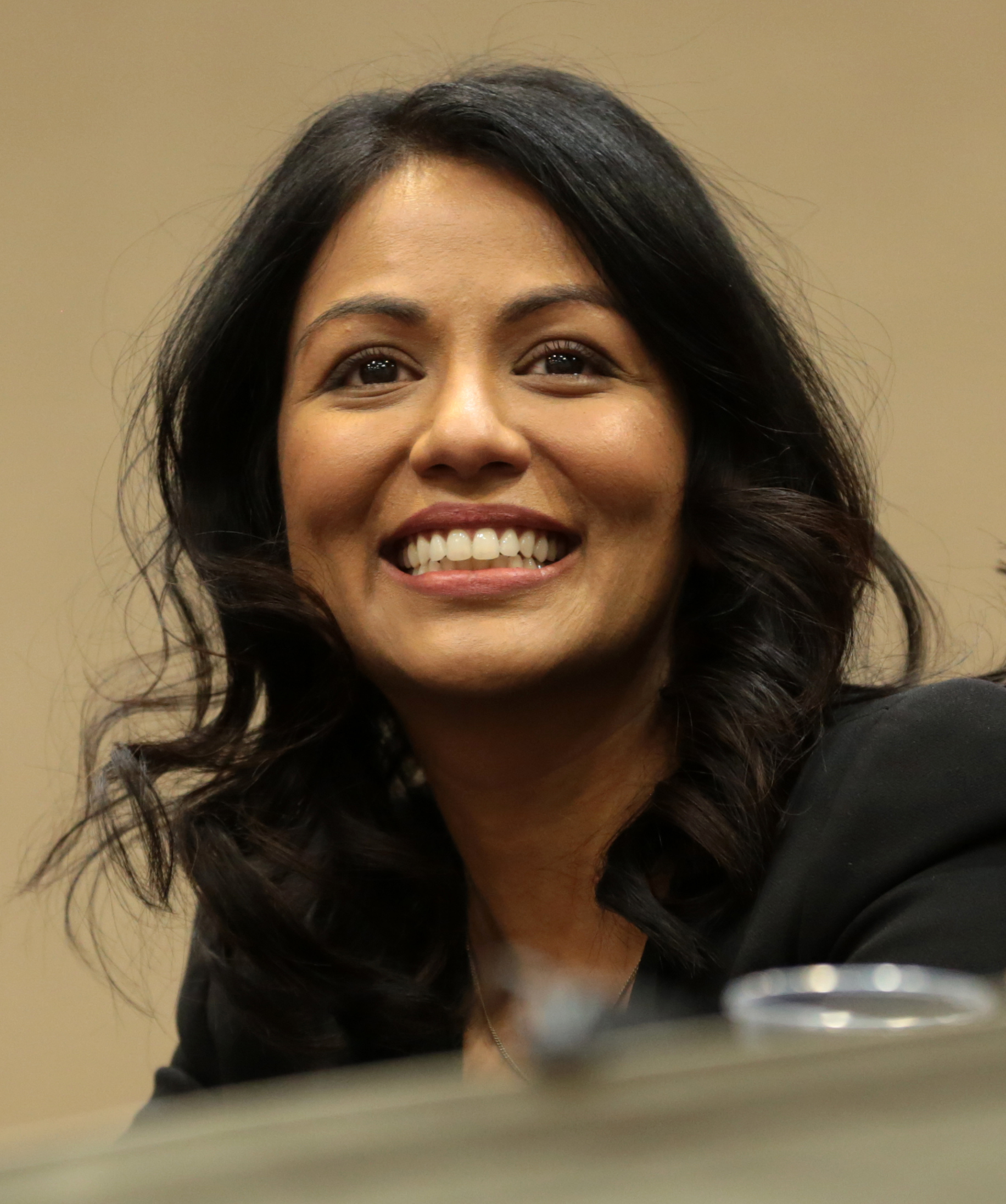
Karen David (2017)
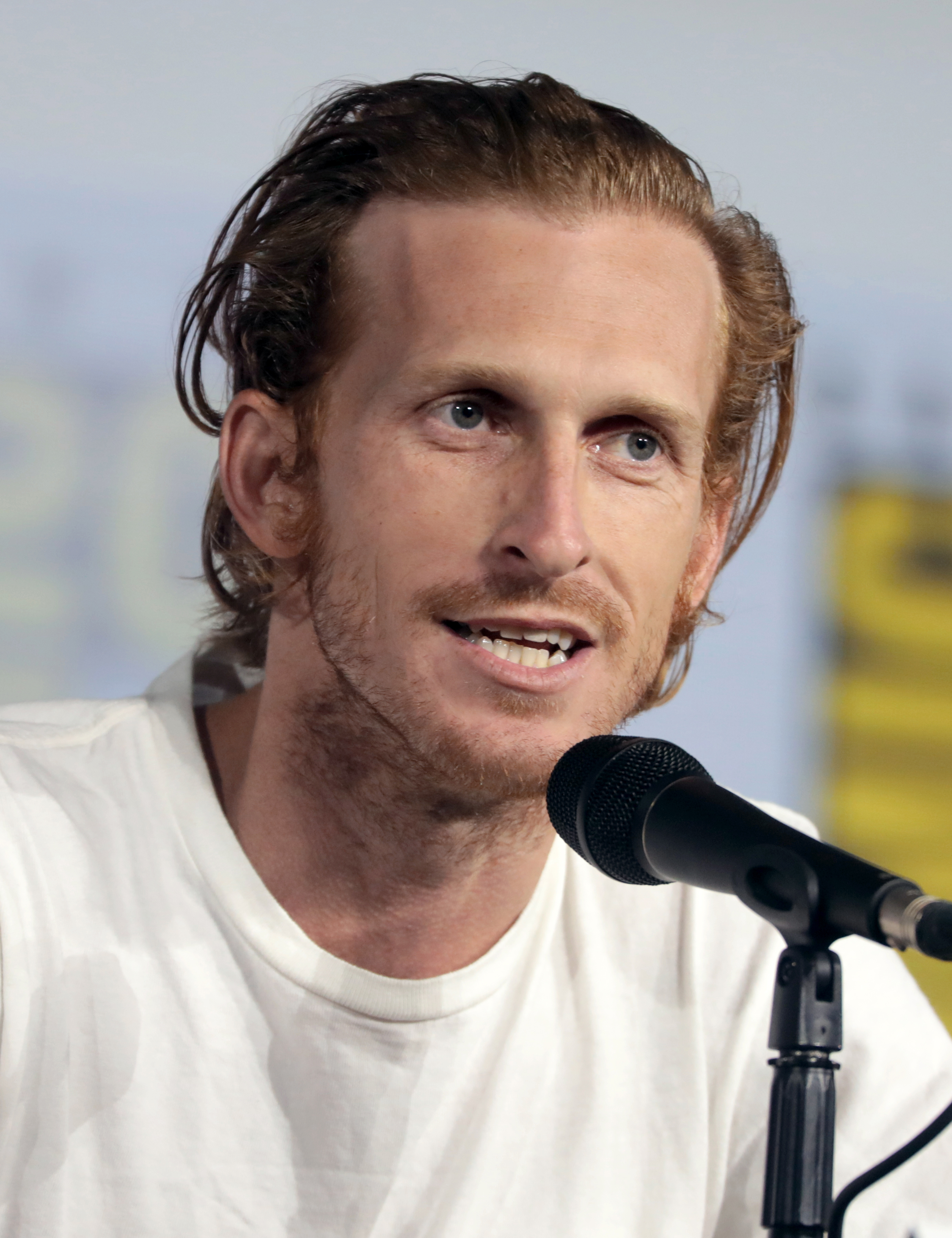
Austin Amelio (2019)
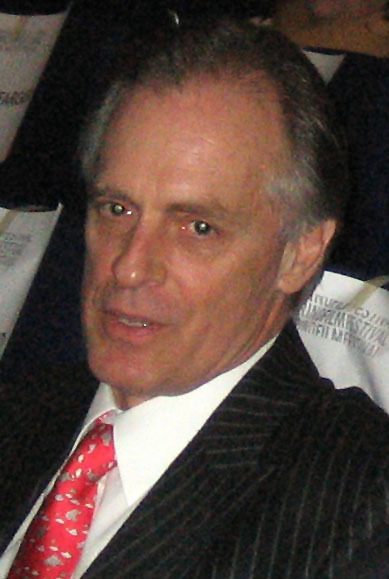
Keith Carradine (2006)
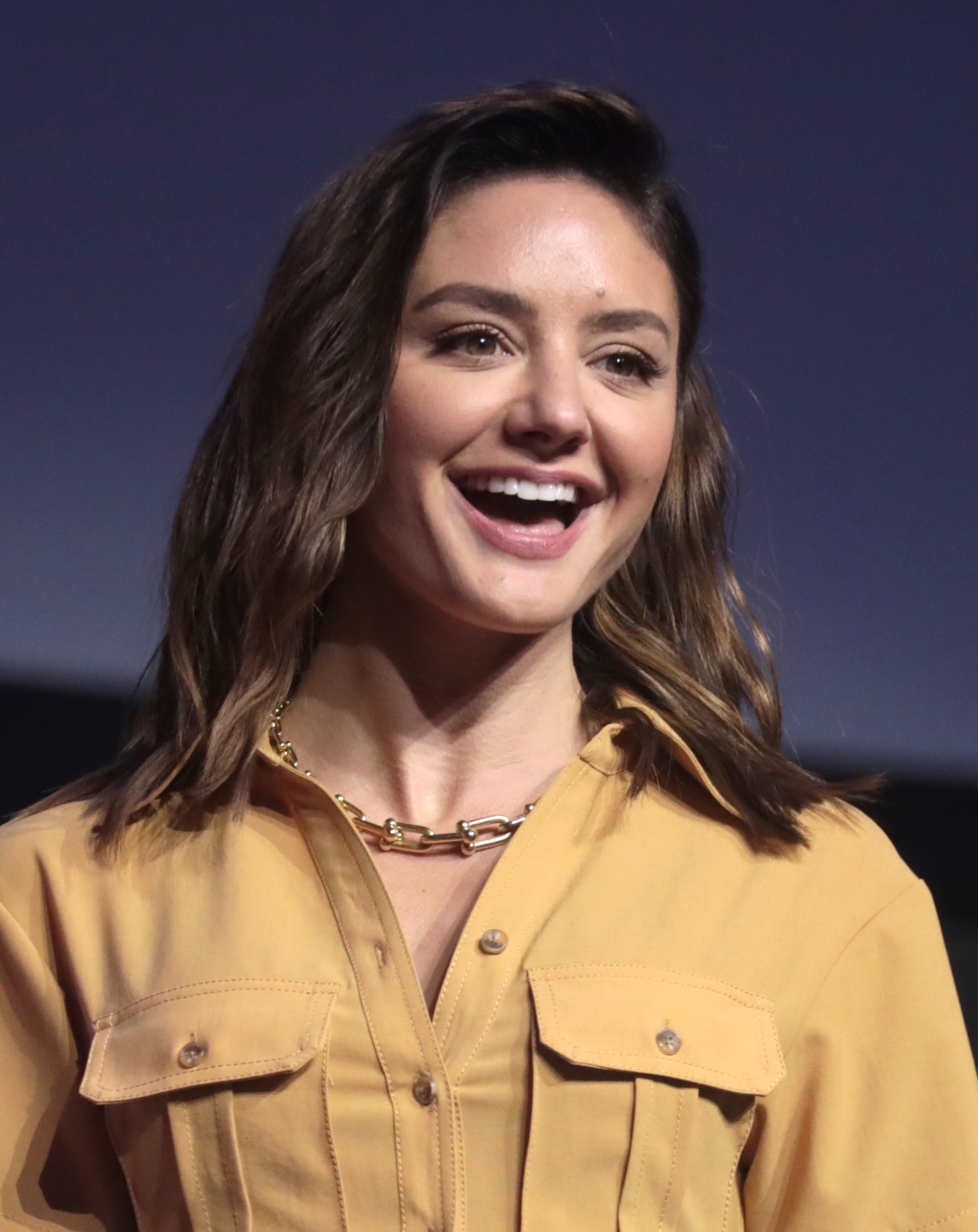
Christine Evangelista (2023)

Die deutsche Synchronisation entsteht nach einem Dialogbuch von Jörg Heybrock und Daniel May unter Dialogregie von Heybrock sowie Ronald Nitschke und in der dritten Staffel Zoë Beck durch die Synchronfirma VSI Synchron GmbH in Berlin.

### Hauptdarsteller
Alle Folgenauftritte, die durchgestrichen sind, sind indirekte Auftritte, da diese nur Archivmaterialien sind, die in einer Form von Rückblenden verwendet werden.
| Rolle                          | Schauspieler          | Hauptrolle (Folgen)             | Nebenrolle (Folgen)                                    | Nebenrolle (indirekte Auftritte – Archiv/Requisit) | Synchronsprecher                                               |
| ------------------------------ | --------------------- | ------------------------------- | ------------------------------------------------------ | -------------------------------------------------- | -------------------------------------------------------------- |
| Madison Clark                  | Kim Dickens           | 1.01–4.08, 8.01–8.12            | 7.16                                                   | 4.10, 7.15                                         | Melanie Hinze                                                  |
| Travis Manawa                  | Cliff Curtis          | 1.01–3.02, 3.16                 |                                                        | 8.12                                               | Ronald Nitschke                                                |
| Nicholas „Nick“ Clark          | Frank Dillane         | 1.01–4.04, 4.06–4.08            |                                                        | 4.10, 7.15, 8.06–8.08, 8.11–8.12                   | Konrad Bösherz                                                 |
| Alicia Clark                   | Alycia Debnam-Carey   | 1.01–7.15                       | 8.12                                                   | 8.06–8.08, 8.10                                    | Josephine Schmidt                                              |
| Elizabeth „Liza“ Ortiz         | Elizabeth Rodriguez   | 1.01–1.06                       | 2.01                                                   |                                                    | Victoria Sturm                                                 |
| Christopher „Chris“ Manawa     | Lorenzo James Henrie  | 1.01–2.14                       |                                                        | 8.12                                               | Fabian Kluckert                                                |
| Ofelia Salazar                 | Mercedes Mason        | 1.02–3.14                       |                                                        | 7.14                                               | Christin Quander                                               |
| Daniel Salazar                 | Rubén Blades          | 1.02–2.07, 3.04–3.16, 5.01–8.12 | 3.03                                                   |                                                    | Abelardo Decamilli                                             |
| Victor Strand                  | Colman Domingo        | 2.01–8.12                       | 1.05–1.06                                              |                                                    | Matti Klemm                                                    |
| Alex                           | Michelle Ang          | 2.03, 2.05                      |                                                        |                                                    | Nadine Zaddam                                                  |
| Luciana Galvez                 | Danay García          | 3.01–8.12                       | 2.08–2.09, 2.11–2.12, 2.14–2.15                        |                                                    |                                                                |
| Troy Otto                      | Daniel Sharman        | 3.01–3.16, 8.07–8.12            | 8.06                                                   |                                                    | David Turba                                                    |
| Jake Otto                      | Sam Underwood         | 3.01–3.13, 3.16                 |                                                        |                                                    | Tobias Schmidt                                                 |
| Jeremiah Otto                  | Dayton Callie         | 3.02–3.08, 3.16                 | 2.14                                                   |                                                    | Uli Krohm                                                      |
| Lola Guerrero                  | Lisandra Tena         | 3.04–3.16                       |                                                        |                                                    |                                                                |
| Althea „Al“ Szewczyk-Przygocki | Maggie Grace          | 4.01–6.16                       | 7.04, 7.06                                             |                                                    | Marieke Oeffinger                                              |
| John Dorie                     | Garret Dillahunt      | 4.01–6.09                       |                                                        | 8.06                                               | Tobias Lelle Joachim Kaps (5.07–5.08)                          |
| Morgan Jones                   | Lennie James          | 4.01–8.06                       |                                                        | 8.07                                               | Engelbert von Nordhausen (4.01–7.16) Jürgen Kluckert (ab 8.01) |
| June Dorie                     | Jenna Elfman          | 4.02–8.12                       |                                                        |                                                    | Diana Borgwardt                                                |
| Charlie                        | Alexa Nisenson        | 5.01–7.15                       | 4.02–4.04, 4.06–4.10, 4.13–4.16, 8.08                  | 8.07                                               | Emilia Raschewski                                              |
| Grace Mukherjee                | Karen David           | 5.02–8.05                       | 8.06                                                   |                                                    |                                                                |
| Dwight                         | Austin Amelio         | 5.03–8.12                       |                                                        |                                                    | Christoph Banken                                               |
| Dakota                         | Zoe Colletti          | 6.02–6.16                       |                                                        | 7.03                                               | Angelina Geisler                                               |
| Dakota                         | Unbekannt             |                                 | 7.03                                                   |                                                    |                                                                |
| Sherry                         | Christine Evangelista | 6.03–8.12                       | 5.16                                                   |                                                    | Lisa May-Mitsching                                             |
| Sarah Rabinowitz               | Mo Collins            | 6.06–7.15                       | 4.11–5.01, 5.04, 5.06, 5.08–5.09, 5.12–5.13, 5.15–5.16 |                                                    | Tanja Fornaro                                                  |
| Wes                            | Colby Hollman         | 6.06–7.14                       | 5.09, 5.11, 5.13, 5.15–5.16                            | 8.07                                               |                                                                |
| John Dorie Sr.                 | Keith Carradine       | 6.13–7.12                       |                                                        | 8.06                                               | Joachim Tennstedt                                              |

### Nebendarsteller
| Rolle                      | Schauspieler                  | Episoden                                                                        | Synchronsprecher          |
| -------------------------- | ----------------------------- | ------------------------------------------------------------------------------- | ------------------------- |
| Tobias                     | Lincoln A. Castellanos        | 1.01–1.02                                                                       | Christian Zeiger          |
| Art Costa                  | Scott Lawrence                | 1.01–1.02                                                                       | Frank Röth                |
| Matt Sale                  | Maestro Harrell               | 1.01–1.02                                                                       | Ricardo Richter           |
| Gloria                     | Lexi Johnson                  | 1.01, 2.06, 2.08                                                                | Laurine Betz              |
| Krankenschwester           | Lynn Chen                     | 1.01                                                                            | Uschi Hugo                |
| Russell                    | Leon Thomas III               | 1.01                                                                            |                           |
| Adam Gould                 | Andrew Patrick Ralston        | 1.01                                                                            |                           |
| Calvin                     | Keith Powers                  | 1.01                                                                            | Nick Forsberg             |
| Griselda Salazar           | Patricia Reyes Spindola       | 1.02–1.05, 2.07, 2.12                                                           |                           |
| Peter Dawson               | Noah Beggs                    | 1.02–1.03                                                                       |                           |
| Joanna Cruz                | Andrea Savo                   | 1.02–1.03                                                                       | Cornelia Waibel           |
| Susan Tran                 | Cici Lau                      | 1.03                                                                            |                           |
| Patrick Tran               | Jim Lau                       | 1.03                                                                            |                           |
| Andrew Adams               | Shawn Hatosy                  | 1.04–1.06                                                                       | Michael Deffert           |
| Dr. Bethany Exner          | Sandrine Holt                 | 1.04–1.06                                                                       | Maria Sumner              |
| Doug Thompson              | John Stewart XXIV             | 1.04–1.05                                                                       | Armin Schlagwein          |
| Corporal Cole              | Jared Abrahamson              | 1.04–1.05                                                                       |                           |
| PFC Richards               | Shane Dean                    | 1.04–1.05                                                                       |                           |
| Sergeant Castro            | Bobby Naderi                  | 1.04–1.05                                                                       | Thomas Schmuckert         |
| Sergeant Moyers            | Jamie McShane                 | 1.04–1.05                                                                       | Dennis Schmidt-Foß        |
| Maria Thompson             | Alison Araya                  | 1.04                                                                            |                           |
| Hector Ramirez             | Luis Javier                   | 1.04                                                                            |                           |
| Cynthia Ramirez            | Gabriela Zimmerman            | 1.04                                                                            | Peggy Sander              |
| Krankenschwester Hodges    | Khaira Ledeyo                 | 1.05–1.06                                                                       |                           |
| Sergeant Melvin Allen      | Toby Levins                   | 1.05–1.06                                                                       |                           |
| Shih                       | Maxwell Yip                   | 1.05–1.06                                                                       |                           |
| Jack Kipling               | Daniel Zovatto                | 2.01, 2.04–2.05                                                                 | Tino Kießling             |
| George Geary               | David Warshofsky              | 2.02                                                                            | Santiago Ziesmer          |
| Harry Geary                | Jeremiah und Maverick Clayton | 2.02                                                                            |                           |
| Seth Geary                 | Jake Austin Walker            | 2.02                                                                            | Sebastian Kluckert        |
| Melissa Geary              | Catherine Dent                | 2.02                                                                            |                           |
| Willa Geary                | Aria Lyric Leabu              | 2.02                                                                            |                           |
| Michael                    | Dan Donohue                   | 2.03                                                                            |                           |
| Jake Powell                | Brendan Meyer                 | 2.03                                                                            | Sebastian Fitzner         |
| Luis Flores                | Arturo Del Puerto             | 2.04–2.07                                                                       |                           |
| Thomas Abigail             | Dougray Scott                 | 2.04–2.06                                                                       | Bernd Vollbrecht          |
| Vida                       | Veronica Diaz-Carranza        | 2.04–2.05                                                                       | Kristina Tietz            |
| Connor                     | Mark Kelly                    | 2.04–2.05                                                                       |                           |
| Reed                       | Jesse McCartney               | 2.04–2.05                                                                       | Marcel Collé              |
| Celia Flores               | Marlene Forté                 | 2.04, 2.06–2.07                                                                 |                           |
| Ben                        | Josh Wingate                  | 2.04                                                                            |                           |
| Breannah                   | Sarah McCreanor               | 2.04                                                                            |                           |
| Sofia                      | Diana Lein                    | 2.06–2.08                                                                       | Sonia Ortiz               |
| Juan                       | Moisses Arath Leyva           | 2.06–2.08                                                                       |                           |
| Jorge                      | Ramón Medína                  | 2.06–2.07                                                                       |                           |
| Javier                     | Jorge-Luis Pallo              | 2.07                                                                            |                           |
| Ramón                      | Renato Marin Alcalde          | 2.07                                                                            |                           |
| Alejandro Nuñez            | Paul Calderón                 | 2.08–2.09, 2.11–2.12, 2.14–2.15                                                 | Uwe Büschken              |
| Francisco                  | Alfredo Herrera               | 2.08, 2.11–2.12, 2.14–2.15                                                      |                           |
| Gael                       | Edgar Wuotto                  | 2.08                                                                            |                           |
| Marco Rodriguez            | Alejandro Edda                | 2.09, 2.12, 2.14–2.15                                                           |                           |
| Alonso Herrera             | Aquiles Medellín              | 2.09                                                                            |                           |
| Oliviero                   | Julio Pedrero                 | 2.09                                                                            |                           |
| Elena Reyes                | Karen Bethzabe                | 2.10–2.15, 3.02                                                                 | Gundi Eberhard            |
| Hector Reyes               | Ramses Jimenez                | 2.10–2.15, 3.02                                                                 | Dennis Sandmann           |
| Andrés Diaz                | Raul Casso                    | 2.10–2.15                                                                       |                           |
| Oscar Diaz                 | Andres Londono                | 2.10–2.15                                                                       |                           |
| Ilene Stowe                | Brenda Strong                 | 2.10–2.12, 3.02                                                                 | Debora Weigert            |
| Brandon Luke               | Kelly Blatz                   | 2.10, 2.13–2.15                                                                 | Patrick Roche             |
| Derek                      | Kenny Wormald                 | 2.10, 2.13–2.15                                                                 | Roman Wolko               |
| James McCallister          | Israel Broussard              | 2.10, 2.13                                                                      | Tim Sander                |
| Elias Suarez               | Gustavo Pastrana              | 2.10, 2.13                                                                      |                           |
| Charles Stowe              | David Grant Wright            | 2.10                                                                            |                           |
| Jessica Diaz               | Schuyler Fisk                 | 2.10                                                                            |                           |
| Antonio Reyes              | Ruben Carbajal                | 2.12, 2.14–2.15                                                                 | Oliver Bender             |
| Reynaldo                   | Cuauhtli Jiménez              | 2.12, 2.14–2.15                                                                 | Manolo Palma              |
| Ana                        | Maria Antonieta Zapien Romero | 2.12, 2.14–2.15                                                                 |                           |
| Laura                      | Denitza Garcia                | 2.12, 2.14–2.15                                                                 |                           |
| William                    | Ashley Zukerman               | 2.12                                                                            |                           |
| Ramiro                     | Alfonso Jarquin               | 2.14–2.15                                                                       |                           |
| Blake Sarno                | Michael William Freeman       | 3.01–3.03, 3.05–3.10, 3.12–3.13                                                 |                           |
| Charlene „Charlie“ Daley   | Lindsay Pulsipher             | 3.01–3.02                                                                       |                           |
| Willy                      | Noel Fisher                   | 3.01                                                                            |                           |
| Steven                     | Ross McCall                   | 3.01                                                                            |                           |
| Joseph „Joe“               | Dominic Bogart                | 3.02, 3.06–3.08                                                                 | Simon Köslich             |
| Dante Esquivel             | Jason Manuel Olazábal         | 3.03–3.04                                                                       | Sebastian Christoph Jacob |
| Gretchen Trimbol           | Rae Gray                      | 3.03, 3.05–3.06                                                                 | Heide Ihlenfeld           |
| Mike Trimbol               | Justin Deeley                 | 3.03, 3.05–3.06                                                                 |                           |
| Cooper                     | Matt Lasky                    | 3.03, 3.06–3.10, 3.12, 3.16                                                     | Peter Sura                |
| Jimmie                     | Nathan Sutton                 | 3.03, 3.06–3.07                                                                 | Christian Senger          |
| Gabe Dille                 | Luke Spencer Roberts          | 3.03, 3.06, 3.10, 3.12                                                          | Philip Süß                |
| Pat „Patty“ Daley          | Sarah Beniot                  | 3.03, 3.06, 3.10, 3.13                                                          |                           |
| Terrance Shafford          | Phillup Fallon                | 3.03, 3.06, 3.09                                                                | Lasse Dreyer              |
| Vernon Trimbol             | Hugo Armstrong                | 3.03, 3.06                                                                      | Henning Bormann           |
| Tracy Otto                 | Emma Caulfield                | 3.03                                                                            |                           |
| Efrain Morales             | Jesse Borrego                 | 3.04, 3.09, 3.11, 3.15–3.16                                                     |                           |
| Everado                    | Ricardo Moreno Villa          | 3.04, 3.09, 3.11                                                                |                           |
| J.C.                       | Ricardo J. Chacon             | 3.04                                                                            |                           |
| Qaletqa „Taqa“ Walker      | Michael Greyeyes              | 3.05, 3.07–3.11, 3.13–3.16                                                      |                           |
| Lee „Crazy Dog“            | Justin Rain                   | 3.05, 3.07–3.10, 3.12–3.16                                                      | Nico Sablik               |
| Mrs. Twomey                | Jenny Schmidt                 | 3.05, 3.09–3.10                                                                 |                           |
| Erin Twomey                | Ila Marie Alvarez Kamena      | 3.05, 3.09–3.10, 3.13                                                           |                           |
| Phil McCarthy              | Rocky McMurray                | 3.05, 3.12                                                                      |                           |
| Dax Daley                  | Jake B. Miller                | 3.06, 3.10, 3.13                                                                |                           |
| Kathy Trimbol              | Ericka Kreutz                 | 3.06                                                                            |                           |
| Klah Jackson               | Kalani Queypo                 | 3.09–3.10, 3.12                                                                 |                           |
| Maria Lu                   | Keyko Duran                   | 3.10                                                                            |                           |
| „Riot Guard“               | Eddie Diaz                    | 3.10, 3.14                                                                      |                           |
| Kassiererin                | Teya Patt                     | 3.10, 3.14                                                                      |                           |
| „Aufseher Neunzehn“        | Brian Duffy                   | 3.10, 3.14, 3.16                                                                |                           |
| Kerry                      | Eileen Grubba                 | 3.10, 3.13                                                                      |                           |
| Bob                        | Hal Havins                    | 3.10, 3.13                                                                      |                           |
| Diana                      | Edwina Findley                | 3.14–3.15                                                                       | Diana Borgwardt           |
| „El Matarife“              | Miguel Pérez                  | 3.14–3.15                                                                       |                           |
| Kellnerin                  | Christel Klitbo               | 3.14                                                                            |                           |
| Johnny                     | Unbekannt                     | 3.14                                                                            |                           |
| „Aufseher“ John            | Ray McKinnon                  | 3.15–3.16                                                                       | Matthias Klie             |
| Rico „Aufseher Neun“       | Travis Johns                  | 3.15–3.16                                                                       |                           |
| Eddie                      | James Le Gros                 | 3.15                                                                            |                           |
| Leland                     | Clint James                   | 4.01                                                                            |                           |
| Bill                       | Jackson Beals                 | 4.01                                                                            |                           |
| Hardy                      | Matthew James                 | 4.01                                                                            |                           |
| Melvin „Mel“               | Kevin Zegers                  | 4.02–4.04, 4.06–4.08                                                            |                           |
| Ennis                      | Evan Gamble                   | 4.02–4.04, 4.06–4.07                                                            |                           |
| Douglas „Doug“             | Kenneth Wayne Bradley         | 4.02–4.03, 4.07–4.08, 6.14                                                      | Edwin Gellner             |
| Cole                       | Sebastian Sozzi               | 4.02, 4.04, 4.06–4.08, 6.14                                                     | Florian Clyde             |
| Vivian „Viv“               | Rhoda Griffis                 | 4.02, 4.06–4.08, 6.14                                                           |                           |
| Edgar                      | Jason Liebrecht               | 4.06–4.07                                                                       |                           |
| Ingrid                     | Tammie Baird                  | 4.07                                                                            |                           |
| Wendell                    | Daryl Mitchell                | 4.11–5.01, 5.04, 5.06, 5.08, 5.13, 5.15–5.16, 6.06, 7.07, 7.10, 7.12, 7.14–7.15 |                           |
| Martha                     | Tonya Pinkins                 | 4.11–4.16                                                                       |                           |
| Jim Brauer                 | Aaron Stanford                | 4.11–4.16                                                                       |                           |
| Purvis                     | Unbekannt                     | 4.11–4.14                                                                       |                           |
| Quinn                      | Charles Harrelson             | 4.12–4.14                                                                       |                           |
| Clayton „Polar Bear“       | Stephen Henderson             | 4.13                                                                            |                           |
| Hank                       | John Eric Bentley             | 4.14                                                                            |                           |
| Stevie                     | Rachel Mary Dudley            | 4.14                                                                            |                           |
| Dylan                      | Cooper Dodson                 | 5.01, 5.03–5.04, 5.06–5.08, 5.13, 5.15–5.16                                     | Derya Flechtner           |
| Annie                      | Bailey Gavulic                | 5.01, 5.03–5.08, 5.13, 5.15–5.16                                                |                           |
| Max                        | Ethan Suess                   | 5.01, 5.03–5.08, 5.13, 5.15–5.16                                                |                           |
| Isabelle                   | Sydney Lemmon                 | 5.01, 5.04–5.05, 6.03, 7.06                                                     |                           |
| Logan „Desert Fox“         | Matt Frewer                   | 5.01, 5.08–5.09, 5.11–5.13                                                      |                           |
| Tess                       | Peggy Schott                  | 5.09–5.10, 5.13–5.16                                                            | Denise Kanty              |
| Tess’ Sohn                 | Cole Whitaker                 | 5.09, 5.15–5.16                                                                 |                           |
| Rollie                     | Cory Hart                     | 5.10, 5.12–5.13, 6.05, 6.09–6.10, 6.15–6.16                                     |                           |
| Rabbi Jacob Kessner        | Peter Jacobsen                | 5.12–5.13, 5.15–5.16, 6.04, 6.09–6.10, 6.15–6.16, 7.14–7.15                     | Michael Pan               |
| Virginia „Ginny“           | Colby Minifie                 | 5.13–6.02, 6.04, 6.06–6.09                                                      |                           |
| James                      | Carl Thomas                   | 5.13–6.01, 6.04, 6.06, 6.09                                                     |                           |
| Janis                      | Holly Curran                  | 5.13, 5.15–5.16, 6.02, 6.04                                                     |                           |
| Tom                        | Joe Massinghill               | 5.14–5.15                                                                       |                           |
| Cleve                      | Erik Matthew                  | 5.15–5.16                                                                       |                           |
| Kenneth                    | Mike Davis                    | 5.15–5.16                                                                       |                           |
| Terrence                   | Richard Jackson               | 5.15–5.16                                                                       |                           |
| Ellen                      | Monique Straw                 | 5.15                                                                            |                           |
| Dr. Holt                   | Michael J. Baumann            | 5.16                                                                            |                           |
| Rachel                     | Brigitte Kali Canales         | 6.01, 6.03, 6.09–6.11, 6.15–6.16                                                |                           |
| Morgan „Mo“                | Unbekannt                     | 6.01, 6.03                                                                      |                           |
| Morgan „Mo“                | Avaya White                   | 6.09, 6.15–6.16, 7.02, 7.07, 7.12–7.13, 7.15–7.16                               |                           |
| Morgan „Mo“                | Zoey Merchant                 | 8.01, 8.03–8.06                                                                 |                           |
| Ranger Hill                | Craig Nigh                    | 6.01–6.02, 6.04–6.09, 6.13                                                      | Johann Fohl               |
| Emile LaRoux               | Demetrius Grosse              | 6.01                                                                            |                           |
| Isaac                      | Michael Abbott Jr.            | 6.01                                                                            |                           |
| Marcus                     | Justin Smith                  | 6.02, 6.04, 6.06–6.08                                                           |                           |
| Cameron                    | Noah Khyle                    | 6.02, 6.04                                                                      |                           |
| Sanjay                     | Satya Nikhil Polisetti        | 6.02                                                                            |                           |
| Adrienne                   | Charissa Allen                | 6.02                                                                            |                           |
| Ben                        | Samuel French                 | 6.02                                                                            |                           |
| Jeb                        | Lee Stringer                  | 6.02                                                                            |                           |
| Ridings                    | PeiPei Alenxa Yuan            | 6.02                                                                            |                           |
| Lee                        | Todd Terry                    | 6.03, 6.05, 6.09                                                                |                           |
| Nora                       | Devyn Tyler                   | 6.03, 6.05                                                                      |                           |
| Oswald „Ozzie“             | Andres Munar                  | 6.05                                                                            |                           |
| Reg                        | Dennis Fitzgerald             | 6.05                                                                            |                           |
| Mary Anne                  | Unbekannt                     | 6.06                                                                            |                           |
| Malcolm                    | Dalex Miller                  | 6.06                                                                            |                           |
| Paige                      | Ellen Locy                    | 6.06                                                                            |                           |
| „Ranger“ Samuels           | Bobbie Grace                  | 6.07, 6.10                                                                      |                           |
| Ed                         | Raphael Sbarge                | 6.07                                                                            |                           |
| Frankie                    | Unbekannt                     | 6.09–6.10                                                                       |                           |
| Theodore „Teddy“ Maddox    | John Glover                   | 6.11, 6.14–6.16                                                                 | Romanus Fuhrmann          |
| Jason Riley                | Nick Stahl                    | 6.11–6.12, 6.14–6.16                                                            |                           |
| Jason Riley                | Unbekannt                     | 7.06                                                                            |                           |
| Sabrina                    | Jessica Perrin                | 6.11, 7.11                                                                      |                           |
| Derek                      | Chinaza Uche                  | 6.11                                                                            |                           |
| Harvey                     | Dean Neistat                  | 6.11                                                                            |                           |
| Athena                     | Sahana Srinivasan             | 6.12                                                                            |                           |
| Mike                       | Crespatrick de los Reyes      | 6.14                                                                            |                           |
| Hayes                      | Thom Hallum                   | 6.14                                                                            |                           |
| George                     | Michael Papajohn              | 6.14                                                                            |                           |
| Howard                     | Omid Abtahi                   | 6.16–7.02, 7.04–7.05, 7.07, 7.10, 7.12                                          |                           |
| Josiah LaRoux              | Demetrius Grosse              | 7.02, 7.04, 7.15                                                                |                           |
| Mickey                     | Aisha Tyler                   | 7.05                                                                            |                           |
| Ava Sanderson              | Lyndon Smith                  | 7.16                                                                            |                           |
| Sam „Shrike“ Krennick      | Maya Eshet                    | 8.01–8.06                                                                       |                           |
| Odessa „Dove“ Sanderson    | Jayla Walton                  | 8.01, 8.03, 8.04–8.06, 8.09–8.12                                                |                           |
| Adrian                     | Jonathan Medina               | 8.02                                                                            |                           |
| Finch                      | Gavin Warren                  | 8.02–8.06                                                                       |                           |
| Ben „Padre/Crane“ Krennick | Daniel Rashid                 | 8.03, 8.06, 8.11                                                                |                           |
| General Krennick           | Michael B. Silver             | 8.03, 8.06                                                                      |                           |
| Diane                      | Jennifer Christa Palmer       | 8.03, 8.06, 8.12                                                                |                           |
| „Hawk“                     | Triston Dye                   | 8.03, 8.05–8.06, 8.08, 8.12                                                     |                           |
| Frank                      | Isha Blaaker                  | 8.07, 8.10–8.12                                                                 |                           |
| Klaus                      | Julian Grey                   | 8.07, 8.10–8.12                                                                 |                           |
| Russell                    | Randy Bernales                | 8.07–8.12                                                                       |                           |
| Alter Mann                 | Kermit Rolison                | 8.07                                                                            |                           |
| Hildy                      | Frank Hildebrand              | 8.07, 8.09–8.10                                                                 |                           |
| Marietta                   | Be Satrazemis                 | 8.07, 8.09–8.10, 8.12                                                           |                           |
| Kind                       | Campbell Pate                 | 8.08                                                                            |                           |
| Jay                        | Jack Mikesell                 | 8.09                                                                            |                           |
| Marty                      | Alex Morf                     | 8.09                                                                            |                           |
| Tracy Otto                 | Antonella Rose                | 8.09–8.12                                                                       |                           |
| Phil                       | T. Ryan Mooney                | 8.09                                                                            |                           |
| Ada                        | Nona Parker Johnson           | 8.10–8.12                                                                       |                           |
| Della                      | Julia Wackenheim-Gimple       | 8.10–8.12                                                                       |                           |
| Sara                       | Sasha An                      | 8.10–8.12                                                                       |                           |

### Gaststars aus demThe Walking Dead Universum
| Rolle              | Schauspieler    | Episoden | Synchronsprecher |
| ------------------ | --------------- | -------- | ---------------- |
| Rick Grimes        | Andrew Lincoln  | 4.01     | Viktor Neumann   |
| Carol Peletier     | Melissa McBride | 4.01     | Heike Schroetter |
| Paul „Jesus“ Rovia | Tom Payne       | 4.01     | Jaron Löwenberg  |

## Produktion

### Entwicklung
2013 gab AMC bekannt, unter dem Arbeitstitel Cobalt einen nicht an den Comic gebundenen Ableger von The Walking Dead unter der Leitung von Robert Kirkman, Gale Anne Hurd und Dave Alpert zu entwickeln.
Zeitlich gesehen beginnt die Serie etwa zu dem Zeitpunkt, zu dem Rick Grimes in der Mutterserie im Koma liegt. Laut Dave Erickson stellt die Serie mehr eine „Parallelgeschichte als eine Vorgeschichte“ dar. Außerdem ließ er verlauten, dass in den ersten Folgen überhaupt keine Zombies zu sehen sein könnten. Die Erzählperspektive soll sich dabei auch nicht wie in der Mutterserie hauptsächlich auf einen Charakter beziehen, sondern in jeder weiteren Staffel einen neuen Erzählmittelpunkt finden. Als Handlungsort wird Los Angeles dienen, gedreht wird jedoch ab der zweiten Episode in Vancouver.
In den zwei zentralen Hauptrollen sind Cliff Curtis als Travis und Kim Dickens als Madison zu sehen. Weitere Hauptrollen werden dabei von Frank Dillane und Alycia Debnam-Carey verkörpert.
Im März 2015 bestellte AMC noch vor der Premiere eine zweite Staffel mit 15 Episoden. Am 30. März 2015 wurde der erste Teaser-Trailer veröffentlicht, am 19. Juni 2015 folgte der zweite mit Promo-Material aus der Pilotfolge. Der erste Trailer wurde bei der Comic-Con am 10. Juli 2015 veröffentlicht, auf der auch das Erstausstrahlungsdatum bekannt gegeben wurde.
Im April 2016 gab AMC die Bestellung der dritten Staffel bekannt. Noch vor der Ausstrahlung der 3. Staffel wurde eine 4. Staffel bestellt, allerdings mit Andrew Chambliss und Ian Goldberg als neue Showrunner. Die vierte Staffel wurde vom 15. April 2018 bis zum 30. September 2018 bei AMC ausgestrahlt. Einen Tag später begann Prime Video mit der deutschsprachigen Veröffentlichung, sie ging bis 1. Oktober 2018. Die Erstausstrahlung der fünften Staffel fand ab dem 2. Juni 2019 statt, die der sechsten Staffel ab 11. Oktober 2020. Ende 2020 wurde eine siebte Staffel bestellt und vom 18. Oktober 2021 bis zum 5. Juni 2022 veröffentlicht. Im Dezember 2021 wurde eine achte finale Staffel bestellt.

### Dreharbeiten
Die Dreharbeiten zur Pilotfolge begannen im Januar und endeten am 6. Februar 2015. Während die erste Folge in Los Angeles gedreht wurde, werden die restlichen Folgen in Vancouver aufgezeichnet. Die Produktion der verbleibenden fünf Folgen der ersten Staffel begann am 11. Mai 2015. Die Dreharbeiten zur 15-teiligen zweiten Staffel begannen im Dezember 2015 in den Baja Studios in Mexiko. Ab Januar 2017 wurde in den Baja Studios für die dritte Staffel gedreht. Die Dreharbeiten zur vierten Staffel begannen im Dezember 2017.

### Crossover
In der vierten Staffel kam es erstmals zu einem Crossover mit The Walking Dead, als der Schauspieler Lennie James seine aus der Mutterserie bekannte Figur Morgan Jones spielte. Ebenso war der aus der The Walking Dead bekannte Charakter Dwight (Austin Amelio) ab der 5. Staffel in Fear The Walking Dead zu sehen.

## Ausstrahlung
Die sechsteilige erste Staffel wurde ab dem 23. August bis 4. Oktober 2015 auf dem US-amerikanischen Sender AMC ausgestrahlt. Die Premiere in den USA stellte mit über 10 Millionen Zuschauern und einem Zielgruppen-Rating von 4,9 Prozent einen neuen Rekord für eine Serienpremiere im US-Kabelfernsehen auf. Die Ausstrahlung der 15-teiligen zweiten Staffel erfolgte in zwei Teilen. 7 Episoden wurden im Zeitraum vom 10. April 2016 bis 22. Mai 2016 ausgestrahlt, die weiteren 8 Episoden wurden zwischen dem 21. August 2016 und 2. Oktober 2016 ausgestrahlt. Die Erstausstrahlung der dritten Staffel erfolgte vom 4. Juni 2017 bis 15. Oktober 2017 auf AMC.
In Deutschland bewarben sich zunächst der Pay-TV-Sender FOX, bei dem auch The Walking Dead läuft, sowie der Video-on-Demand-Anbieter Netflix um die Ausstrahlungsrechte, erhielten jedoch beide nicht den Zuschlag. Stattdessen konnte sich Prime Video, ein anderer Video-on-Demand-Anbieter, durchsetzen. Die Episoden sind dort seit dem 24. August 2015 jeweils wenige Stunden nach der US-Premiere im Originalton und in der deutschen Synchronfassung abrufbar. Die zweite Staffel ist seit dem 11. April 2016 erneut bei Prime Video abrufbar. Die deutschsprachige Erstveröffentlichung der dritten Staffel fand vom 5. Juni 2017 bis 16. Oktober 2017 bei Prime Video statt.
Am 29. Juli 2016 gab der Sender RTL II bekannt, sich die Free-TV Rechte der Serie gesichert zu haben. Die erste Staffel wurde am 11., sowie am 18. März 2017 mit jeweils drei Folgen am Stück ausgestrahlt.

## Webserien

### Fear the Walking Dead: Flight 462
Am 28. September 2015 gab AMC offiziell bekannt, eine Webserie unter dem Namen Fear the Walking Dead: Flight 462 zur zweiten Staffel zu veröffentlichen. Diese handelt von einem Passagierflugzeug mit einem Infizierten an Bord; zwei der Überlebenden treten in der zweiten Staffel von Fear the Walking Dead auf.
Die 16-teilige, rund je eine Minute pro Episode lange Webserie, ist seit dem 11. Oktober 2015 in den Werbepausen der sechsten Staffel The Walking Dead zu sehen und ist auch online abrufbar. Die erste Episode wurde bereits ab dem 4. Oktober auf der Website von AMC zugänglich gemacht. Produziert wurde die Webserie von Dave Erickson und David Wiener; das Drehbuch wurde von Lauren Signorino und Mike Zunic verfasst. Regie führte Michael McDonough.
Amazon Video veröffentlichte vom 8. bis 23. April 2016 täglich eine Episode exklusiv auf ihrer deutschen Facebook-Seite mit deutscher Synchronisation. Dabei ist die erste Episode in zwei Episoden geteilt worden; eine weitere besitzt eine alternative Schnittfassung im Vergleich zum englischsprachigen Original.

#### BesetzungFlight 462
| Schauspieler    | Rolle                     | Synchronsprecher  | Rollenbeschreibung                             |
| --------------- | ------------------------- | ----------------- | ---------------------------------------------- |
| Michelle Ang    | Alex                      | Nadine Zaddam     | Passagierin                                    |
| Brendan Meyer   | Jake Powell               | Sebastian Fitzner | Alleinreisender Jugendlicher                   |
| Kevin Sizemore  | Anthony                   |                   | U.S. Air Marshal                               |
| Kathleen Gati   | Deirdre                   |                   | Flugbegleiterin                                |
| Shelia Shaw     | Connie                    |                   | Passagierin                                    |
| Brett Rickaby   | Marcus                    |                   | Ehemann von Suzanne; wurde vor Abflug gebissen |
| Lisa Waltz      | Suzanne                   |                   | Ehefrau von Marcus                             |
| Meeghan Holaway | Jakes Mutter (nur Stimme) |                   | Telefoniert mit ihrem Sohn Jake                |
| Frank Dillane   | Nicholas Clark            | Konrad Bösherz    | Sieht das Flugzeug im Sinkflug                 |

#### Episoden
| Folge | Originaltitel | Erstveröffentlichung USA | Deutscher Titel | Deutschsprachige Erstveröffentlichung |
| ----- | ------------- | ------------------------ | --------------- | ------------------------------------- |
| 01    | Part 1        | 4. Oktober 2015          | Teil 1a Teil 1b | 8. April 2016                         |
| 02    | Part 2        | 11. Oktober 2015         | Teil 2          | 9. April 2016                         |
| 03    | Part 3        | 18. Oktober 2015         | Teil 3          | 10. April 2016                        |
| 04    | Part 4        | 25. Oktober 2015         | Teil 4          | 11. April 2016                        |
| 05    | Part 5        | 1. November 2015         | Teil 5          | 12. April 2016                        |
| 06    | Part 6        | 8. November 2015         | Teil 6          | 13. April 2016                        |
| 07    | Part 7        | 15. November 2015        | Teil 7          | 14. April 2016                        |
| 08    | Part 8        | 22. November 2015        | Teil 8          | 15. April 2016                        |
| 09    | Part 9        | 12. Februar 2016         | Teil 9          | 16. April 2016                        |
| 10    | Part 10       | 12. Februar 2016         | Teil 10         | 17. April 2016                        |
| 11    | Part 11       | 21. Februar 2016         | Teil 11         | 18. April 2016                        |
| 12    | Part 12       | 28. Februar 2016         | Teil 12         | 19. April 2016                        |
| 13    | Part 13       | 6. März 2016             | Teil 13         | 20. April 2016                        |
| 14    | Part 14       | 13. März 2016            | Teil 14         | 21. April 2016                        |
| 15    | Part 15       | 20. März 2016            | Teil 15         | 22. April 2016                        |
| 16    | Part 16       | 26. März 2016            | Teil 16         | 23. April 2016                        |

### Fear the Walking Dead: Passage
Zwischen der zweiten und dritten Staffel wurde ab dem 17. Oktober 2016 eine zweite 16-teilige Webserie veröffentlicht. Die Episoden liefen in je einer Werbepause der siebten Staffel von The Walking Dead und sind online abrufbar. Produziert wurde die Webserie von Dave Erickson. Das Drehbuch stammt – wie bei der ersten Webserie – von Lauren Signorino und Mike Zunic. Regie führte Andrew Bernstein.
Die Webserie handelt von Sierra, die auf einem scheinbar aufgegebenen Militär-Stützpunkt auf die verletzte Gabi trifft. Gabi überzeugt sie, dass Sierra ihr hilft. Dafür zeigt sie Sierra einen Tunnel unter der mexikanisch-amerikanischen Grenze, der sie zu einer Zuflucht führt. Diesen Tunnel kennt Gabi durch ihren Freund Colton. Am Tunneleingang treffen die beiden dann auf Colton. Gabi klettert als Erste in den Tunnel und lässt die anderen beiden am Eingang hinter sich. Colton richtet nun plötzlich seine Pistole auf Sierra, weil er es nicht zulassen könne, dass sie etwas von diesem Weg anderen erzählen würde. Sierra kann ihn aber, indem sie ihm ein Messer ins Bein sticht, überwältigen und in den Tunnel klettern. Dort berichtet sie Gabi vom Geschehenen. Nach wenigen Schritten im Tunnel löst Sierra durch einen Stolperdraht eine Sprengfalle aus. In dem Wirrwarr kann Colton Gabi packen. Sierra flüchtet allein weiter und versteckt sich in einem Minenwagen. Gabi bittet Colton, er solle Sierra gehen lassen, doch er erwidert, er müsse sie finden, bevor es die anderen tun. Als die beiden im Tunnel auf einen Grenzschützer treffen, versteckt Colton Gabi und belügt diesen, dass er nicht wisse, wie die Sprengfalle ausgelöst wurde. Gabi konfrontiert ihn mit seiner Lüge. Er sagt ihr, dass dies nicht nur ein Tunnel, sondern auch ein Bunker sei. Die beiden geraten in Streit und bedrohen einander mit ihren Waffen. Währenddessen kann Sierra den Grenzschützer und einen weiteren mit dem Minenwagen ablenken, wobei die beiden von Untoten zerfleischt werden. Danach kann sie sich Colton, der sich noch im Streit mit Gabi befindet, von hinten nähern und ihn würgen, worauf Gabi ihm ein Messer in die Brust rammt. Während Colton den beiden nachruft, fliehen sie zum Tunnelausgang. Am Ende befinden sich Gabi und Sierra auf einem Hügel in Mexiko. Sich gegenseitig Mut machend, fassen sie einander an der Hand.

#### BesetzungFear the Walking Dead: Passage
| Schauspieler   | Rolle  | Synchronsprecher | Rollenbeschreibung          |
| -------------- | ------ | ---------------- | --------------------------- |
| Kelsey Scott   | Sierra |                  | Überlebende aus Los Angeles |
| Mishel Prada   | Gabi   |                  | Freundin von Colton         |
| Michael Mosley | Colton |                  | ehemaliger Grenzschützer    |

#### Episoden
| Folge | Originaltitel | Erstveröffentlichung USA | Deutscher Titel | Deutschsprachige Erstveröffentlichung |
| ----- | ------------- | ------------------------ | --------------- | ------------------------------------- |
| 01    | Part 1        | 17. Oktober 2016         |                 |                                       |
| 02    | Part 2        | 24. Oktober 2016         |                 |                                       |
| 03    | Part 3        | 31. Oktober 2016         |                 |                                       |
| 04    | Part 4        | 7. November 2016         |                 |                                       |
| 05    | Part 5        | 14. November 2016        |                 |                                       |
| 06    | Part 6        | 21. November 2016        |                 |                                       |
| 07    | Part 7        | 28. November 2016        |                 |                                       |
| 08    | Part 8        | 5. Dezember 2016         |                 |                                       |
| 09    | Part 9        | 8. Februar 2017          |                 |                                       |
| 10    | Part 10       | 12. Februar 2017         |                 |                                       |
| 11    | Part 11       | 20. Februar 2017         |                 |                                       |
| 12    | Part 12       | 27. Februar 2017         |                 |                                       |
| 13    | Part 13       | 6. März 2017             |                 |                                       |
| 14    | Part 14       | 13. März 2017            |                 |                                       |
| 15    | Part 15       | 20. März 2017            |                 |                                       |
| 16    | Part 16       | 27. März 2017            |                 |                                       |

## DVD- und Blu-ray-Veröffentlichung
Die Staffeln eins bis sieben wurden in Deutschland ungeschnitten auf DVD und Blu-ray veröffentlicht. Mit Ausnahme der vierten Staffel, die ab 16 Jahren freigegeben ist, tragen sie die Altersfreigabe FSK 18.
- 1. Staffel: 16. November 2015.[34]
- 1. Staffel, Special Edition: 28. Oktober 2016 (u. a. mit gelöschten Szenen).[35]
- 2. Staffel: 4. November 2016.[36]
- 3. Staffel: 30. November 2017.[37]
- 4. Staffel: 6. Dezember 2018.
- 5. Staffel: 5. Dezember 2019.
- 6. Staffel: 25. November 2021.
- 7. Staffel: 24. November 2022.
- 8. Staffel: 11. April 2024.

## Rezeption
Der Serienjunkies-Kritiker Adam Arndt vergab 3 von 5 Sternen für die Pilotepisode. In seiner Review schrieb er Folgendes:

„Der Pilot von Fear the Walking Dead verläuft gemächlich und ruhig. Wie im Vorfeld versprochen, spielen die Untoten vorerst noch keine allzu große Rolle. Dafür ist die Serie deutlich mehr auf Familienkonflikte ausgelegt, was entweder spannend werden könnte oder aber schnell anstrengend. Das Tempo darf in Zukunft gerne etwas mehr anziehen, nun da die wichtigsten Beziehungen und Grundregeln jedoch etabliert sind. Kein Knaller, aber auch kein Rohrkrepierer.“

Bei dem Internetportal Rotten Tomatoes erhielt die Serie bis einschließlich September 2021 einen Score von 75 Prozent positiver Kritiken. In Bezug auf die Publikumsmeinung lag der Wert bei 65 Prozent.